# 2007 dans les parcs de loisirs
| Années des parcs de loisirs : 2004 - 2005 - 2006 - 2007 - 2008 - 2009 - 2010    |
| Décennies des parcs de loisirs : 1970 - 1980 - 1990 - 2000 - 2010 - 2020 - 2030 |

## Parcs d'attractions
Ces différentes listes sont non exhaustives.

### Ouverture
- PPS Park Platja d'Aro ( Espagne)
- Legoland Discovery Centre Berlin ( Allemagne) ouvert au public le 28 mars.
- Wild West World ( États-Unis) ouvert au public le 5 mai.
- OCT East ( Chine) ouvert au public le 28 juillet.
- Fantawild Adventure Wuhu ( Chine) ouvert au public le 22 octobre.

### Fermeture
- Expoland ( Japon) fermé au public le 9 décembre.
- Wild West World ( États-Unis) fermé au public le 9 juillet.

### Changement de nom
- FantasyWorld Minitalia devient Minitalia Leolandia Park ( Italie)
- Paramount Canada's Wonderland devient Canada's Wonderland ( États-Unis)
- Paramount's Carowinds devient Carowinds ( États-Unis)
- Paramount's Great America devient Great America ( États-Unis)
- Paramount's Kings Dominion devient Kings Dominion ( États-Unis)
- Paramount's Kings Island devient Kings Island ( États-Unis)
- Tivoliland devient Karolinelund (en) ( Danemark)
- Walibi Lorraine devient Walygator Parc ( France)

## Parcs aquatiques

### Ouverture
- Chimelong Waterpark dans Guangzhou Chimelong Tourist Resort ( Chine)

## Événements

### Juin
- 7 juin - Ouverture au public de Furius Baco, à PortAventura Park ; le premier modèle de montagnes russes Wing Rider au monde et le parcours de montagnes russes à propulsion le plus rapide d'Europe (135 km/h)[1].

### Juillet
- 17 juillet - Merlin Entertainments (Blackstone) a annoncé la vente des propriétés Tussauds à la société d'investissement Prestbury pour 622 millions GBP (1,27 milliard USD)[2].
- 30 juillet - Parques Reunidos rachète le parc danois de BonbonLand, situé près de Copenhague, à la société BonBon[3].

### Août
- 2 août - ( Belgique) - Huit personnes sont restées dans la grande roue de Walibi Belgium durant 74 heures. Il s'agit d'une action à but caritatif au profit de la fondation Make-A-Wish. Le parc de Bellewaerde s'est rallié à cette cause[4].
- 4 août - ( France) - Fête des Loges : une attraction pendulaire de type Booster, du constructeur Far Fabbri a perdu une de ses nacelles qui s'est écrasée au sol avec ses quatre passagers. Bilan : deux morts et deux blessés graves[5].
- 17 août - ( France) - À la suite notamment de l'accident de la fête des Loges le 4 août dernier, la ministre de l'Intérieur, Michèle Alliot-Marie a signé avec les syndicats de forains et l'association des maires de France une convention pour la sécurité des manèges. Remplaçant une législation de 1983, cette convention imposera par exemple aux forains possédant des manèges de catégorie 4 (manèges à sensations fortes qui évoluent à plus de douze tours par minute) de faire vérifier leurs installations une fois par an (échéance qui était de trois ans auparavant). Les huit manèges de type Booster sur le sol français, mis en cause lors de l'accident sont toujours fermés[6].
- 24 août - Le groupe espagnol Parques Reunidos rachète le groupe américain Palace Entertainment pour 242 millions EUR[7].

### Octobre
- 17 octobre - ( États-Unis) - Disney annonce de manière officielle un important remaniement et une extension du parc Disney's California Adventure. Un changement de nom est aussi à l'étude (c'est chose faite en 2010)[8].

## Analyse économique de l'année
L'organisme TEA (Themed Entertainment Association) assisté par l'Economics Research Associate publient leur analyse globale du secteur des parcs d'attractions pour l'année 2007. Ce document, l'Attractions Attendance Report 2007, présente en détail plusieurs données clés de l'industrie mais également une série de classements des parcs les plus fréquentés, classés en catégorie. Cette analyse peut être considérée comme une référence du secteur.

### Classement des 10 groupes les plus importants
| Rang | Société                                    | Fréquentation (en millions de visiteurs) |
| ---- | ------------------------------------------ | ---------------------------------------- |
| 1    | Walt Disney Parks and Resorts              | 116 500 000                              |
| 2    | Merlin Entertainments Group                | 32 100 000                               |
| 3    | Universal Studios Recreation Group         | 26 400 000                               |
| 4    | Six Flags Inc.                             | 24 900 000                               |
| 5    | Busch Entertainment Corporation            | 22 300 000                               |
| 6    | Cedar Fair Entertainment                   | 22 100 000                               |
| 7    | Parques Reunidos                           | 12 000 000                               |
| 8    | CDA Parks                                  | 9 600 000                                |
| 9    | Herschend Family Entertainment Corporation | 8 900 000                                |
| 10   | Everland                                   | 8 600 000                                |

### Classement des 25 parcs d'attractions les plus visités dans le monde
Pour quantifier l'évolution du marché mondial, TEA/AECOM se base sur l'addition du nombre d'entrées (c'est-à-dire de la fréquentation) des 25 parcs d'attractions les plus visités, quelle que soit leur location. Pour 2007, ce total s'est élevé à 187.6 millions de visiteurs, en légère augmentation (de 0,5 %) par rapport à 2006.
| Rang | Parc                             | Ville / Pays             | Fréquentation (en millions de visiteurs) | Tendance |
| ---- | -------------------------------- | ------------------------ | ---------------------------------------- | -------- |
| 1    | Magic Kingdom                    | Orlando / États-Unis     | 17 060 000                               | 2,5 %    |
| 2    | Disneyland                       | Anaheim / États-Unis     | 14 870 000                               | 1,0 %    |
| 3    | Tokyo Disneyland                 | Tokyo / Japon            | 13 906 000                               | 1,5 %    |
| 4    | Tokyo DisneySea                  | Tokyo / Japon            | 12 413 000                               | 2,5 %    |
| 5    | Parc Disneyland                  | Chessy / France          | 12 000 000                               | 13,1 %   |
| 6    | Epcot                            | Orlando / États-Unis     | 10 930 000                               | 4,5 %    |
| 7    | Disney-MGM Studios               | Orlando / États-Unis     | 9 510 000                                | 4,5 %    |
| 8    | Disney's Animal Kingdom          | Orlando / États-Unis     | 9 490 000                                | 6,5 %    |
| 9    | Universal Studios Japan          | Osaka / Japon            | 8 713 000                                | 2,5 %    |
| 10   | Everland                         | Yongin / Corée du Sud    | 7 200 000                                | -4,0 %   |
| 11   | Universal Studios Florida        | Orlando / États-Unis     | 6 200 000                                | 3,3 %    |
| 12   | SeaWorld Orlando                 | Orlando / États-Unis     | 5 800 000                                | 1,0 %    |
| 13   | Disney's California Adventure    | Anaheim / États-Unis     | 5 680 000                                | -4,5 %   |
| 14   | Pleasure Beach, Blackpool        | Blackpool / Royaume-Uni  | 5 500 000                                | -8,3 %   |
| 15   | Universal's Islands of Adventure | Orlando / États-Unis     | 5 430 000                                | 2,5 %    |
| 16   | Ocean Park                       | Hong Kong / Chine        | 4 920 000                                | 12,3 %   |
| 17   | Hakkeijima Sea Paradise          | Yokohama / Japon         | 4 770 000                                | 0,0 %    |
| 18   | Universal Studios Hollywood      | Los Angeles / États-Unis | 4 700 000                                | 0,0 %    |
| 19   | Busch Gardens Tampa Bay          | Tampa / États-Unis       | 4 400 000                                | 1.0 %    |
| 20   | SeaWorld San Diego               | San Diego / États-Unis   | 4 260 000                                | 0,0 %    |
| 21   | Hong Kong Disneyland             | Hong Kong / Chine        | 4 150 000                                | -20,2 %  |
| 22   | Jardins de Tivoli                | Copenhague / Danemark    | 3 972 000                                | -6,5 %   |
| 23   | Europa-Park                      | Rust / Allemagne         | 4 000 000                                | 1,3 %    |
| 24   | Nagashima Spa Land               | Kuwana / Japon           | 3 910 000                                | 0,0 %    |
| 25   | PortAventura Park                | Salou / Espagne          | 3 700 000                                | 5,7 %    |

### Classement des 20 parcs d'attractions les plus visités en Amérique du Nord
| Rang | Parc                             | Ville / Pays              | Fréquentation (en millions de visiteurs) | Tendance |
| ---- | -------------------------------- | ------------------------- | ---------------------------------------- | -------- |
| 1    | Magic Kingdom                    | Orlando / États-Unis      | 17 060 000                               | 2,5 %    |
| 2    | Disneyland                       | Anaheim / États-Unis      | 14 870 000                               | 1,0 %    |
| 3    | Epcot                            | Orlando / États-Unis      | 10 930 000                               | 4,5 %    |
| 4    | Disney's Hollywood Studios       | Orlando / États-Unis      | 9 510 000                                | 4,5 %    |
| 5    | Disney's Animal Kingdom          | Orlando / États-Unis      | 9 490 000                                | 6,5 %    |
| 6    | Universal Studios Florida        | Orlando / États-Unis      | 6 200 000                                | 3,3 %    |
| 7    | SeaWorld Orlando                 | Orlando / États-Unis      | 5 800 000                                | 1,0 %    |
| 8    | Disney's California Adventure    | Anaheim / États-Unis      | 5 680 000                                | -4,5 %   |
| 9    | Universal's Islands of Adventure | Orlando / États-Unis      | 5 430 000                                | 2,5 %    |
| 10   | Universal Studios Hollywood      | Los Angeles / États-Unis  | 4 700 000                                | 0,0 %    |
| 11   | Busch Gardens Tampa Bay          | Tampa / États-Unis        | 4 400 000                                | 1,0 %    |
| 12   | SeaWorld San Diego               | San Diego / États-Unis    | 4 260 000                                | 0,0 %    |
| 13   | Knott's Berry Farm               | Buena Park / États-Unis   | 3 630 000                                | -1,0 %   |
| 14   | Canada's Wonderland              | Vaughan / Canada          | 3 250 000                                | 0,5 %    |
| 15   | Busch Gardens Europe             | Williamsburg / États-Unis | 3 157 000                                | 12,5 %   |
| 16   | Cedar Point                      | Sandusky / États-Unis     | 3 120 000                                | 1,5 %    |
| 17   | Kings Island                     | Mason / États-Unis        | 3 050 000                                | 0,0 %    |
| 18   | Hersheypark                      | Hershey / États-Unis      | 2 940 000                                | 9,2 %    |
| 19   | Six Flags Great Adventure        | Jackson / États-Unis      | 2 720 000                                | -0,5 %   |
| 20   | Six Flags Great America          | Gurnee / États-Unis       | 2 630 000                                | 0,5 %    |

### Classement des 20 parcs d'attractions les plus visités en Europe
| Rang | Parc                            | Ville / Pays                        | Fréquentation (en millions de visiteurs) | Tendance |
| ---- | ------------------------------- | ----------------------------------- | ---------------------------------------- | -------- |
| 1    | Parc Disneyland                 | Chessy / France                     | 12 000 000                               | 13,1 %   |
| 2    | Pleasure Beach, Blackpool       | Blackpool / Royaume-Uni             | 5 500 000                                | -8,3 %   |
| 3    | Jardins de Tivoli               | Copenhague / Danemark               | 4 110 000                                | -6,5 %   |
| 4    | Europa-Park                     | Rust / Allemagne                    | 4 000 000                                | 1,3 %    |
| 5    | PortAventura Park               | Salou / Espagne                     | 3 700 000                                | 5,7 %    |
| 6    | Efteling                        | Kaatsheuvel / Pays-Bas              | 3 200 000                                | 0,0 %    |
| 7    | Gardaland                       | Castelnuovo del Garda / Italie      | 3 100 000                                | 0,0 %    |
| 8    | Liseberg                        | Göteborg / Suède                    | 3 050 000                                | 3,4 %    |
| 9    | Bakken                          | Copenhague / Danemark               | 2 700 000                                | 0,0 %    |
| 10   | Parc Walt Disney Studios        | Chessy / France                     | 2 500 000                                | 13,6 %   |
| 11   | Alton Towers                    | Staffordshire / Royaume-Uni         | 2 400 000                                | 0,0 %    |
| 12   | Phantasialand                   | Brühl / Allemagne                   | 1 900 000                                | 0,0 %    |
| 13   | Thorpe Park                     | Chertsey (Angleterre) / Royaume-Uni | 1 700 000                                | 0,0 %    |
| 14   | Mirabilandia                    | Savio / Italie                      | 1 700 000                                | 0,0 %    |
| 15   | Legoland Windsor                | Windsor / Royaume-Uni               | 1 650 000                                | 11,5 %   |
| 16   | Parc Astérix                    | Plailly / France                    | 1 620 000                                | -4,7 %   |
| 17   | Legoland Billund                | Billund / Danemark                  | 1 610 000                                | 10,3 %   |
| 18   | Futuroscope                     | Poitiers / France                   | 1 600 000                                | 6,7 %    |
| 19   | Parque de Atracciones de Madrid | Madrid / Espagne                    | 1 500 000                                | 0,0 %    |
| 20   | Heide Park                      | Soltau / Allemagne                  | 1 400 000                                | 16,7 %   |

### Classement des 10 parcs d'attractions les plus visités en Asie
| Rang | Parc                    | Ville / Pays          | Fréquentation (en millions de visiteurs) | Tendance |
| ---- | ----------------------- | --------------------- | ---------------------------------------- | -------- |
| 1    | Tokyo Disneyland        | Tokyo / Japon         | 13 906 000                               | 1,5 %    |
| 2    | Tokyo DisneySea         | Tokyo / Japon         | 12 413 000                               | 2,5 %    |
| 3    | Universal Studios Japan | Osaka / Japon         | 8 713 000                                | 2,5 %    |
| 4    | Everland                | Yongin / Corée du Sud | 7 200 000                                | -4,0 %   |
| 5    | Ocean Park Hong Kong    | Hong Kong / Chine     | 4 920 000                                | 12,3 %   |
| 6    | Hakkeijima Sea Paradise | Yokohama / Japon      | 4 770 000                                | 0,0 %    |
| 7    | Hong Kong Disneyland    | Hong Kong / Chine     | 4 150 000                                | -20,2 %  |
| 8    | Nagashima Spa Land      | Kuwana / Japon        | 3 910 000                                | 0,0 %    |
| 9    | Happy Valley (Shenzhen) | Shenzhen / Chine      | 3 230 000                                | 10,2 %   |
| 10   | Lotte World             | Séoul / Corée du Sud  | 2 600 000                                | -52,7 %  |

## Attractions
Ces listes sont non exhaustives.

### Montagnes russes

#### Délocalisations
| Nom                | Type / Modèle            | Constructeur                  | Parc                           | Pays        | Anciennement                                    |
| ------------------ | ------------------------ | ----------------------------- | ------------------------------ | ----------- | ----------------------------------------------- |
| Boomerang          | Navette                  | Vekoma                        | Siam Park City                 | Thaïlande   | Boomerang à Jerudong Park                       |
| Ciclón             | Métal                    | Robles Bouso Atracciones      | PPS Park Platja d'Aro          | Espagne     | Ciclón à Parque de Atracciones de Montjuic (es) |
| Die! Wilde Maus    | Junior                   | S&MC                          | Serengeti-Park                 | Allemagne   | Die! Wilde Maus à Magic Park Verden             |
| Firehawk           | Volantes/Flying Dutchman | Vekoma                        | Kings Island                   | États-Unis  | X-Flight à Geauga Lake                          |
| Hurricane          | Acier/Sitdown Looping    | Togo                          | Himeji Central Park            | Japon       | Tornado à Kintetsu Ayameike                     |
| Infusion           | Inversées/SLC (689m)     | Vekoma                        | Pleasure Beach, Blackpool      | Royaume-Uni | Traumatizer à New Pleasureland Southport        |
| Knightmare         | Assises                  | Anton Schwarzkopf / Zierer    | Camelot Theme Park             | Royaume-Uni | BMRX à Kobe Portopialand                        |
| Meteor             | Bois                     | Philadelphia Toboggan Company | Little-A-Merrick-A             | États-Unis  | Little Dipper à Hillcrest Park                  |
| Montaña Infinitum  | Assises                  | Anton Schwarzkopf             | La Feria Chapultepec Mágico    | Mexique     | Magnum Force à Flamingo Land Theme Park & Zoo   |
| Runaway Mine Train | Junior                   | Zamperla                      | Flamingo Land Theme Park & Zoo | Royaume-Uni | Mini Mine Rush à American Adventure Theme Park  |
| Starliner          | Bois                     | Philadelphia Toboggan Company | Cypress Gardens Adventure Park | États-Unis  | Starliner à Miracle Strip Amusement Park (en)   |
| Tic-Tac Tornado    | Assises                  | Soquet                        | Śląskie Wesołe Miasteczko      | Pologne     | Twin Looper à American Adventure Theme Park     |
| Tigor Mountain     | Junior                   | Vekoma                        | Beto Carrero World             | Brésil      | Montanha Russa à Fantasy Place                  |
| Tokaido            | E-Powered                | Pinfari                       | Europark Idroscalo             | Italie      | X Speed à Movieland Studios                     |
| Vortex             | Inversées                | Vekoma                        | Siam Park City                 | Thaïlande   | Pusing Lagi à Jerudong Park                     |
| Xtreme             | Tournoyantes             | Maurer Rides                  | Dixie Landin'                  | États-Unis  | Xtreme à Drievliet                              |
| Wilde Maus         | Wild Mouse               | Maurer Söhne                  | Euro Park                      | France      | Attraction foraine                              |
| Wipeout            | Boomerang                | Vekoma                        | Pleasurewood Hills             | Royaume-Uni | Missile à American Adventure Theme Park         |

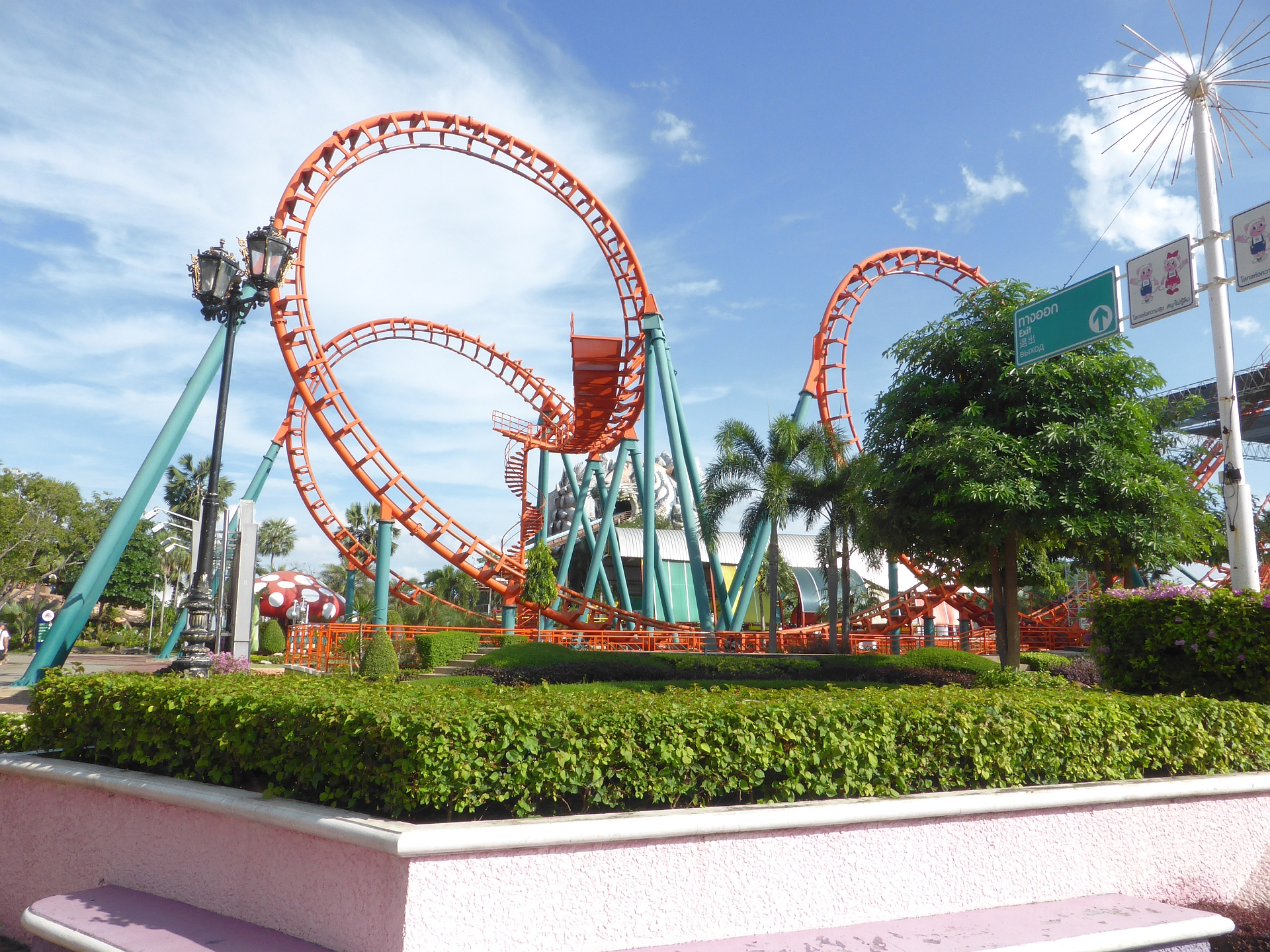
Boomerang à Siam Park City
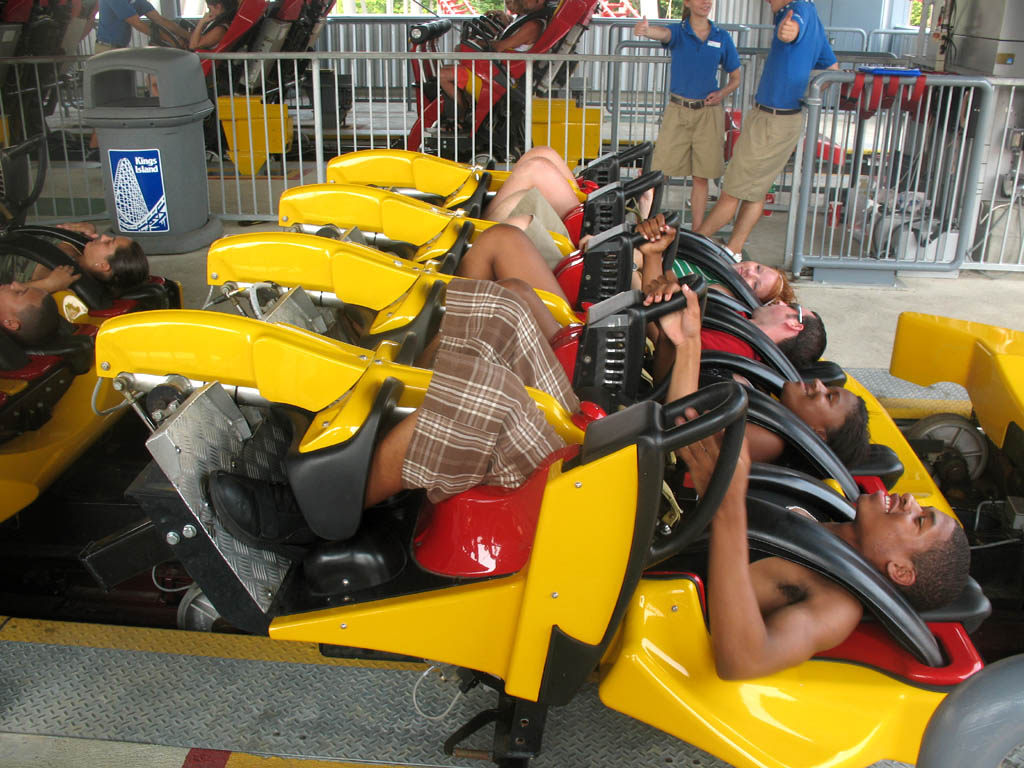
Firehawk à Kings Island
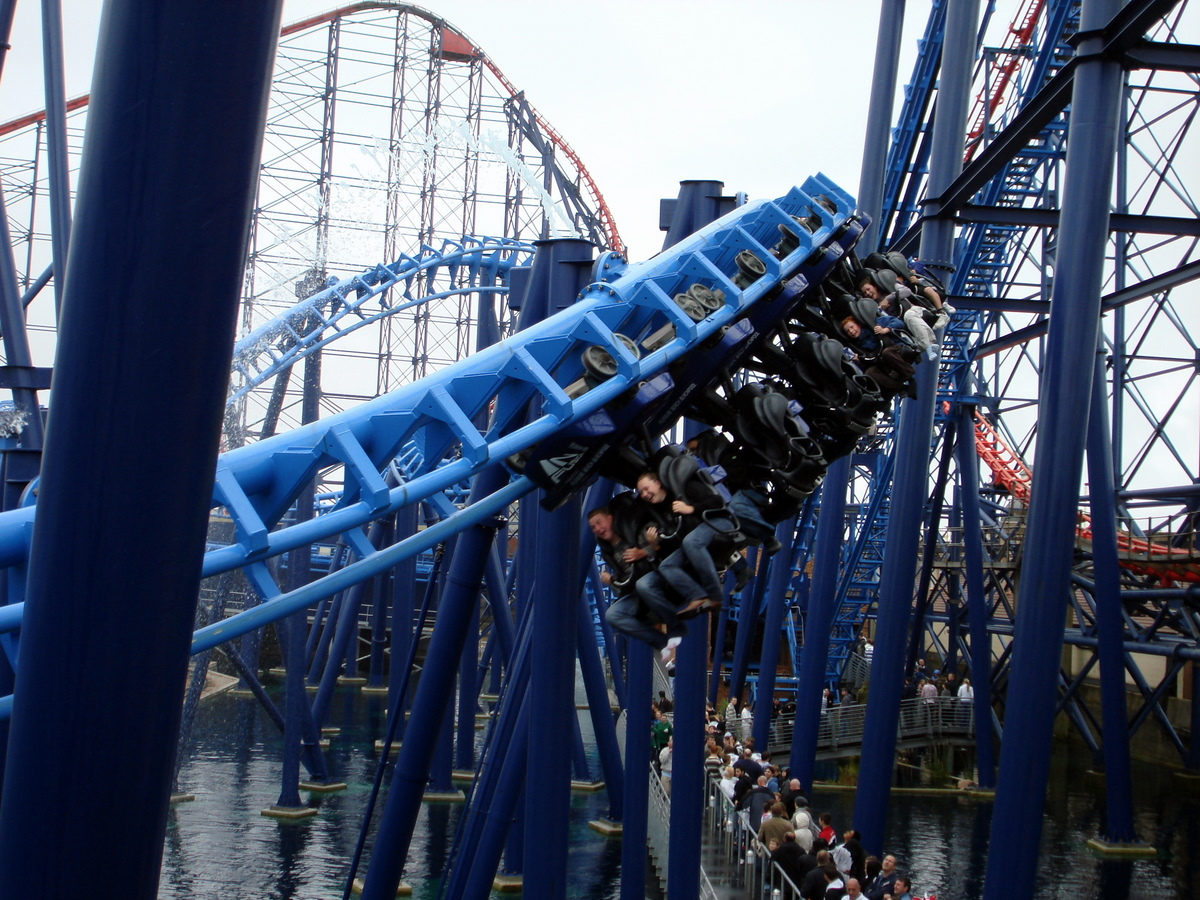
Infusion à Pleasure Beach, Blackpool
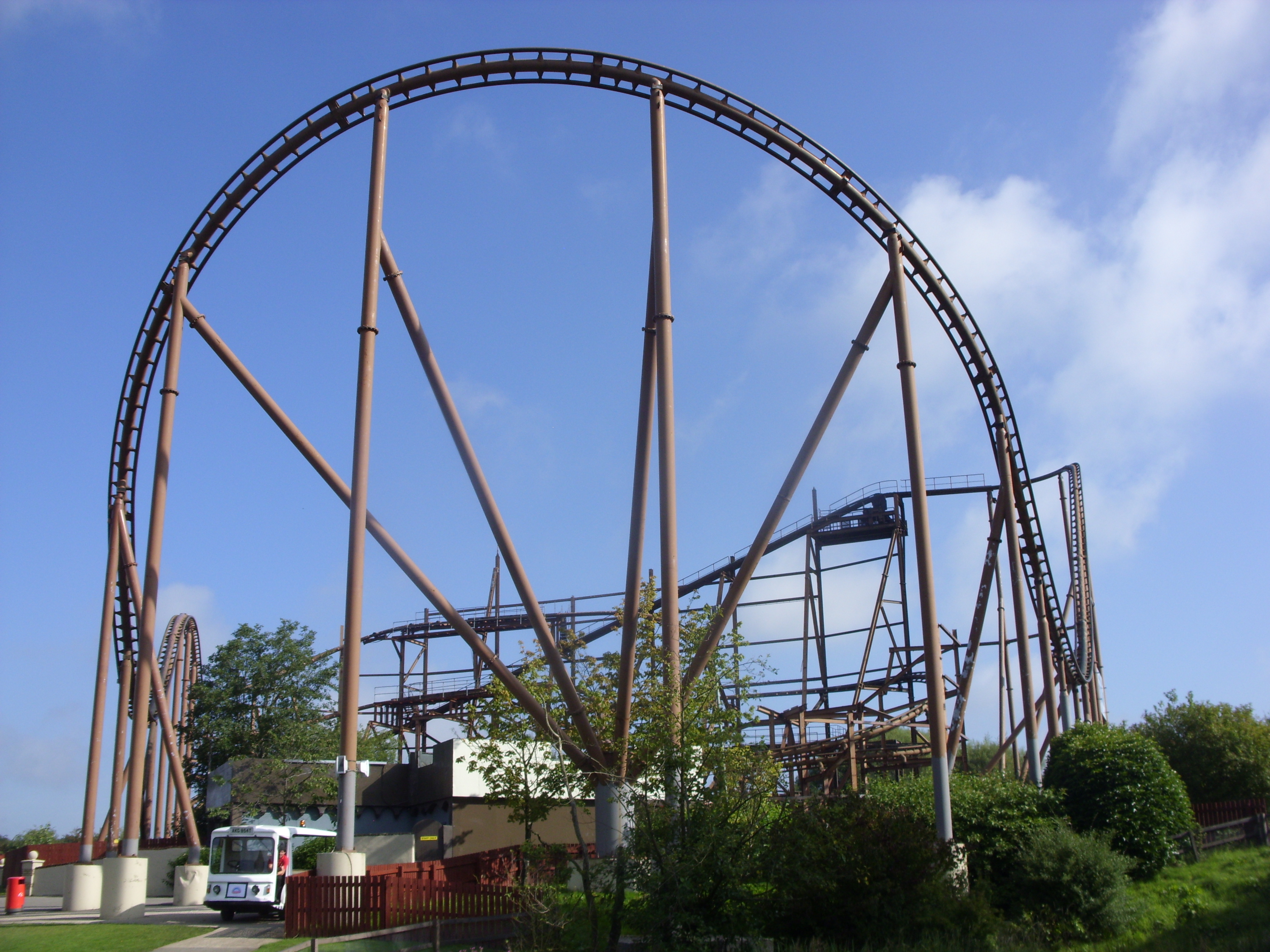
Knightmare à Camelot Theme Park
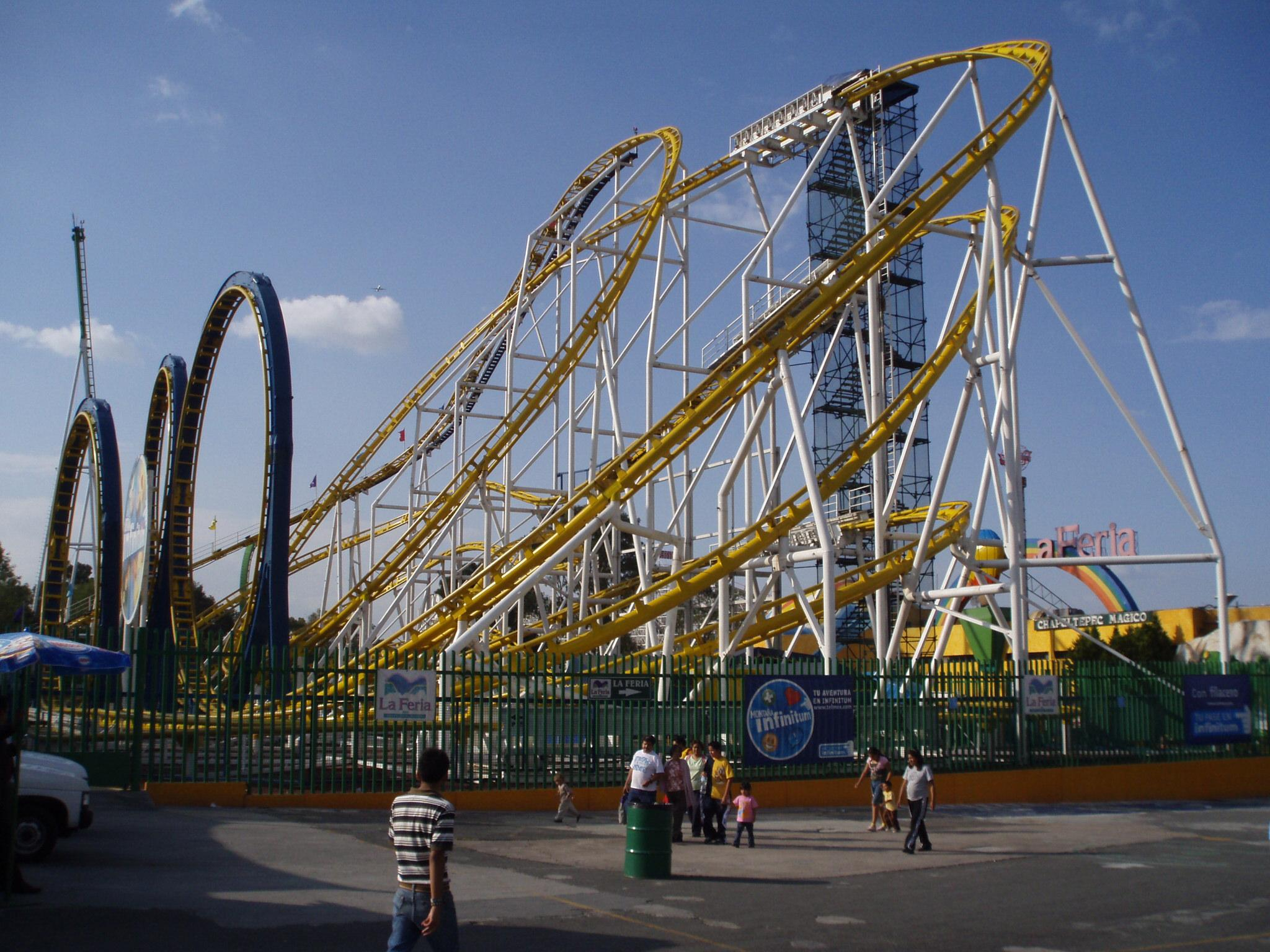
Montaña Infinitum à La Feria Chapultepec Mágico
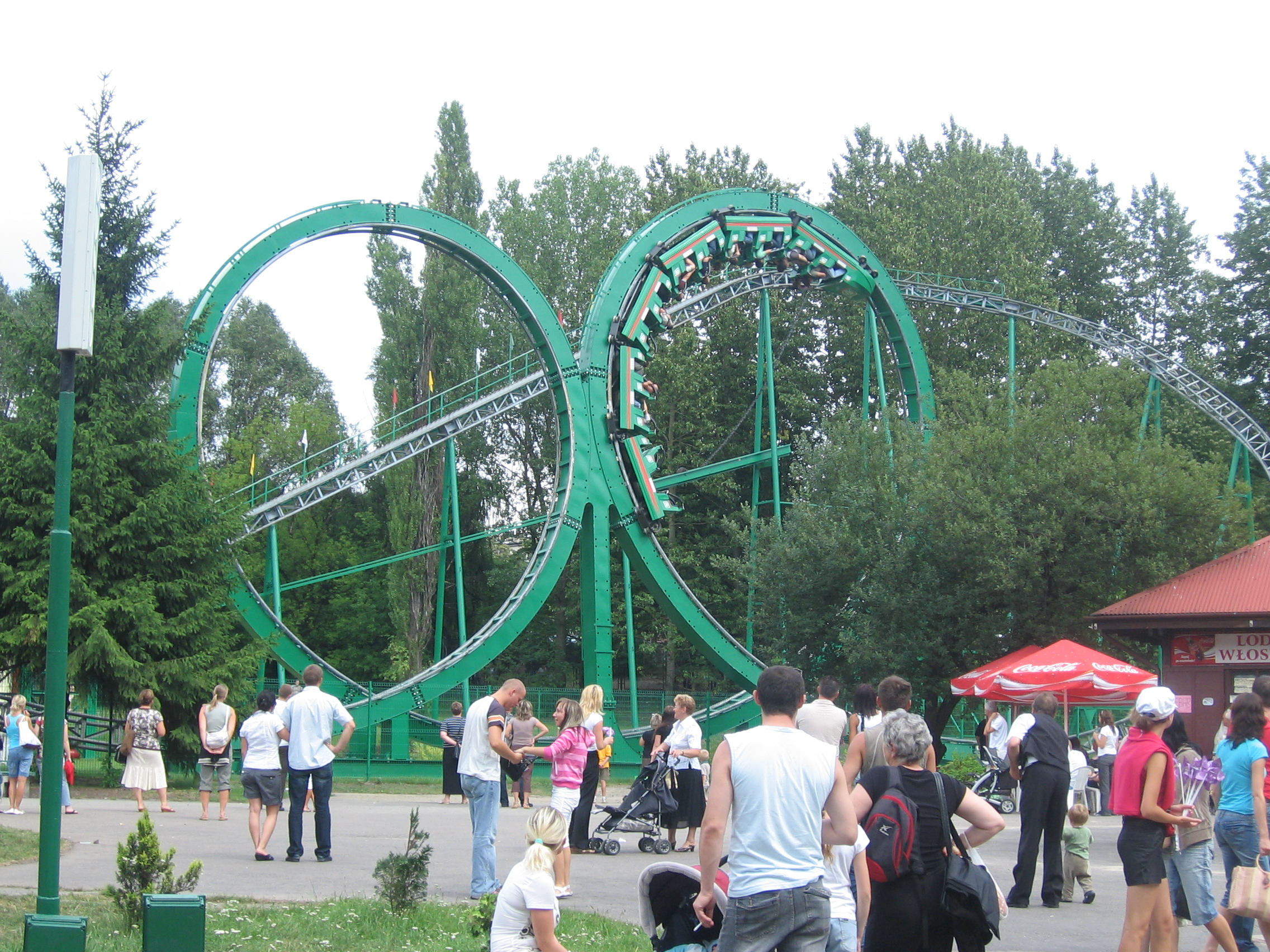
Tic Tac Tornado à Śląskie Wesołe Miasteczko
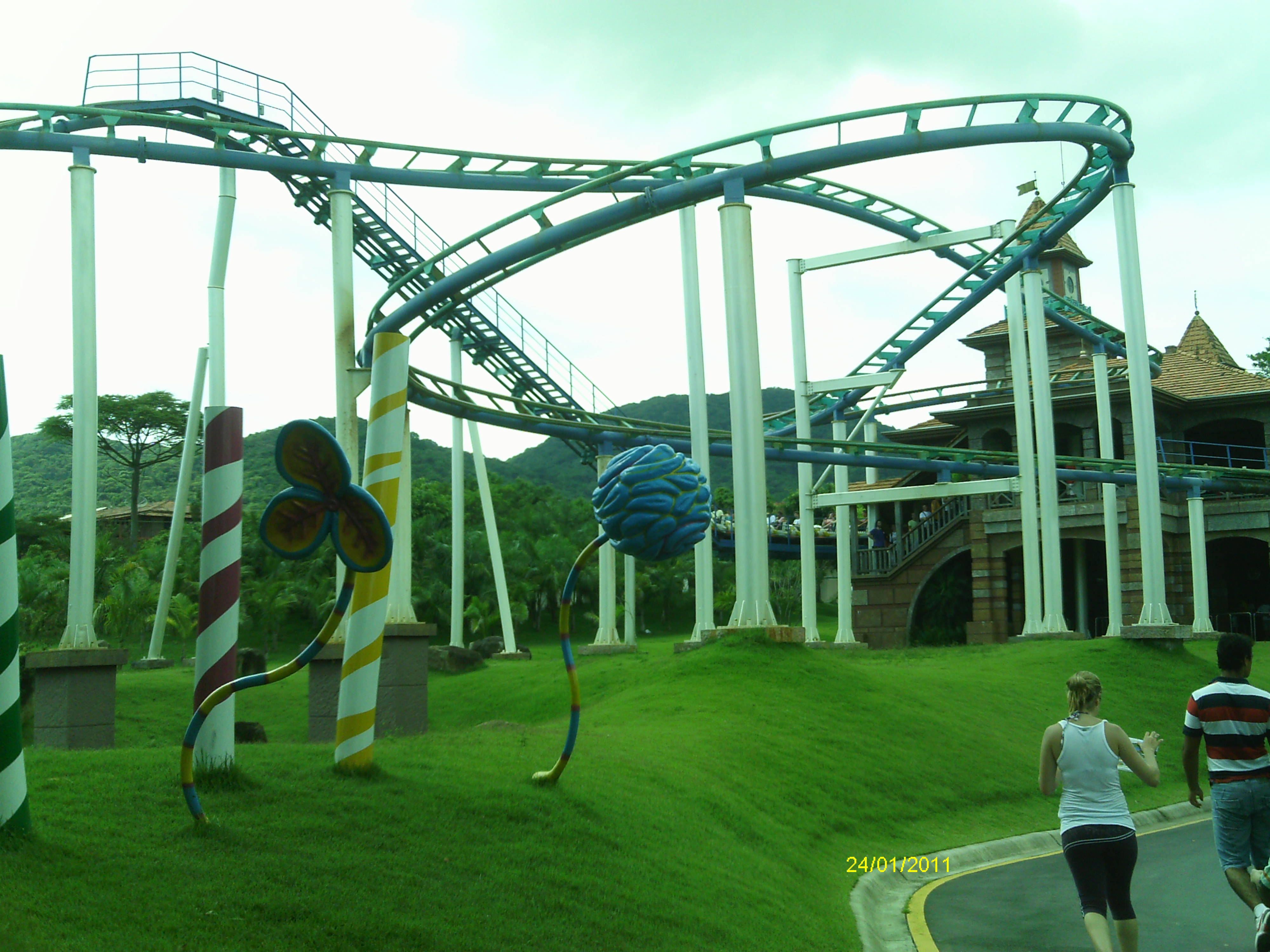
Tigor Mountain à Beto Carrero World
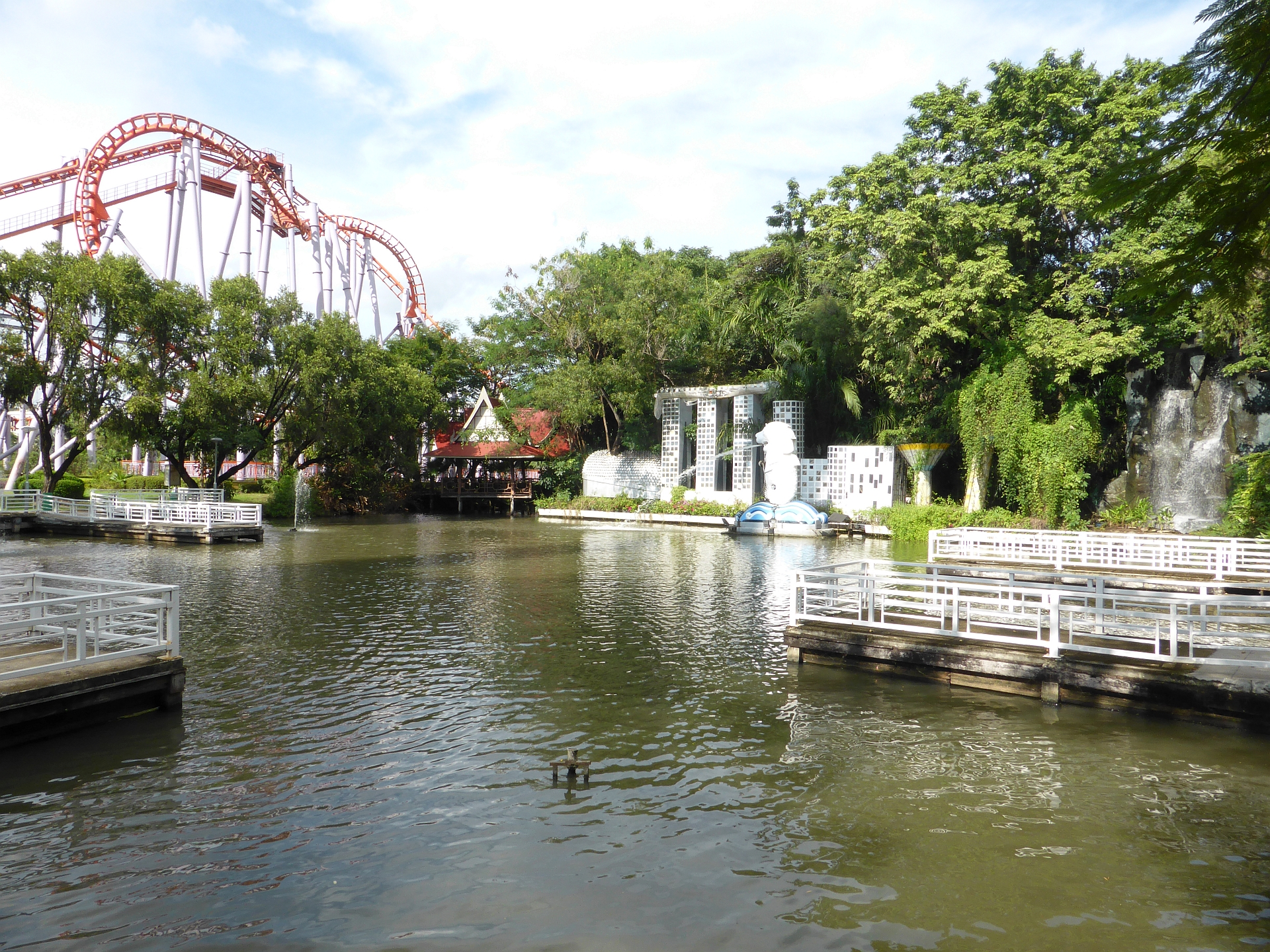
Vortex à Siam Park City
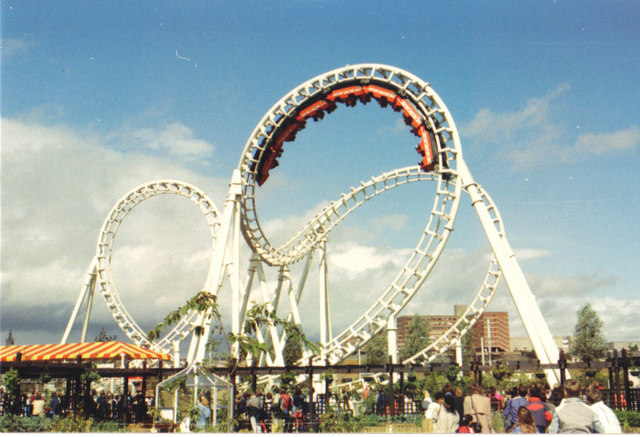
Wipeout à Pleasurewood Hills

#### Nouveautés
| Nom                          | Type / Modèle                                         | Constructeur                 | Parc                            | Pays         |
| ---------------------------- | ----------------------------------------------------- | ---------------------------- | ------------------------------- | ------------ |
| Afterburner                  | Quadridimensionnelles/Screaming Squirrel              | S&S Worldwide                | Divo Ostrov (Wonder Island)     | Russie       |
| Berg- og dalbane             | Junior/Family Gravity Coaster 80STD                   | Zamperla                     | Lilleputthammer                 | Norvège      |
| Boardwalk Bullet             | Bois                                                  | The Gravity Group            | Kemah Boardwalk                 | États-Unis   |
| Corsaire                     | Acier                                                 | Soquet                       | Cobac Parc                      | France       |
| Crush's Coaster              | Tournoyantes/en intérieur                             | Maurer Rides                 | Walt Disney Studios             | France       |
| Desert Race                  | Lancées/Accelerator Coaster                           | Intamin                      | Heide Park                      | Allemagne    |
| De Vliegende Hollander       | Aquatiques                                            | Kumbak                       | Efteling                        | Pays-Bas     |
| Family Coaster               | Junior/Big Apple                                      | Pinfari                      | Walygator Parc                  | France       |
| Fantasy Mouse                | Wild Mouse                                            | L&T Systems                  | Cavallino Matto                 | Italie       |
| Flying Dragon                | Junior                                                | Zierer                       | Kuwait Entertainment City       | Koweït       |
| Formule X                    | Lancées/X-Car Coaster                                 | Maurer Rides                 | Drievliet                       | Pays-Bas     |
| Furius Baco                  | Lancées/Wing Rider                                    | Intamin                      | PortAventura Park               | Espagne      |
| Galaxy Orbiter               | Tournoyantes/en intérieur                             | Gerstlauer                   | Galaxyland                      | États-Unis   |
| Gold Mine                    | Junior                                                |                              | PPS Park Platja d'Aro           | Espagne      |
| Griffon                      | Machine plongeante/Méga                               | Bolliger & Mabillard         | Busch Gardens Europe            | États-Unis   |
| Han Katten                   | Tournoyantes/Spinning Coaster Model 380/4             | Gerstlauer                   | BonbonLand                      | Danemark     |
| Hollywood Dream: The Ride    | Hypercoaster/Mega Coaster                             | Bolliger & Mabillard         | Universal Studios Japan         | Japon        |
| Inconnu                      | Acier / Galaxi                                        | Zamperla                     | Beto Carrero World              | Brésil       |
| Inferno                      | Quadridimensionnelles/ZacSpin                         | Intamin                      | Terra Mítica                    | Espagne      |
| Jimmy Neutron's Atomic Flyer | À véhicules suspendus/Suspended Family Coaster (294m) | Vekoma                       | Movie Park Germany              | Allemagne    |
| Journey to Atlantis          | Aquatiques / SuperSplash                              | Mack Rides                   | SeaWorld San Antonio            | États-Unis   |
| Kirnu                        | Quadridimensionnelles/ZacSpin                         | Intamin                      | Linnanmäki                      | Finlande     |
| Kvasten                      | À véhicules suspendus                                 | Vekoma                       | Gröna Lund                      | Suède        |
| Leocoaster                   | Junior/Family Gravity Coaster 80STD                   | Zamperla                     | Minitalia Leolandia Park        | Italie       |
| Maverick                     | Lancées/Blitz Coaster                                 | Intamin                      | Cedar Point                     | États-Unis   |
| Mick Doohan's Motocoaster    | Motorbike                                             | Intamin                      | Dreamworld                      | Australie    |
| Mine Train                   | Junior                                                | Zamperla                     | PowerPark                       | Finlande     |
| Mystery Mine                 | Euro-Fighter                                          | Gerstlauer                   | Dollywood                       | États-Unis   |
| Phaethon                     | Inversées                                             | Bolliger & Mabillard         | Gyeongju World                  | Corée du Sud |
| Pirates Hideaway             | Assises                                               | Wisdom Rides                 | Casino Pier (en)                | États-Unis   |
| Rage                         | Euro-Fighter                                          | Gerstlauer                   | Adventure Island                | Royaume-Uni  |
| Renegade                     | Bois                                                  | Great Coasters International | Valleyfair                      | États-Unis   |
| Schlitt' Express             | Wild Mouse                                            | Mack Rides                   | Nigloland                       | France       |
| Sierra Sidewinder            | Tournoyantes                                          | Mack Rides                   | Knott's Berry Farm              | États-Unis   |
| Spinning Madness             | Tournoyantes                                          | Far Fabbri                   | Zoosafari Fasanolandia          | Italie       |
| Surfrider                    | Navette/Half Pipe Coaster                             | Intamin                      | Wet'n'Wild Water World          | Australie    |
| Tony Hawk's Big Spin         | Tournoyantes/Spinning Coaster Model 420/4             | Gerstlauer                   | Six Flags Fiesta Texas          | États-Unis   |
| Tony Hawk's Big Spin         | Tournoyantes/Spinning Coaster Model 420/4             | Gerstlauer                   | Six Flags St. Louis             | États-Unis   |
| Topozorro                    | Junior                                                |                              | Cavallino Matto                 | Italie       |
| Troy                         | Bois                                                  | Great Coasters International | Toverland                       | Pays-Bas     |
| Turbulencia                  | À véhicules suspendus/Air Force 5                     | Zamperla                     | Parque de Atracciones de Madrid | Espagne      |
| Une Souris Verte             | Tournoyantes/Twister Coaster 420STD                   | Zamperla                     | Parc Saint-Paul                 | France       |
| Vagones Loco                 | Junior                                                | Zamperla                     | Parque de Atracciones de Madrid | Espagne      |
| Vertigo                      | À véhicules suspendus/Mountain Glider                 | Doppelmayr                   | Walibi Belgium                  | Belgique     |
| Wicked                       | Lancées/Tower Launched Coaster                        | Zierer                       | Lagoon                          | États-Unis   |
| Wilde Maus                   | Wild Mouse                                            | Maurer Rides                 | Attrapark Moscou                | Russie       |
| X-Smile Devenu Bront'O'Ring  | Junior/Dragon                                         | DAL Amusement Rides Company  | Movieland Studios               | Italie       |

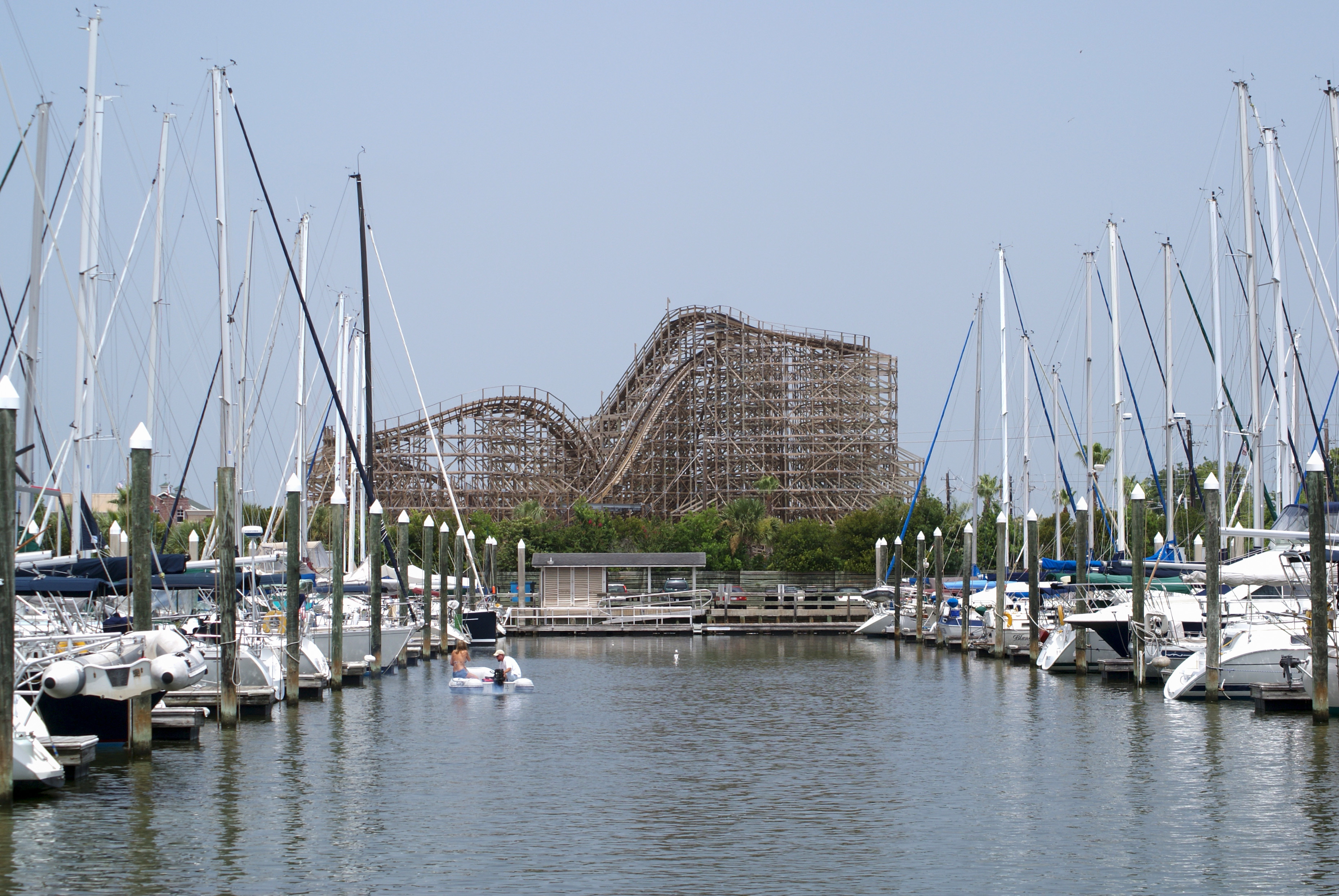
Boardwalk Bullet à Kemah Boardwalk
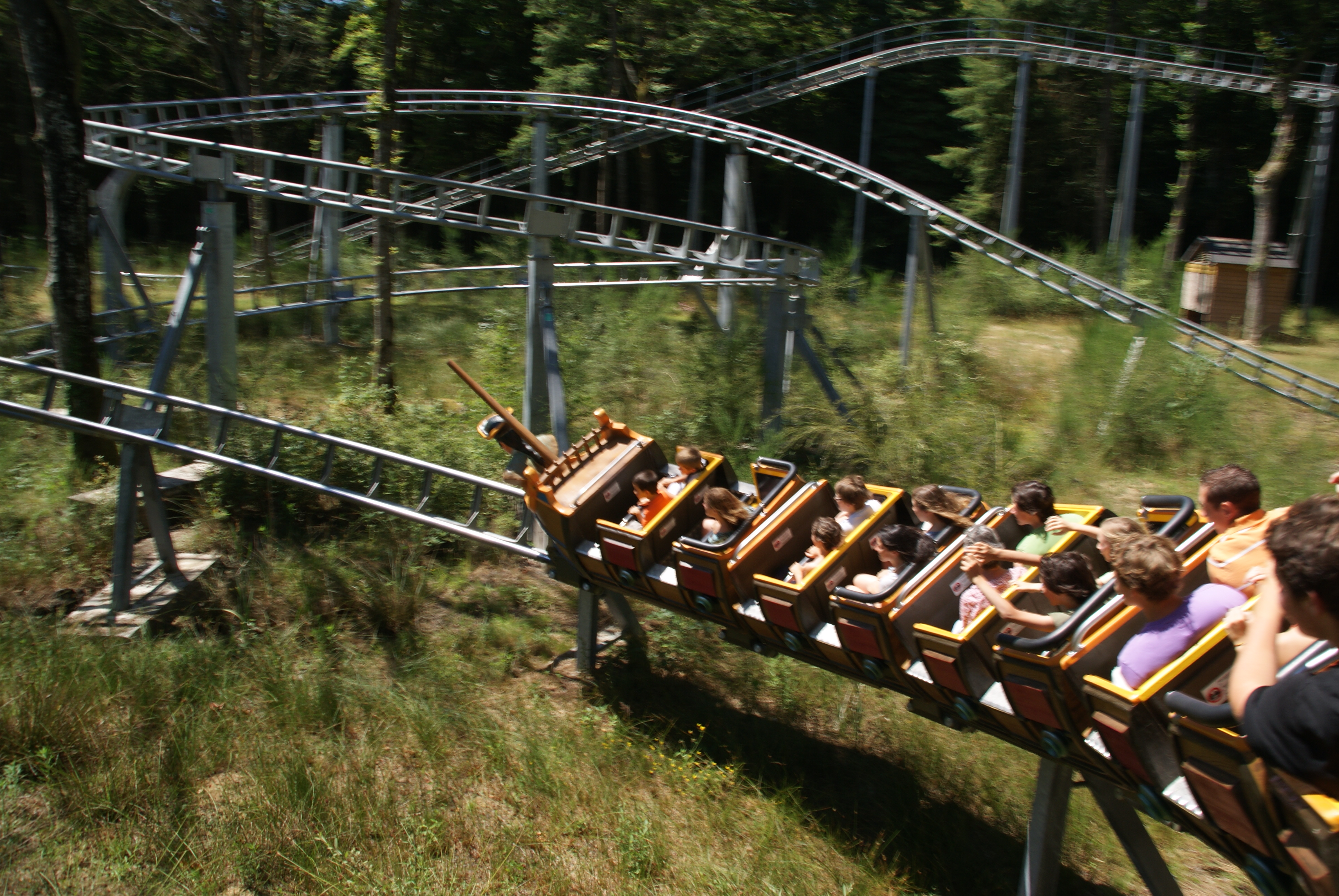
Corsaire à Cobac Parc
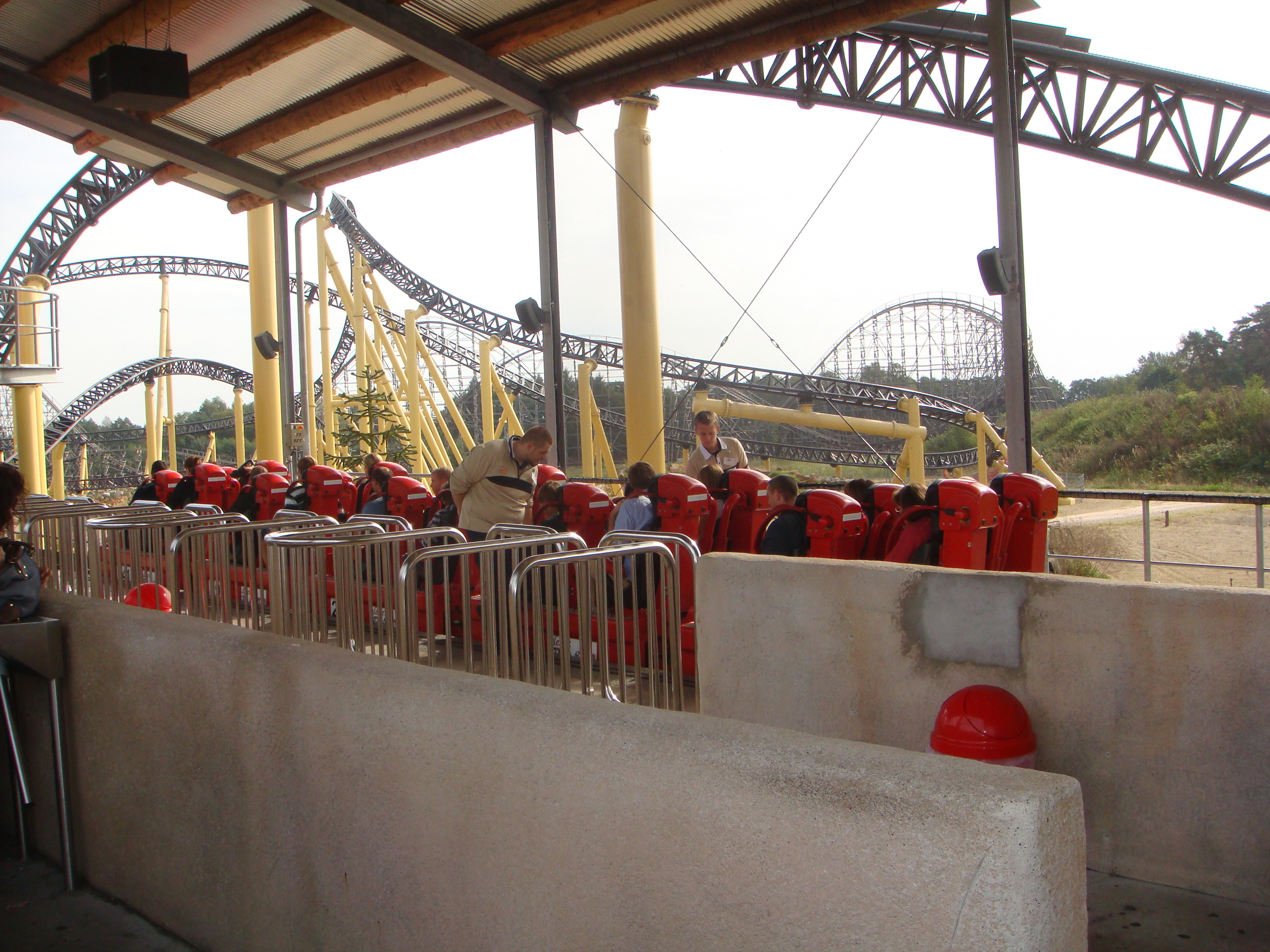
Desert Race à Heide Park
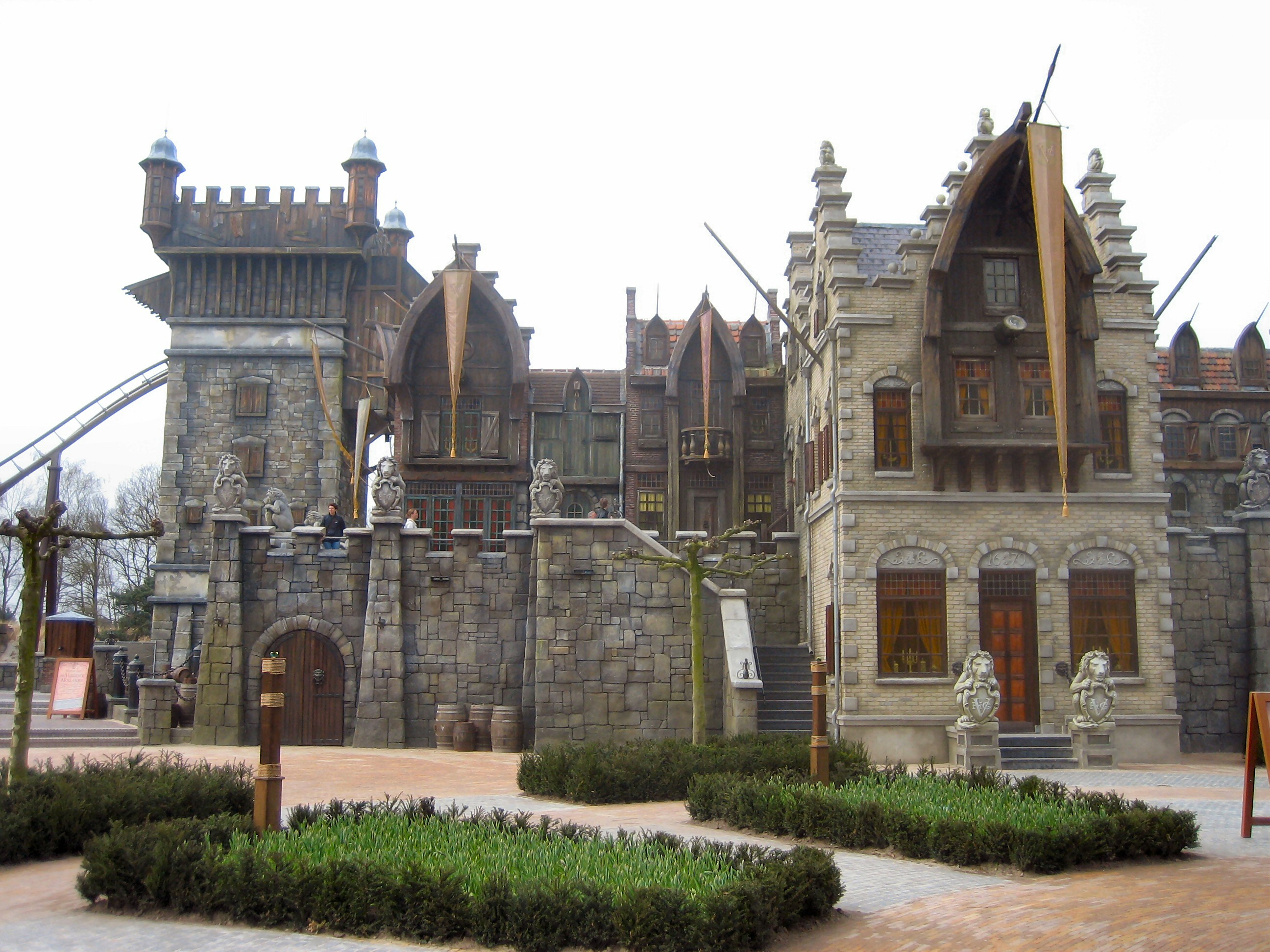
De Vliegende Hollander à Efteling
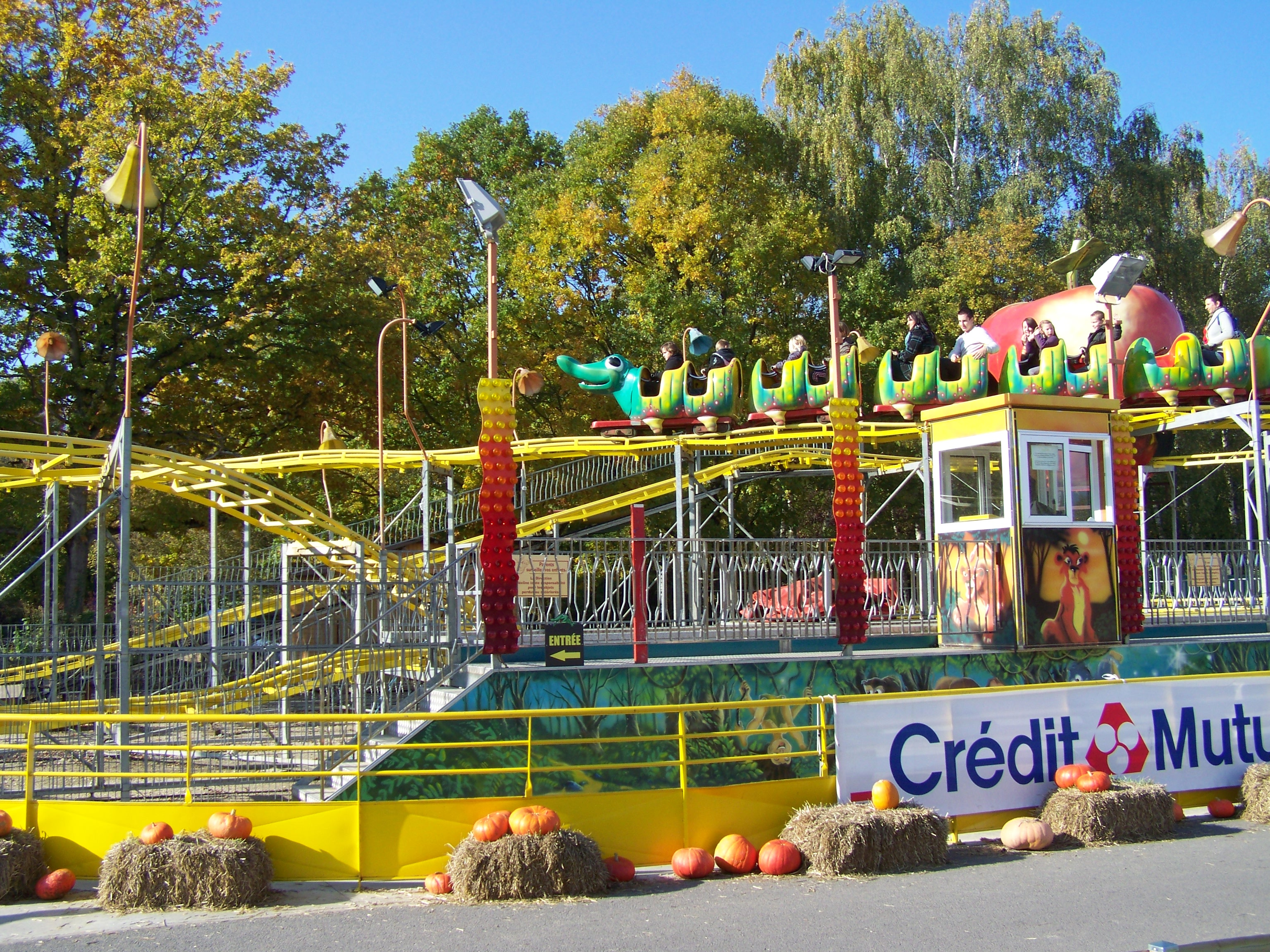
Family Coaster à Walygator Parc
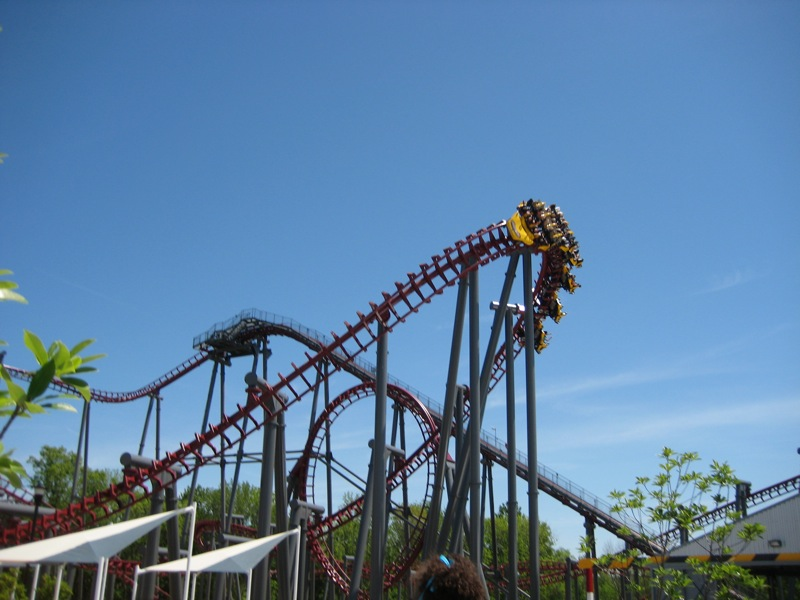
Firehawk à Kings Island
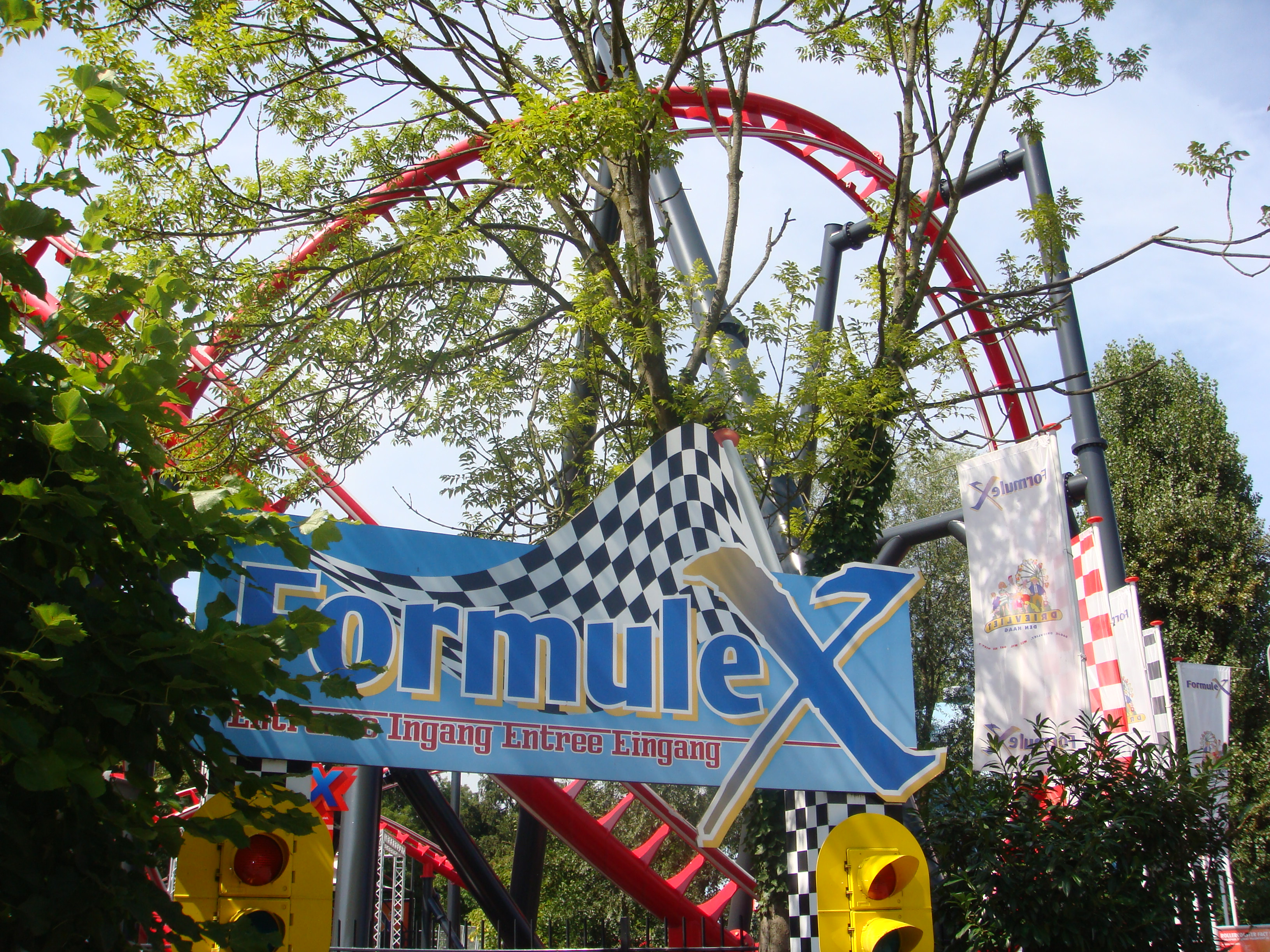
Formule X à Drievliet
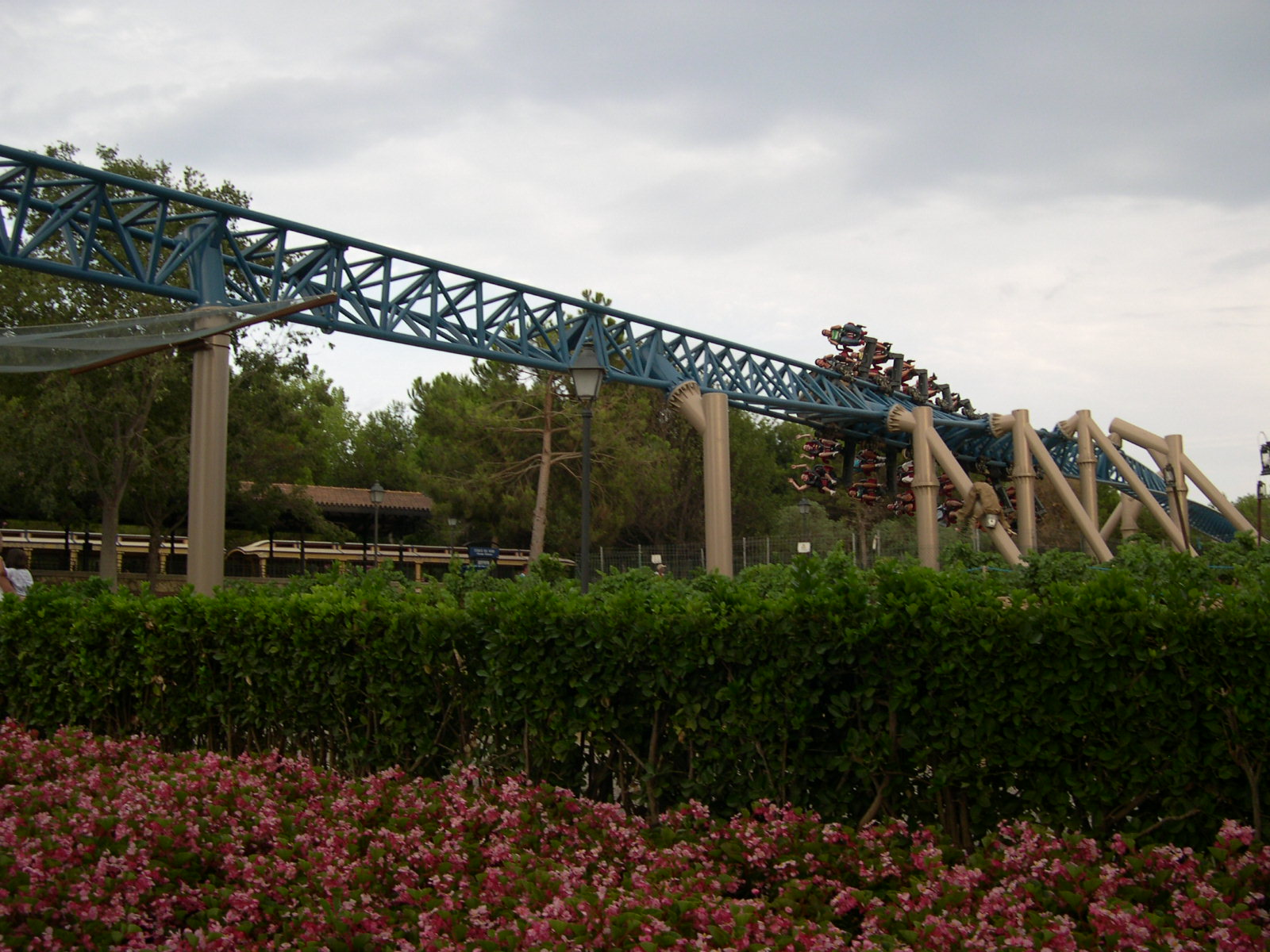
Furius Baco à PortAventura Park
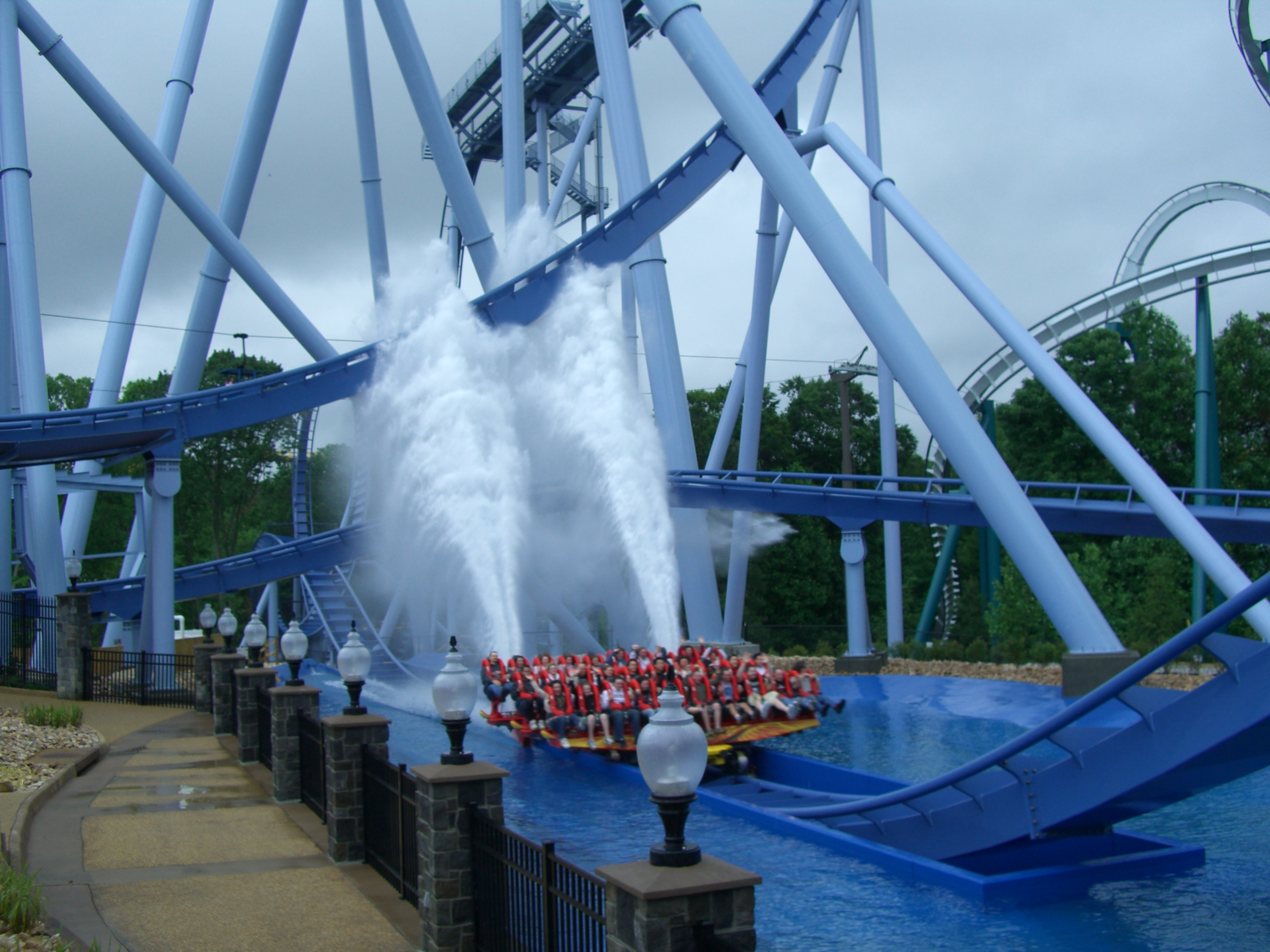
Griffon à Busch Gardens Europe
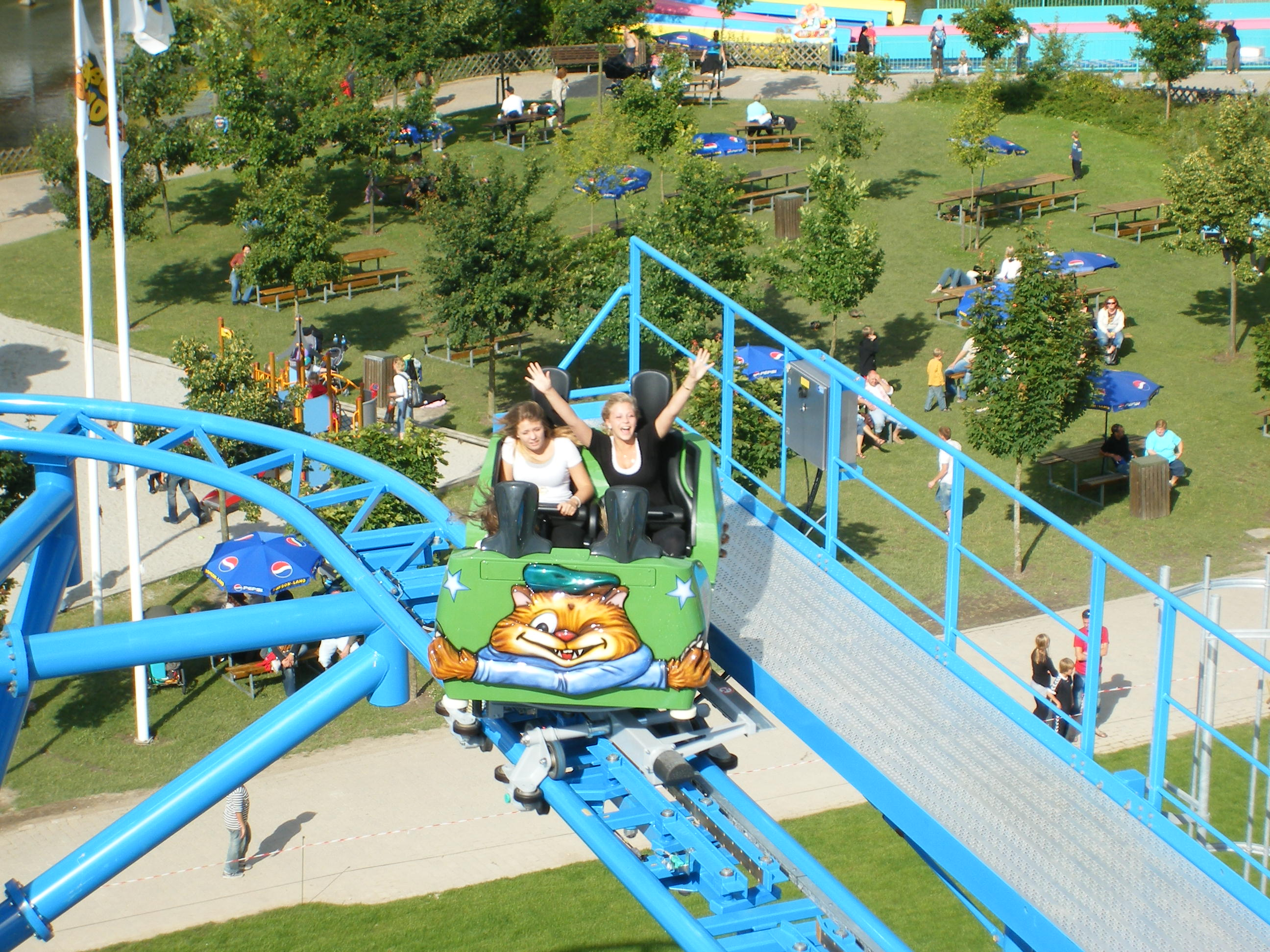
Han Katten à BonbonLand
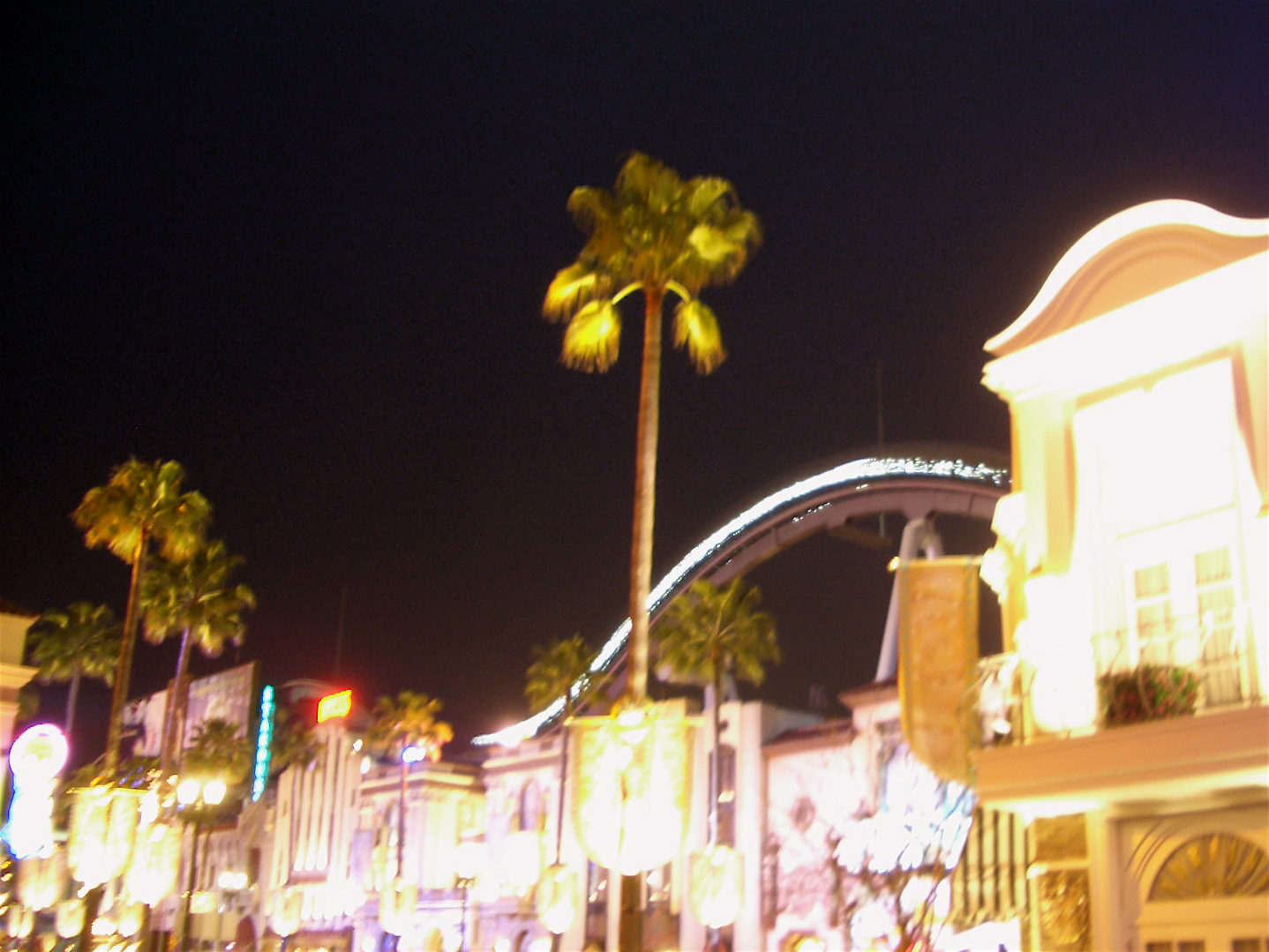
Hollywood Dream: The Ride à Universal Studios Japan
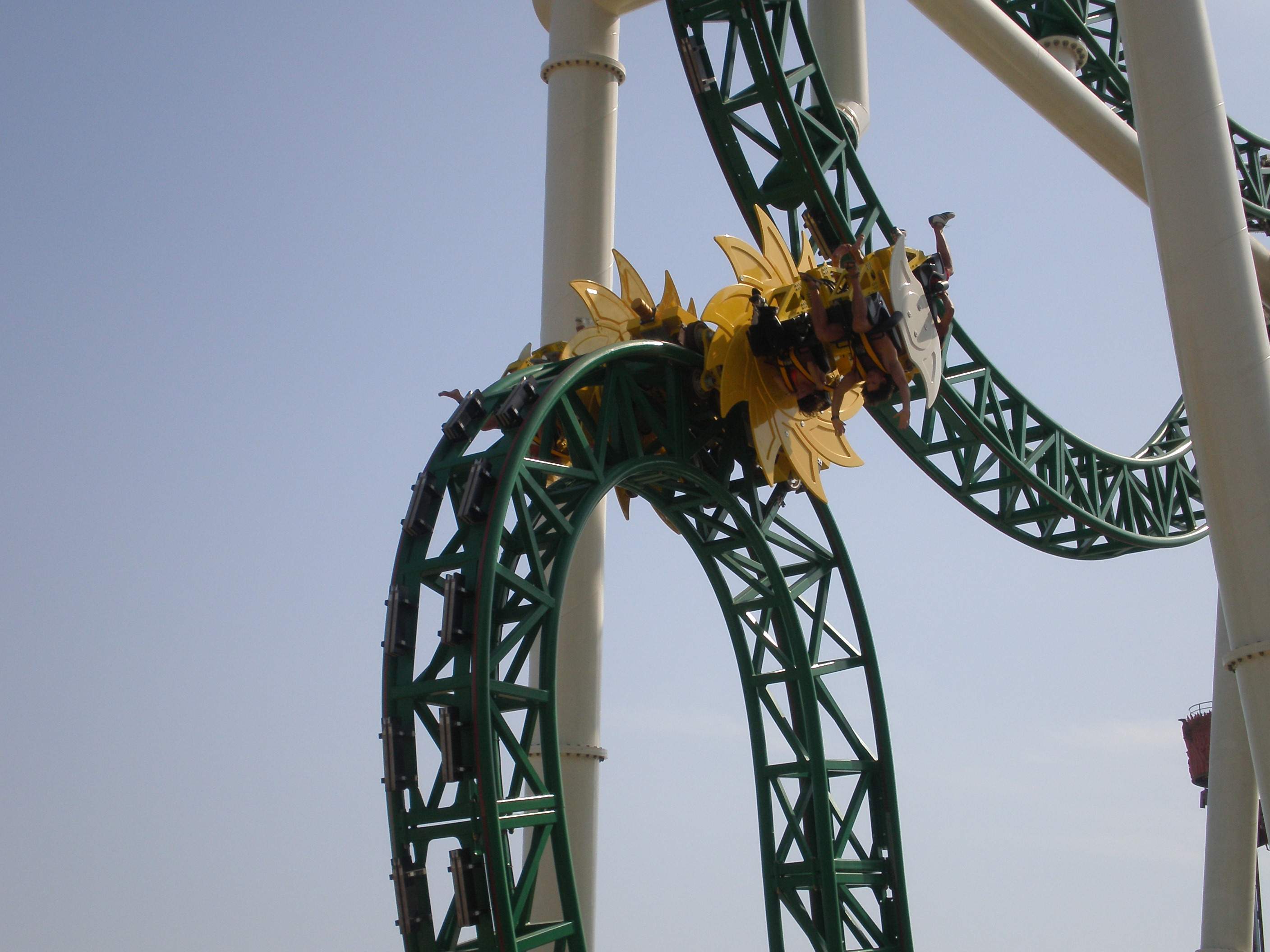
Inferno à Terra Mítica
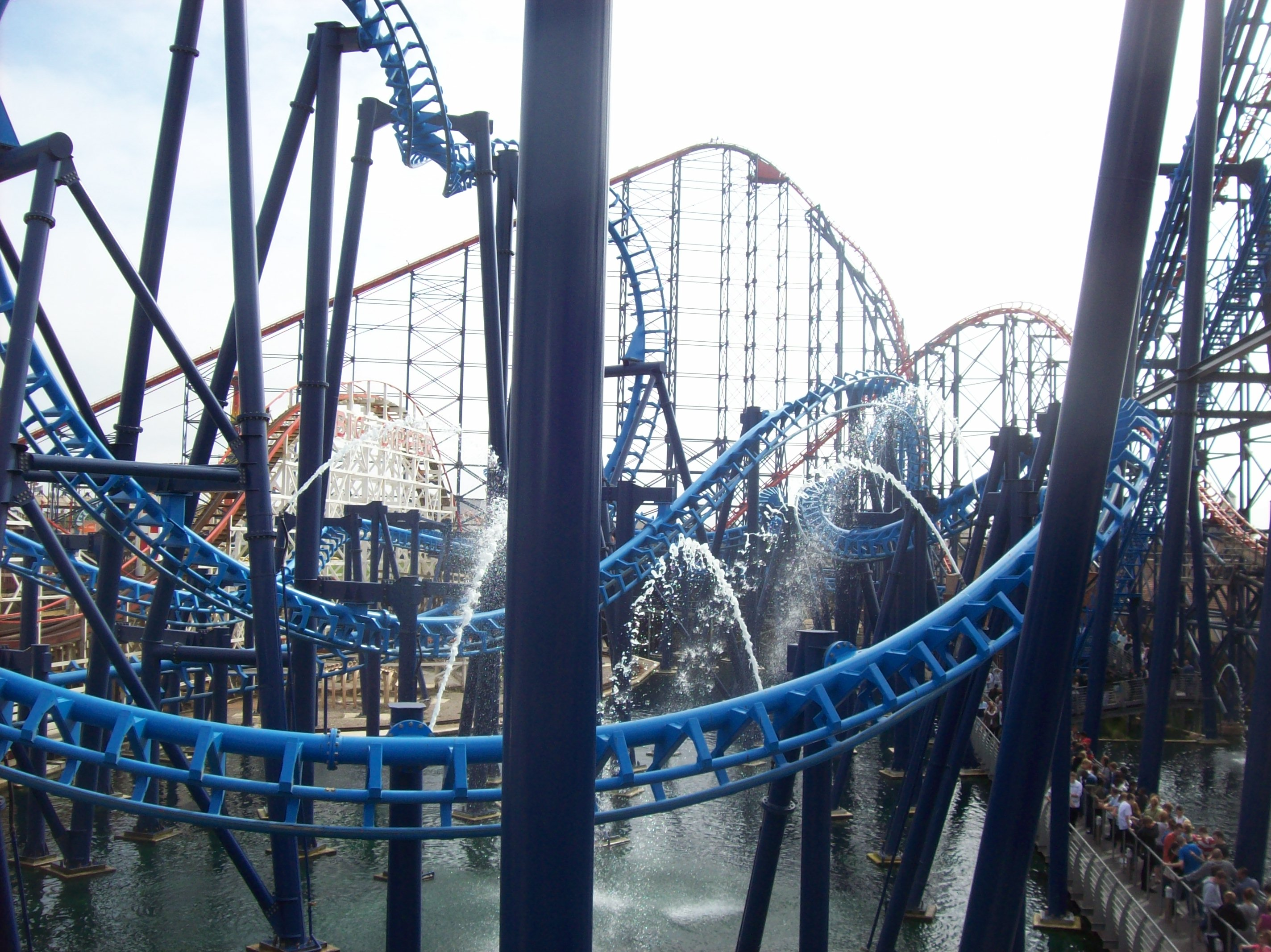
Infusion à Pleasure Beach, Blackpool
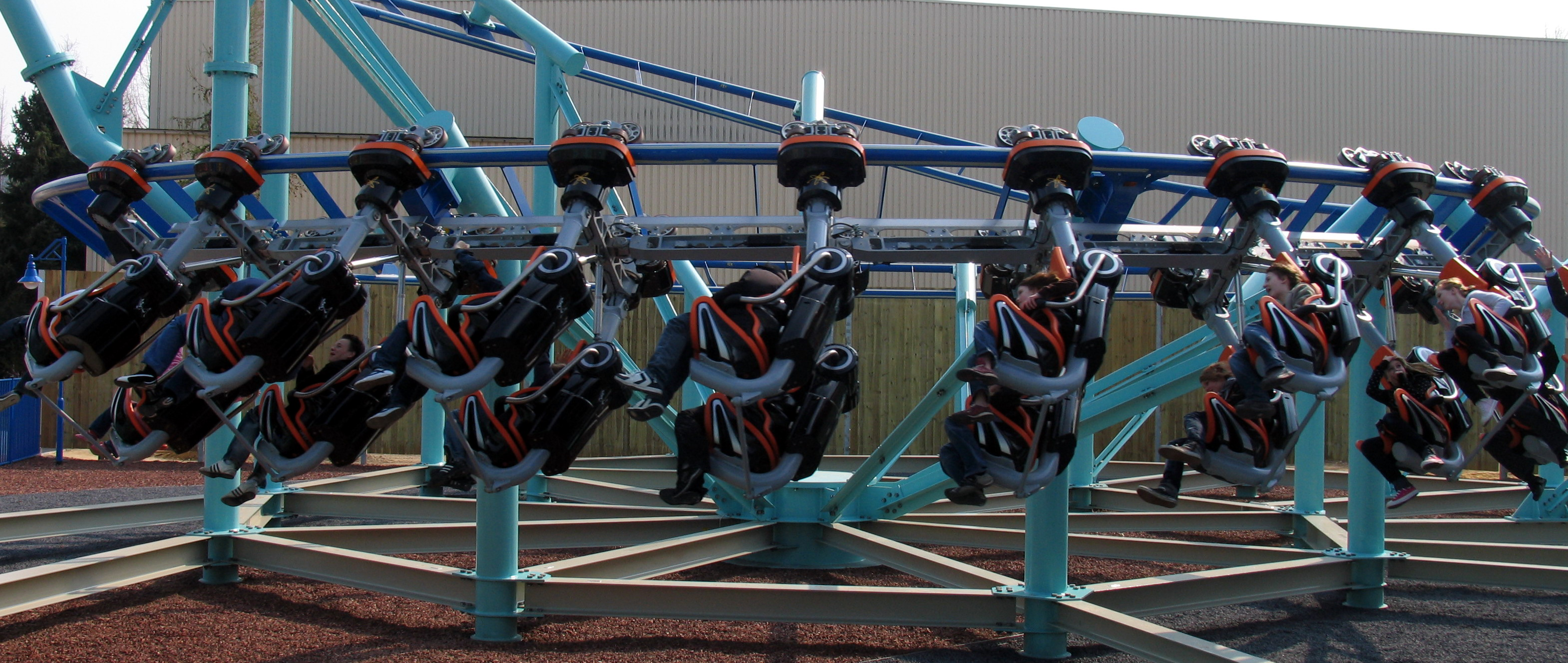
Jimmy Neutron à Movie Park Germany
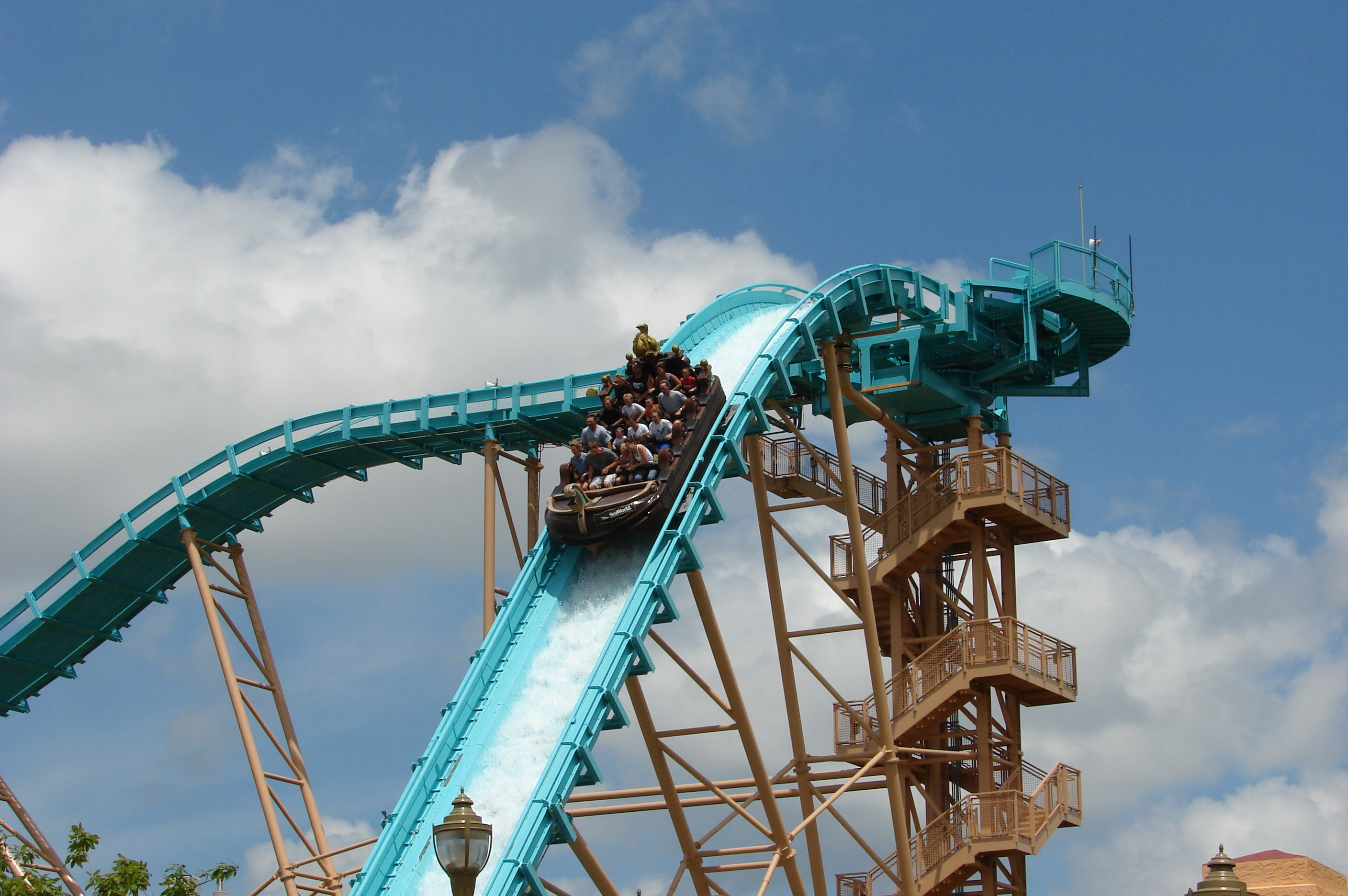
Journey to Atlantis à SeaWorld San Antonio
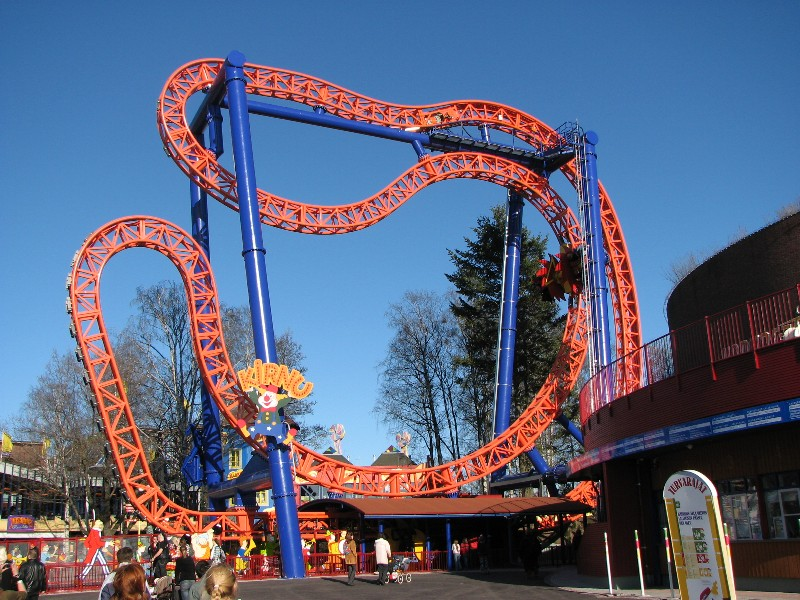
Kirnu à Linnanmäki
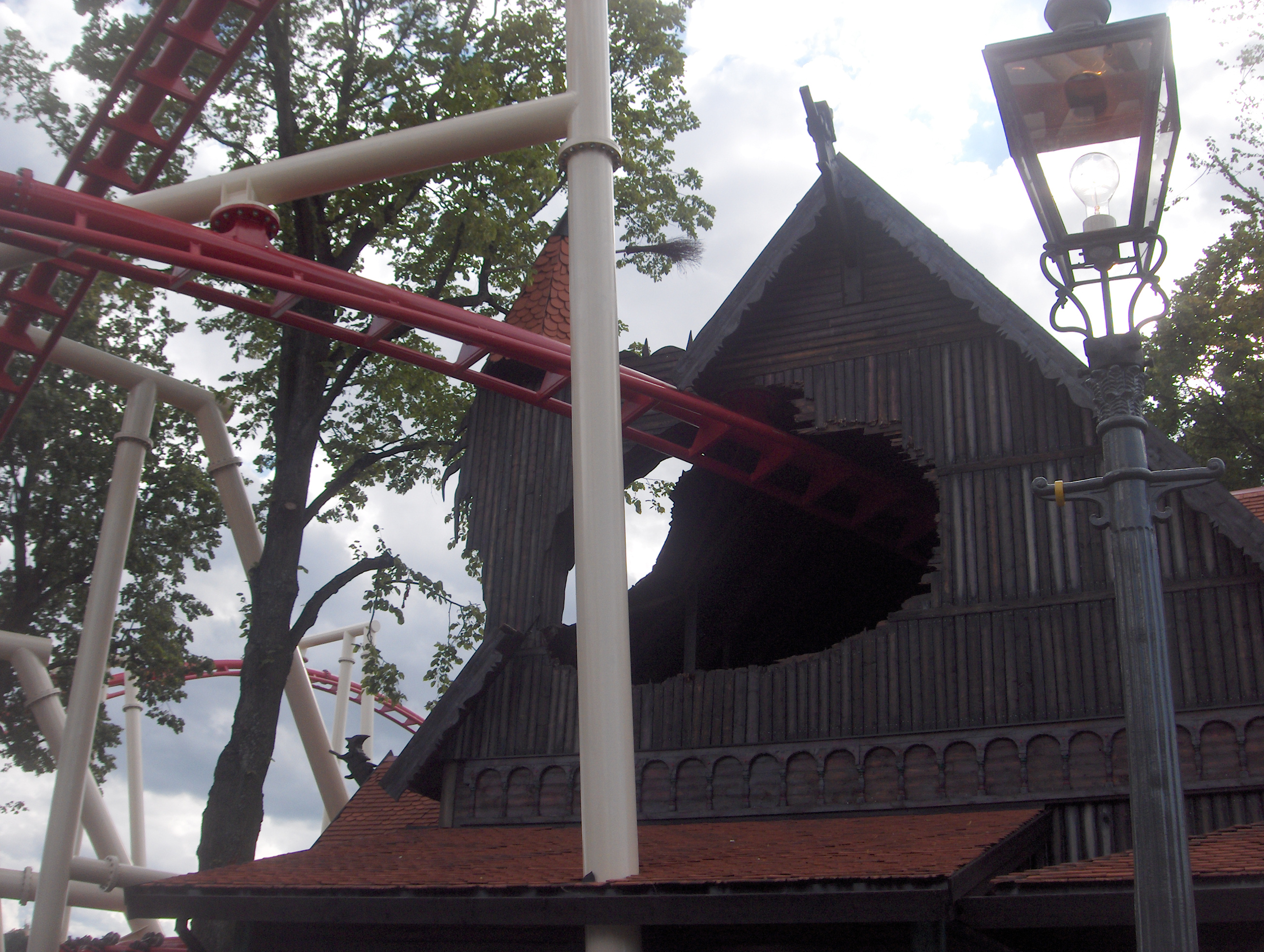
Kvasten à Gröna Lund
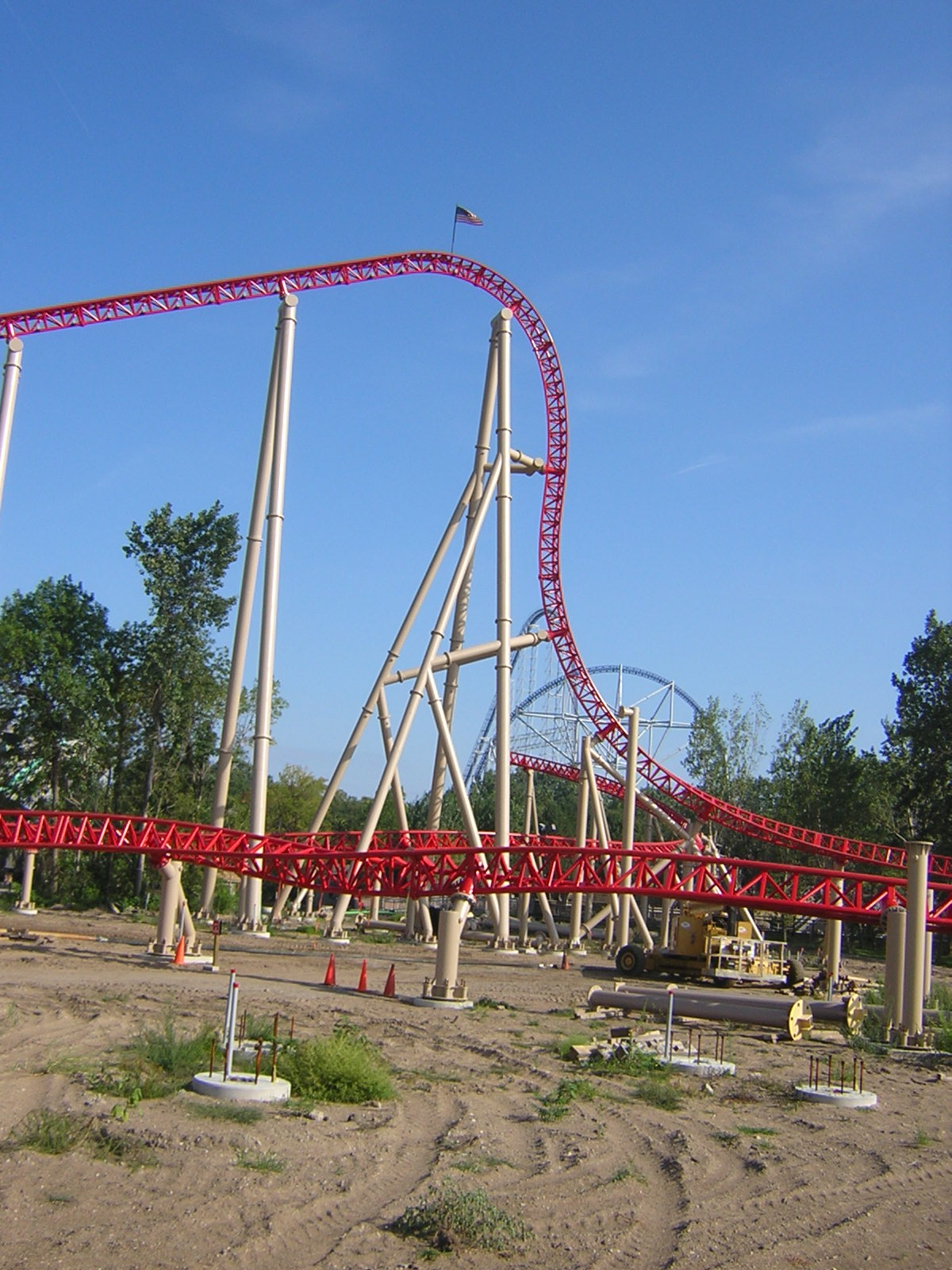
Maverick à Cedar Point
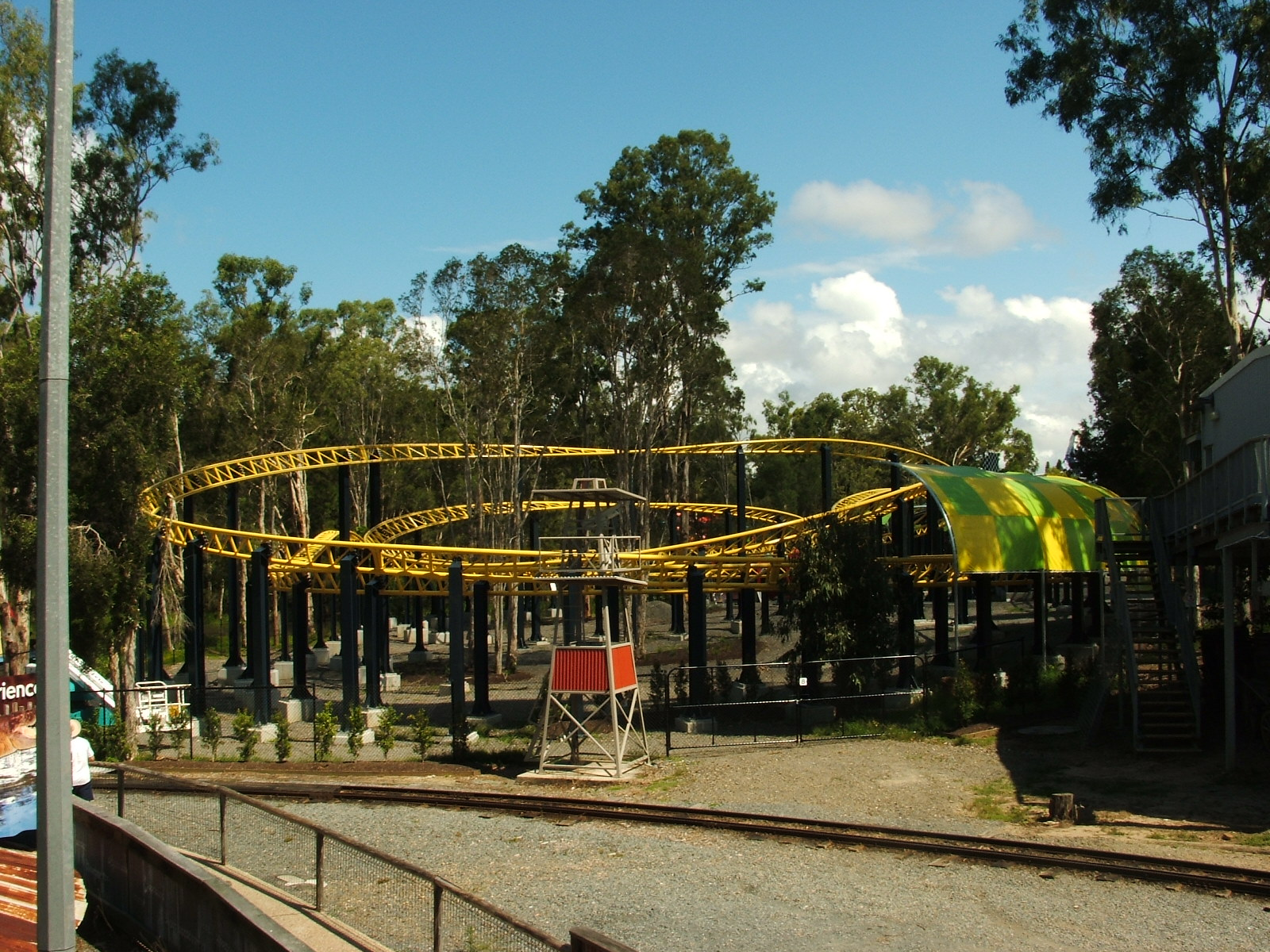
Mick Doohan's Motocoaster à Dreamworld
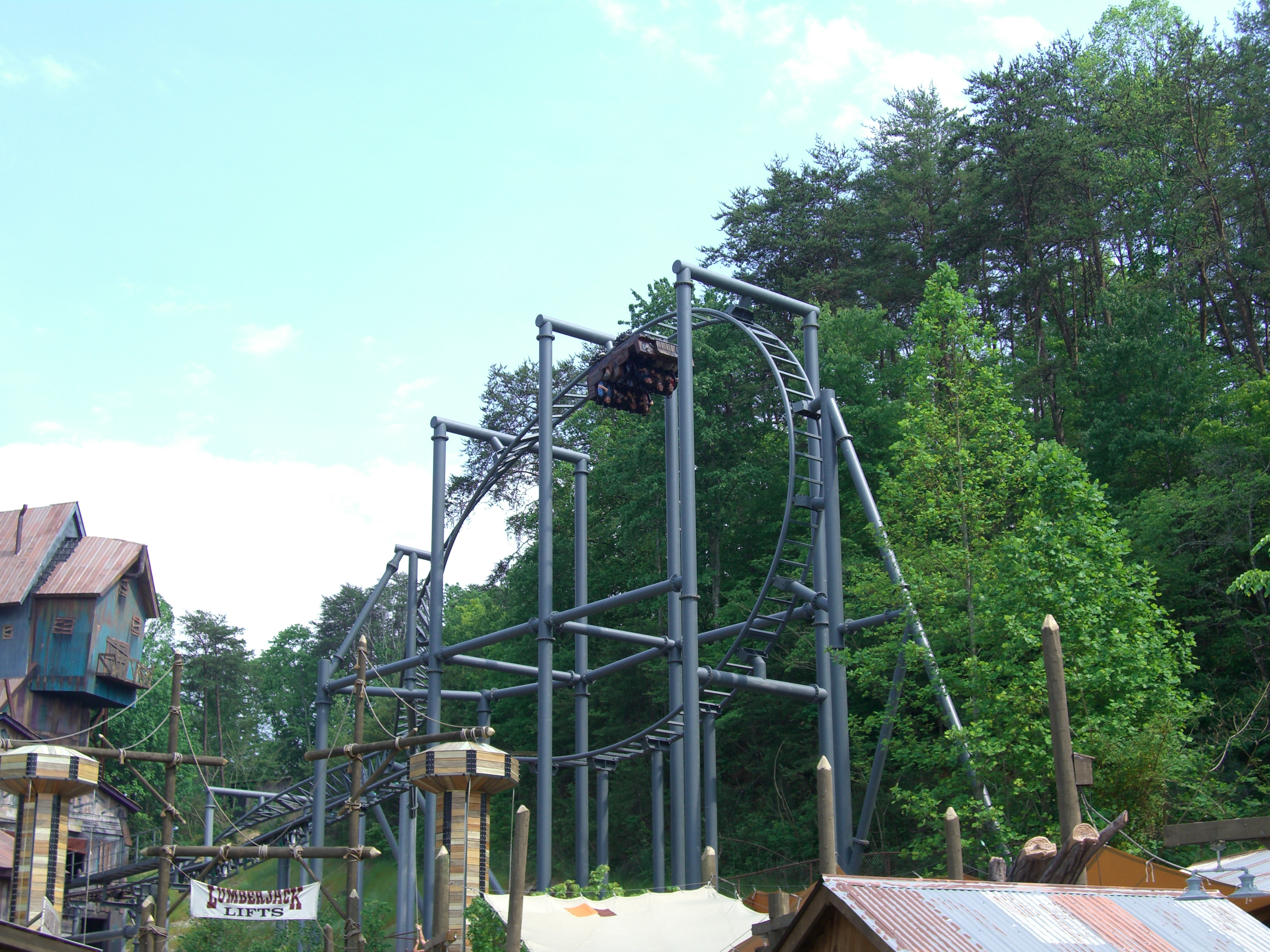
Mystery Mine à Dollywood
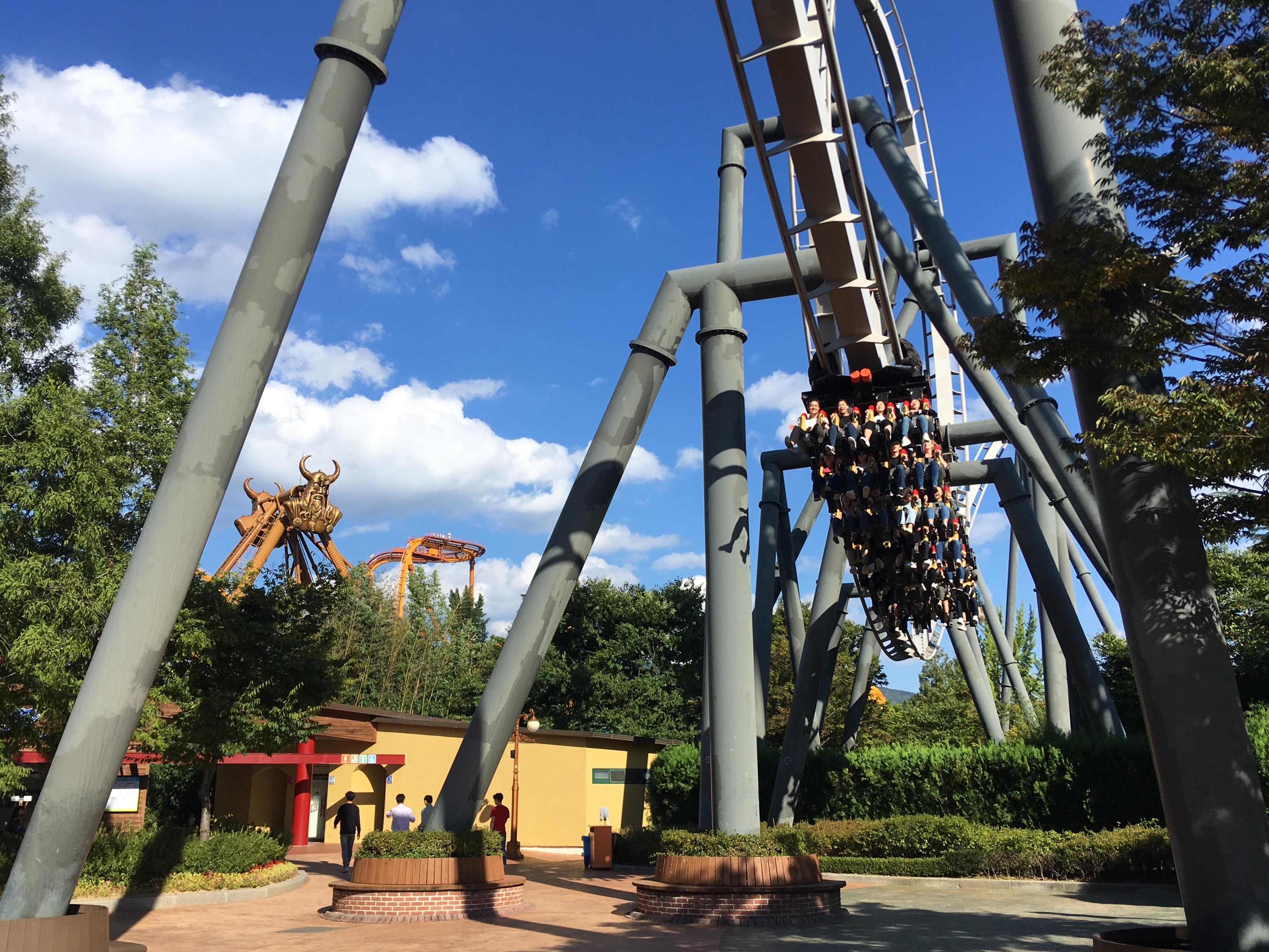
Phaethon à Gyeongju World
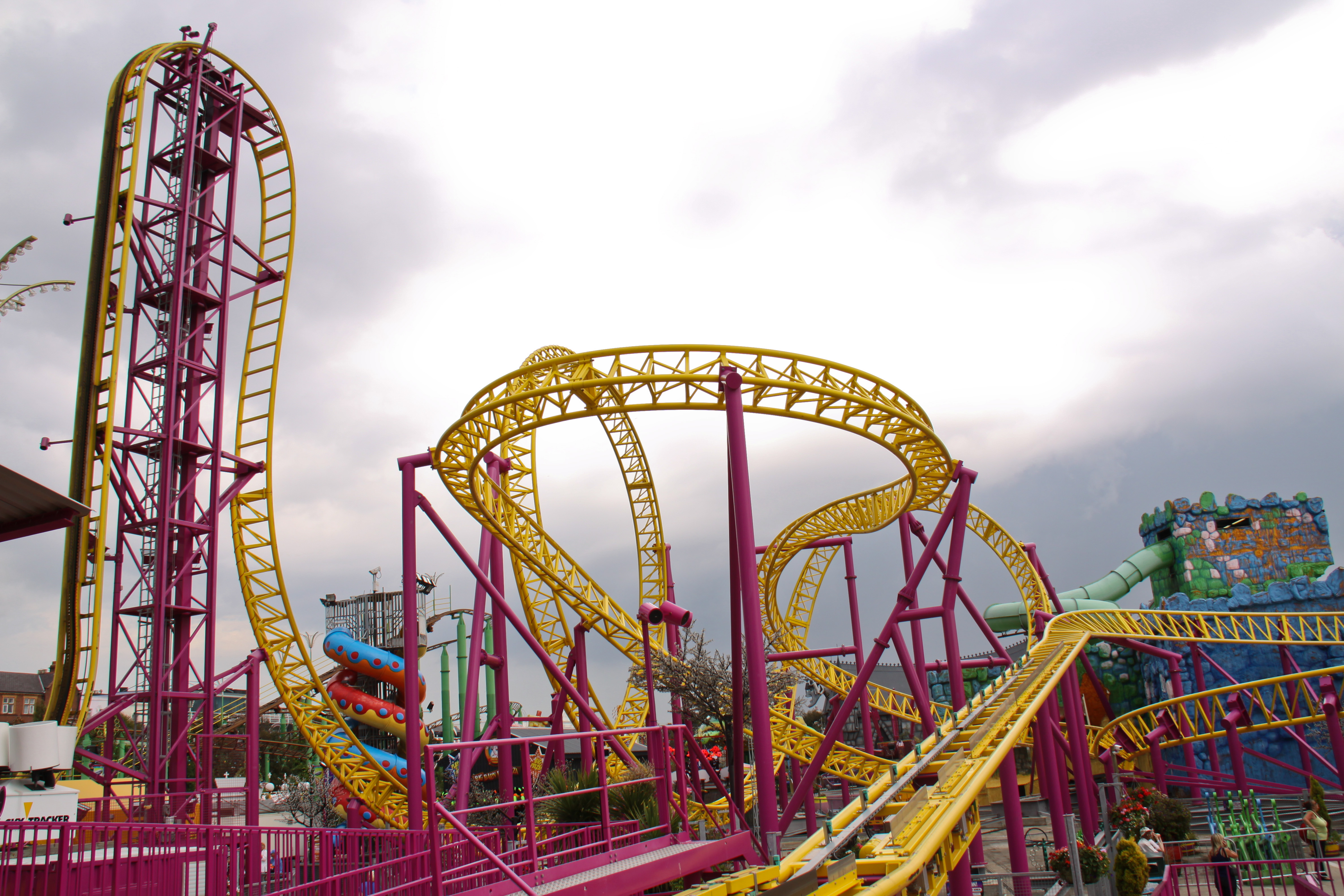
Rage à Adventure Island
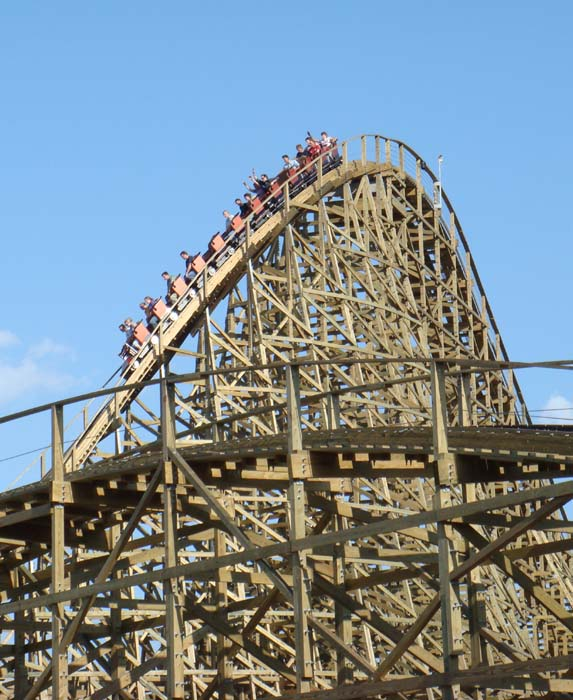
Renegade à Valleyfair
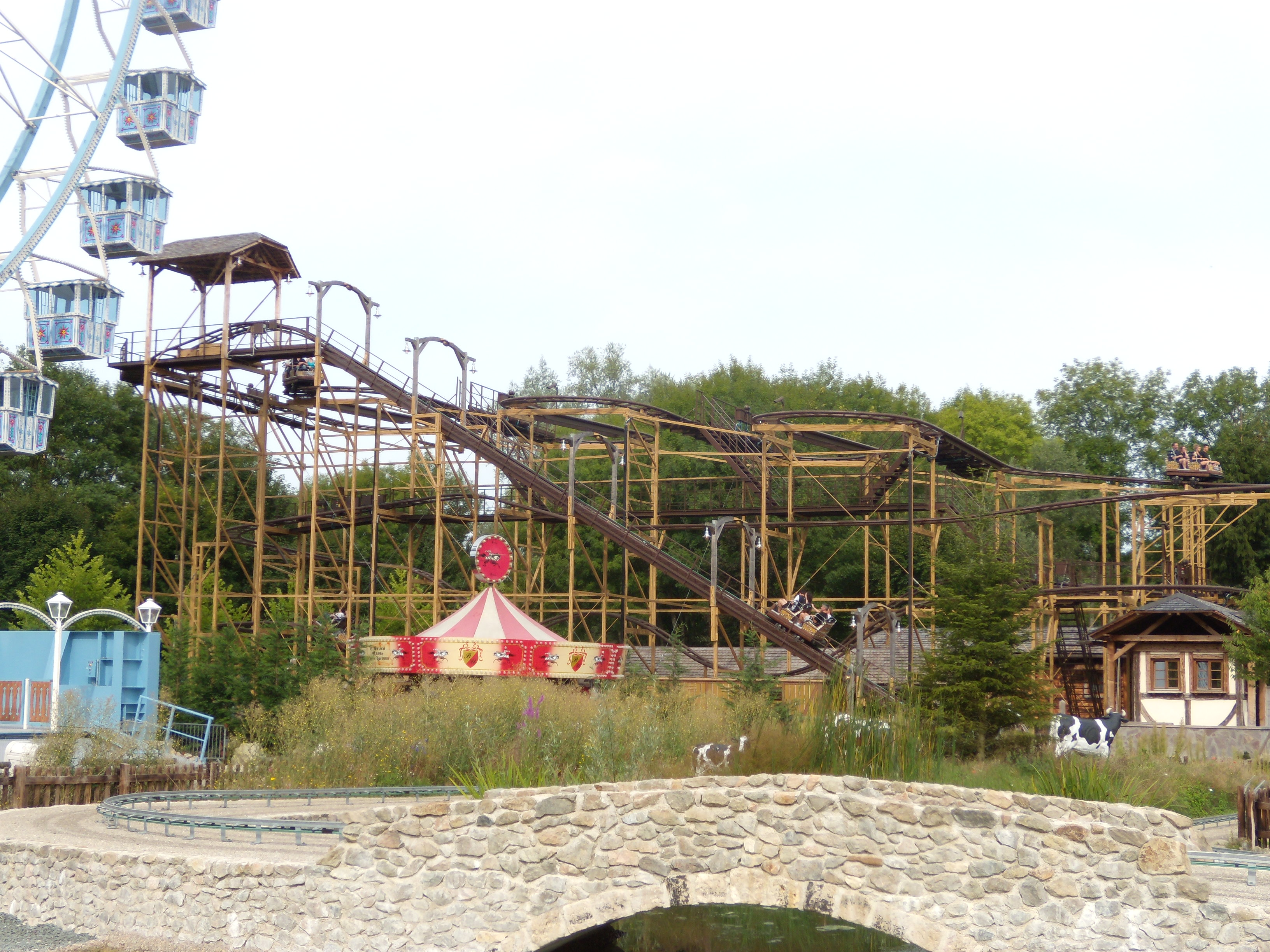
Schlitt'Express à Nigloland
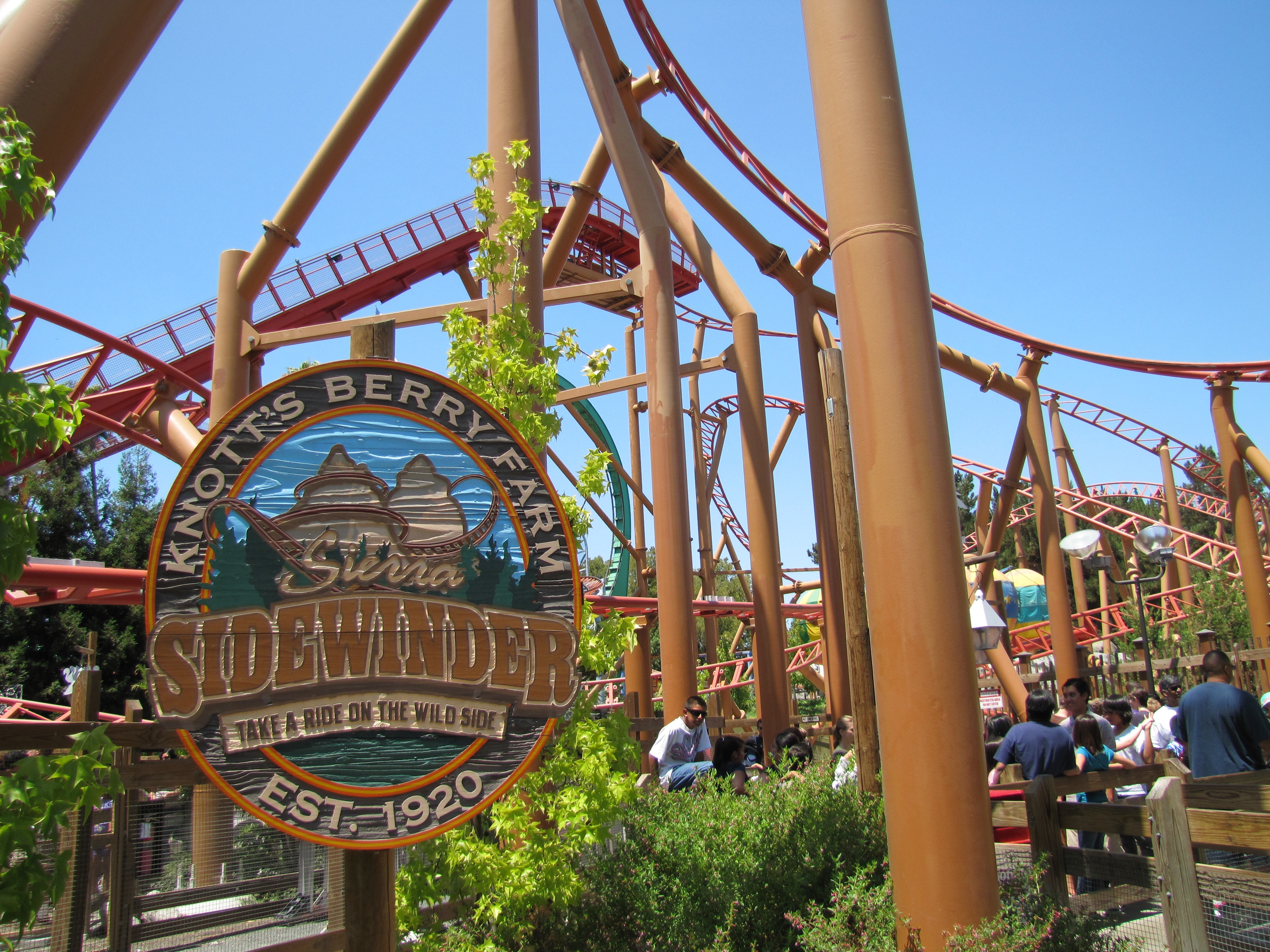
Sierra Sidewinder à Knott's Berry Farm
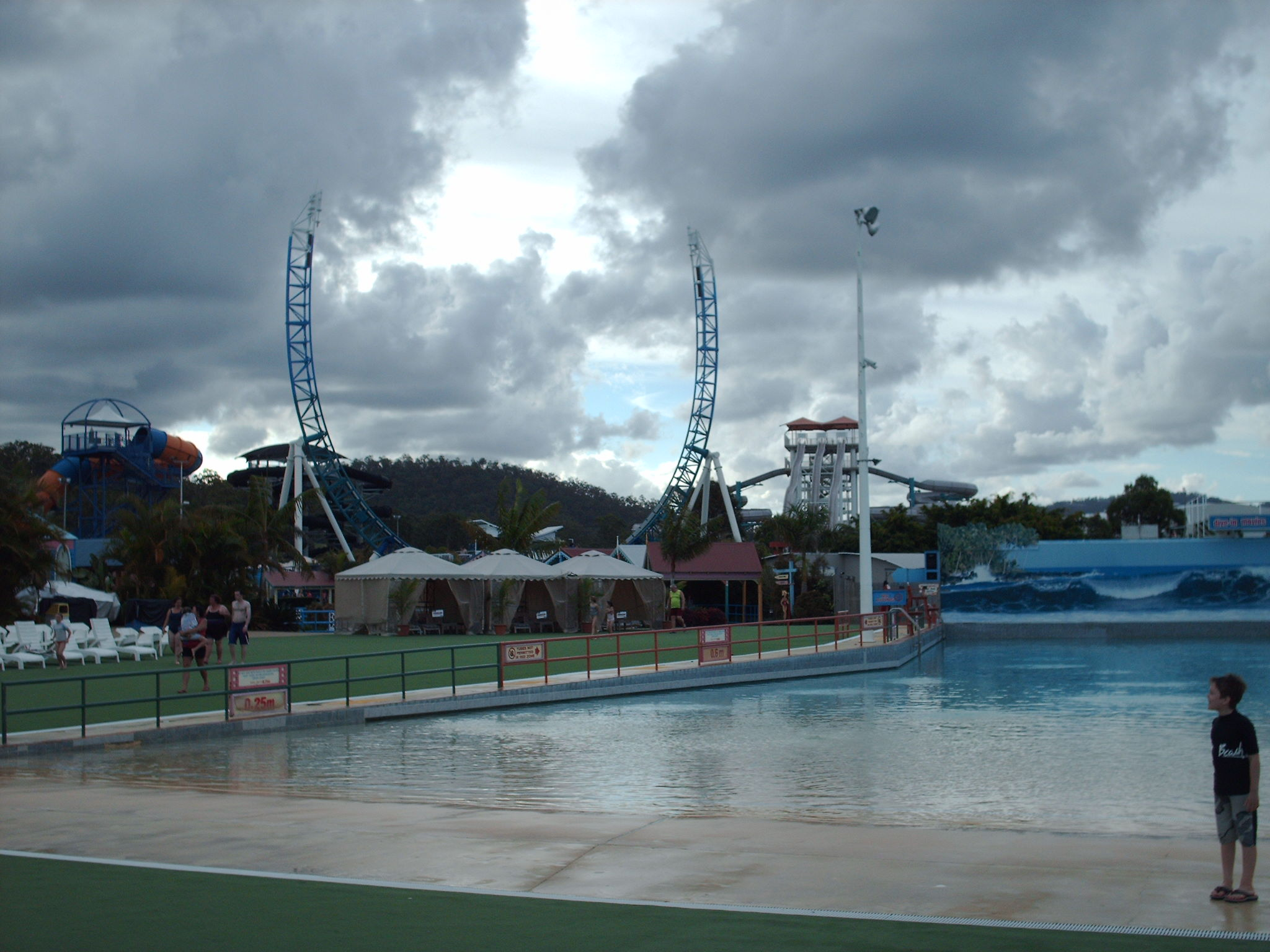
Surfrider à Wet'n'Wild Water World
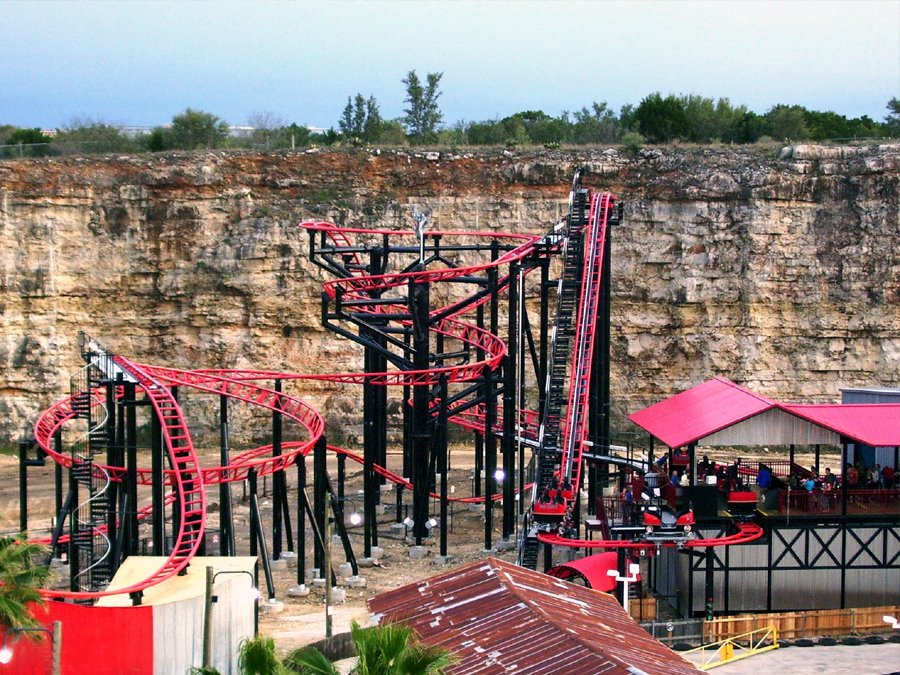
Tony Hawk's Big Spin à Six Flags Fiesta Texas
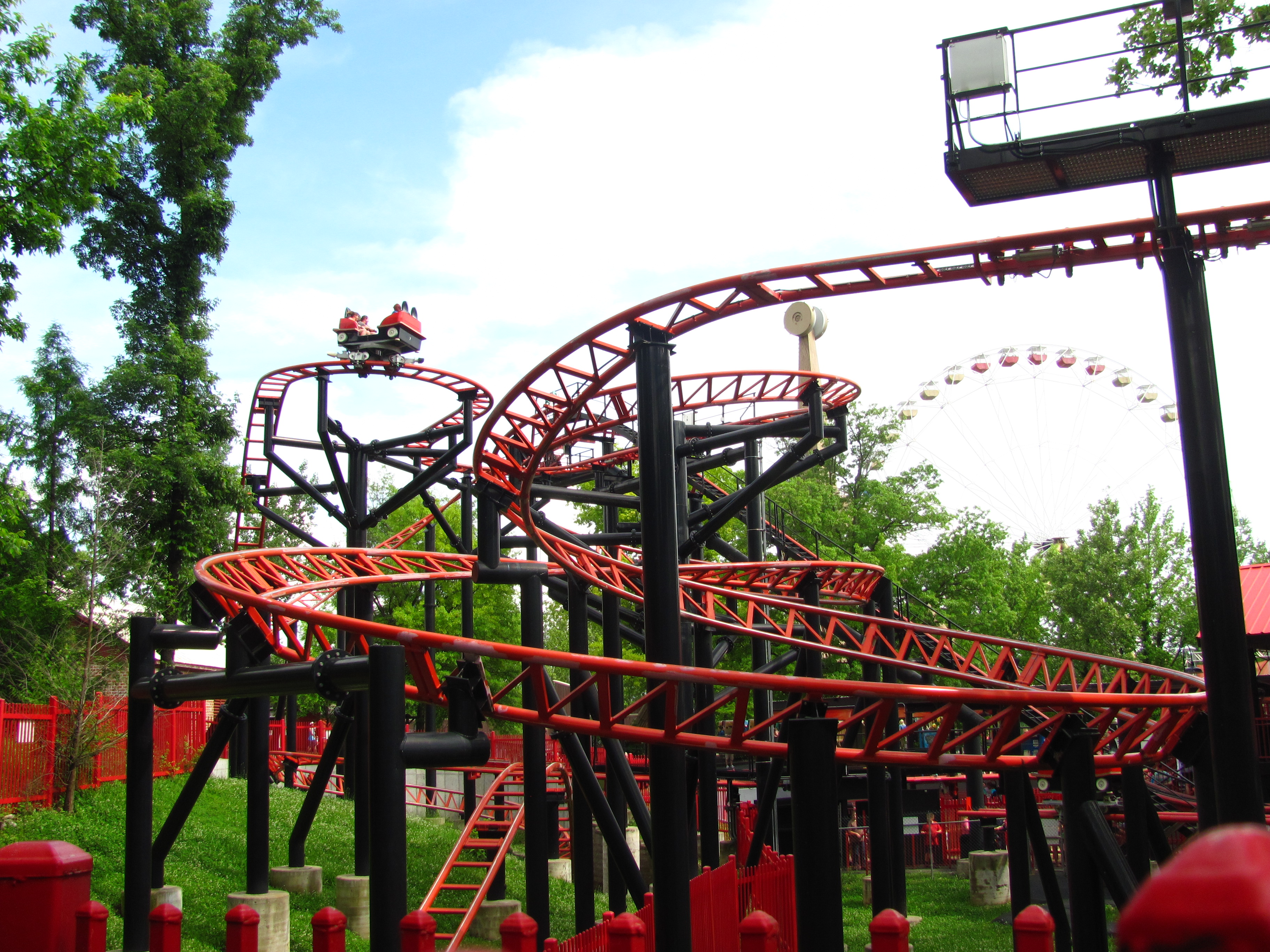
Tony Hawk's Big Spin à Six Flags St. Louis
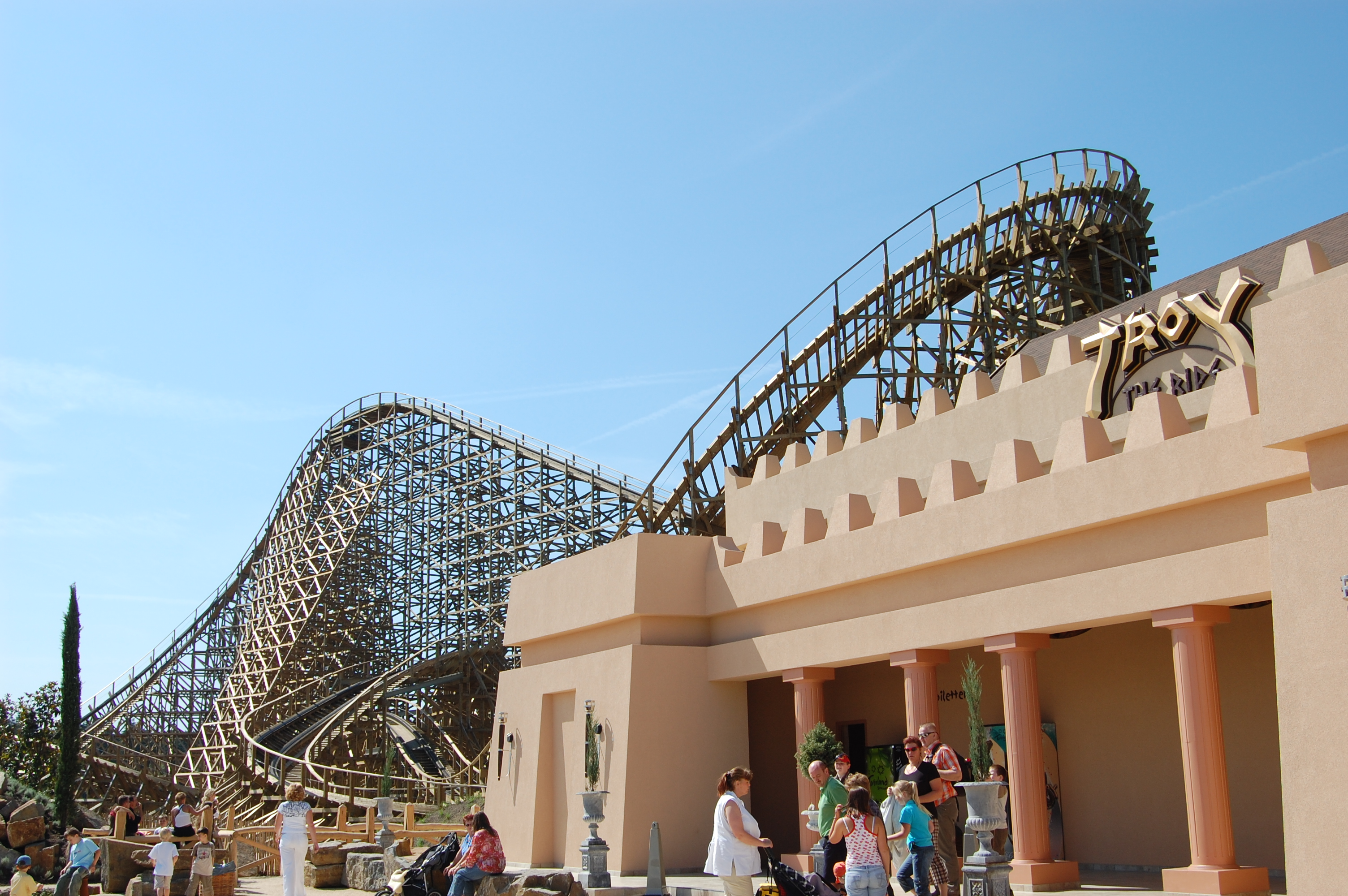
Troy à Toverland
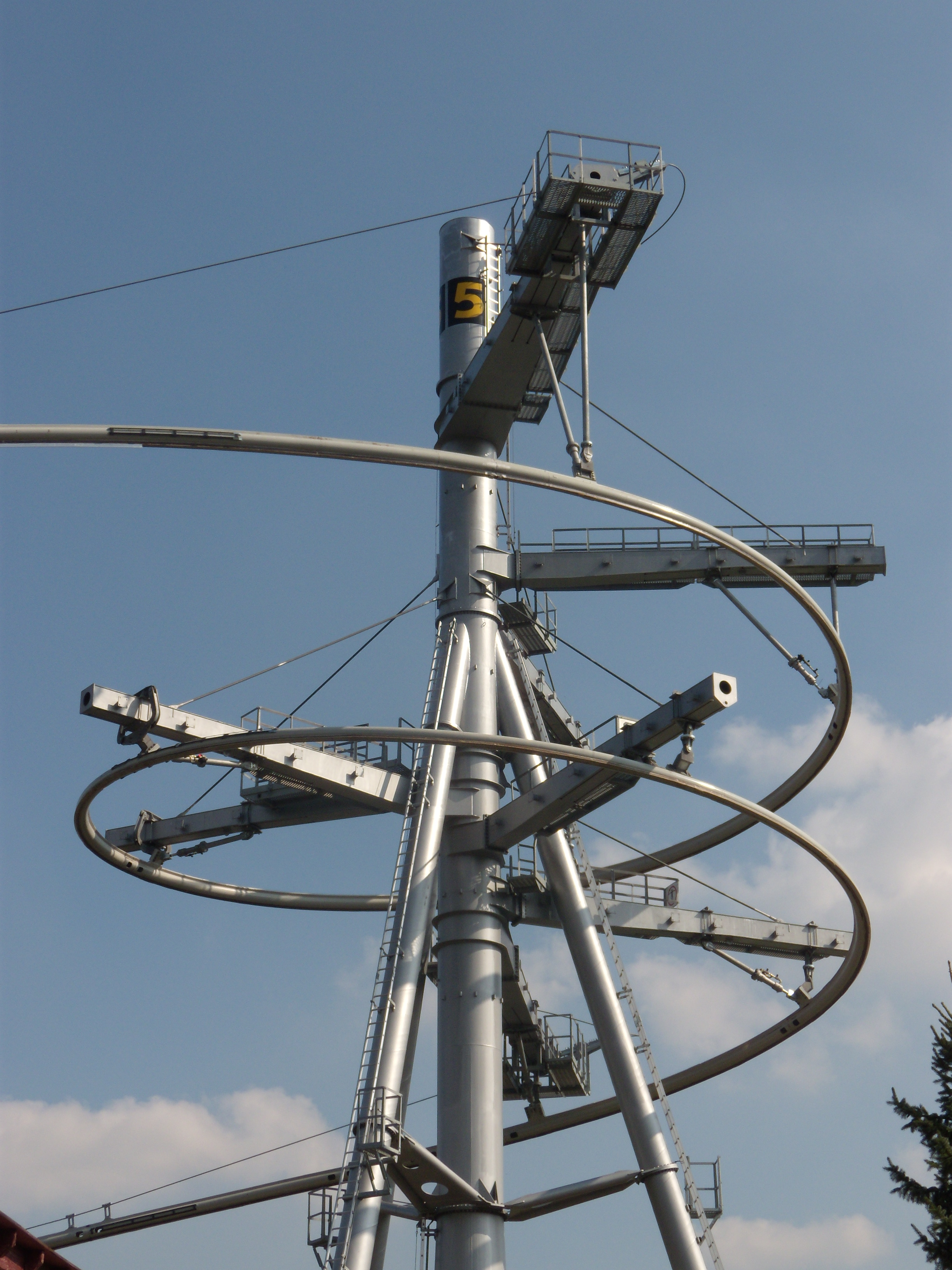
Vertigo à Walibi Belgium
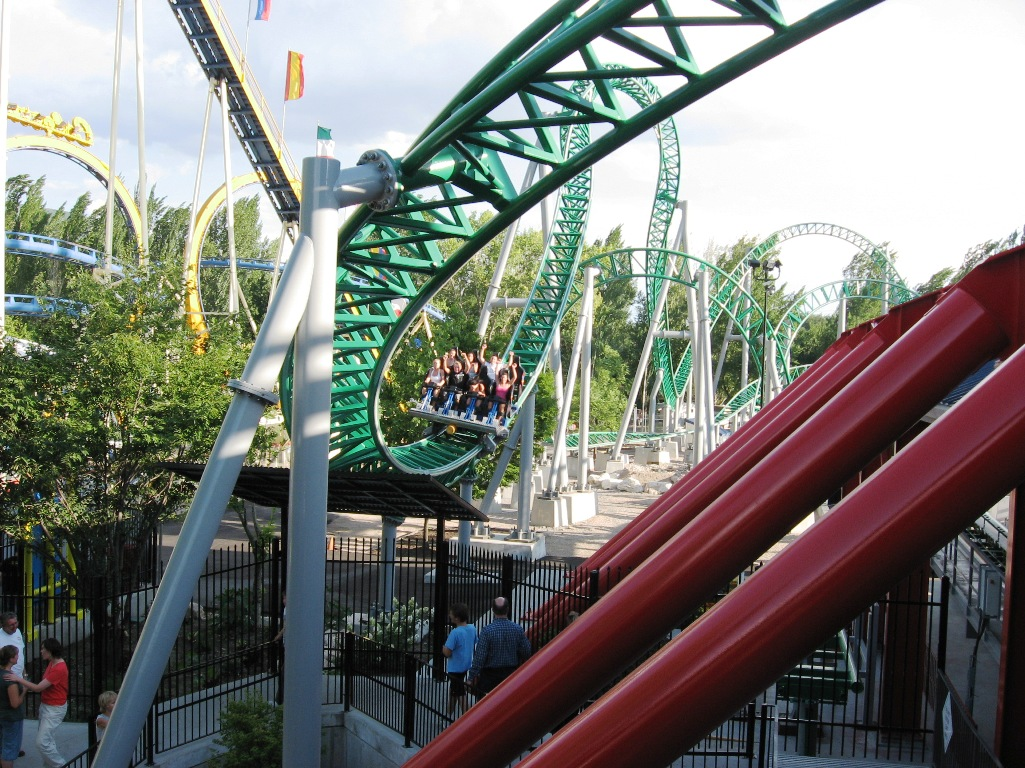
Wicked à Lagoon

### Autres attractions
Cette liste est non exhaustive.
| Nom                                                         | Type                         | Constructeur                | Parc                     | Pays        |
| ----------------------------------------------------------- | ---------------------------- | --------------------------- | ------------------------ | ----------- |
| Abenteuer Atlantis                                          | Parcours scénique interactif | Mack Rides                  | Europa-Park              | Allemagne   |
| Apollo 3 000                                                | Tour de chute                |                             | Earth Explorer           | Belgique    |
| Baia dei Bucanieri                                          | Splash Battle                | SBF Visa Group/Ozlab        | Cavallino Matto          | Italie      |
| Barnstormer                                                 | Tour de chute                | S&S Worldwide               | Loudoun Castle           | Royaume-Uni |
| Big Bird Bounce                                             | Tour de chute junior         | Zamperla                    | Sea World                | Australie   |
| Bisons rusés (les)                                          | Autos-tamponneuses           | Bertazzon                   | Fraispertuis-City        | France      |
| Capitan Balas                                               | Parcours scénique interactif | Mack Rides/Heimo            | Isla Mágica              | Espagne     |
| Capitano Nemo Adventure                                     | Splash Battle                | 3DBA                        | Fiabilandia              | Italie      |
| Carrousel                                                   | Carrousel                    | Bertazzon                   | Plopsa Coo               | Belgique    |
| Cars Quatre Roues Rallye                                    | Tasses améliorées            | Walt Disney Imagineering    | Parc Walt Disney Studios | France      |
| Cosmic Chaos                                                | Disk'O Coaster               | Zamperla                    | Kennywood                | États-Unis  |
| Crazy Surfer                                                | Disk'O Coaster               | Zamperla                    | Movie Park Germany       | Allemagne   |
| Disque du Soleil (le)                                       | Disk'O Coaster               | Zamperla                    | Le Pal                   | France      |
| Finding Nemo Submarine Voyage                               | Parcours scénique            | Walt Disney Imagineering    | Disneyland               | États-Unis  |
| Giant Barn Swing                                            | Screamin' Swing              | S&S Worldwide               | Silver Dollar City       | États-Unis  |
| Grenouilles                                                 | Jump Around                  | Zamperla                    | Plopsaland De Panne      | Belgique    |
| Infinnito                                                   | Tour d'observation           | Intamin                     | Terra Mítica             | Espagne     |
| Jambore - adventures experience                             | Rainbow                      | Huss Rides - SBF Visa Group | Cavallino Matto          | Italie      |
| Kindervreugd                                                | Aire de jeux                 | Efteling                    | Efteling                 | Pays-Bas    |
| Krinoline                                                   | Pavillon Dansant             | Gerstlauer                  | Skyline Park             | Allemagne   |
| Krinoline                                                   | Pavillon Dansant             | Gerstlauer                  | Skyline Park             | Allemagne   |
| Mission : Éclabousse !                                      | Canal Boat                   | ABC Engineering - Loftus    | Futuroscope              | France      |
| Movie Stars Theatre                                         | Cinema 5-D                   | MovieMex3D                  | Cavallino Matto          | Italie      |
| Péroké                                                      | Tri Star                     | Huss Rides                  | La Mer de sable          | France      |
| Petits lapins                                               | Chevaux Galopants            | Metallbau Emmeln            | Plopsaland De Panne      | Belgique    |
| Pier Patrol - Jet Ski Ride                                  | Jet Skis                     | Zierer                      | Movie Park Germany       | Allemagne   |
| Raratonga                                                   | Splash Battle                | 3DBA                        | Mirabilandia             | Italie      |
| Rescue 112                                                  | Fire Brigade                 | Zamperla                    | Movie Park Germany       | Allemagne   |
| River Splash                                                | Rivière rapide en bouées     | ABC Engineering             | Steinwasen Park          | Allemagne   |
| Santa Monica Wheel                                          | Grande roue                  | SBF Visa Group              | Movie Park Germany       | Allemagne   |
| Scooters                                                    | Autos-tamponneuses           | Preston & Barbieri          | Plopsa Coo               | Belgique    |
| Spongebob Splash Bash                                       | Splash Battle                | Preston & Barbieri          | Movie Park Germany       | Allemagne   |
| Talocan                                                     | Top Spin                     | Huss Rides                  | Phantasialand            | Allemagne   |
| The Hollywood Action Tower                                  | Chute libre                  | Intamin                     | Movieland Studios        | Italie      |
| The Tomb Raider Machine                                     | Top Spin                     | Zamperla, Soriani           | Movieland Studios        | Italie      |
| Tianjin Eye                                                 | Grande roue                  |                             | Tianjin                  | Chine       |
| Times Voyager                                               | Cinéma 4-D                   |                             | Gardaland                | Italie      |
| La Tour de la Terreur - Un saut dans la Quatrième dimension | Tour de chute                | Walt Disney Imagineering    | Walt Disney Studios      | France      |
| Tsunami                                                     | Shoot the Chute / Spillwater | Intamin                     | Fantasilandia            | Chili       |
| Uppswinget                                                  | Screamin' Swing              | S&S Worldwide               | Liseberg                 | Suède       |
| Vikings' River Splash                                       | Rivière rapide en bouées     | ABC Engineering             | Legoland Windsor         | Royaume-Uni |
| Wasserschlacht                                              | Splash Battle en bouées      | Mack Rides                  | Rasti-Land               | Allemagne   |
| Wildwasser-Rafting                                          | Rivière rapide en bouées     | ABC Engineering             | Bayern Park              | Allemagne   |

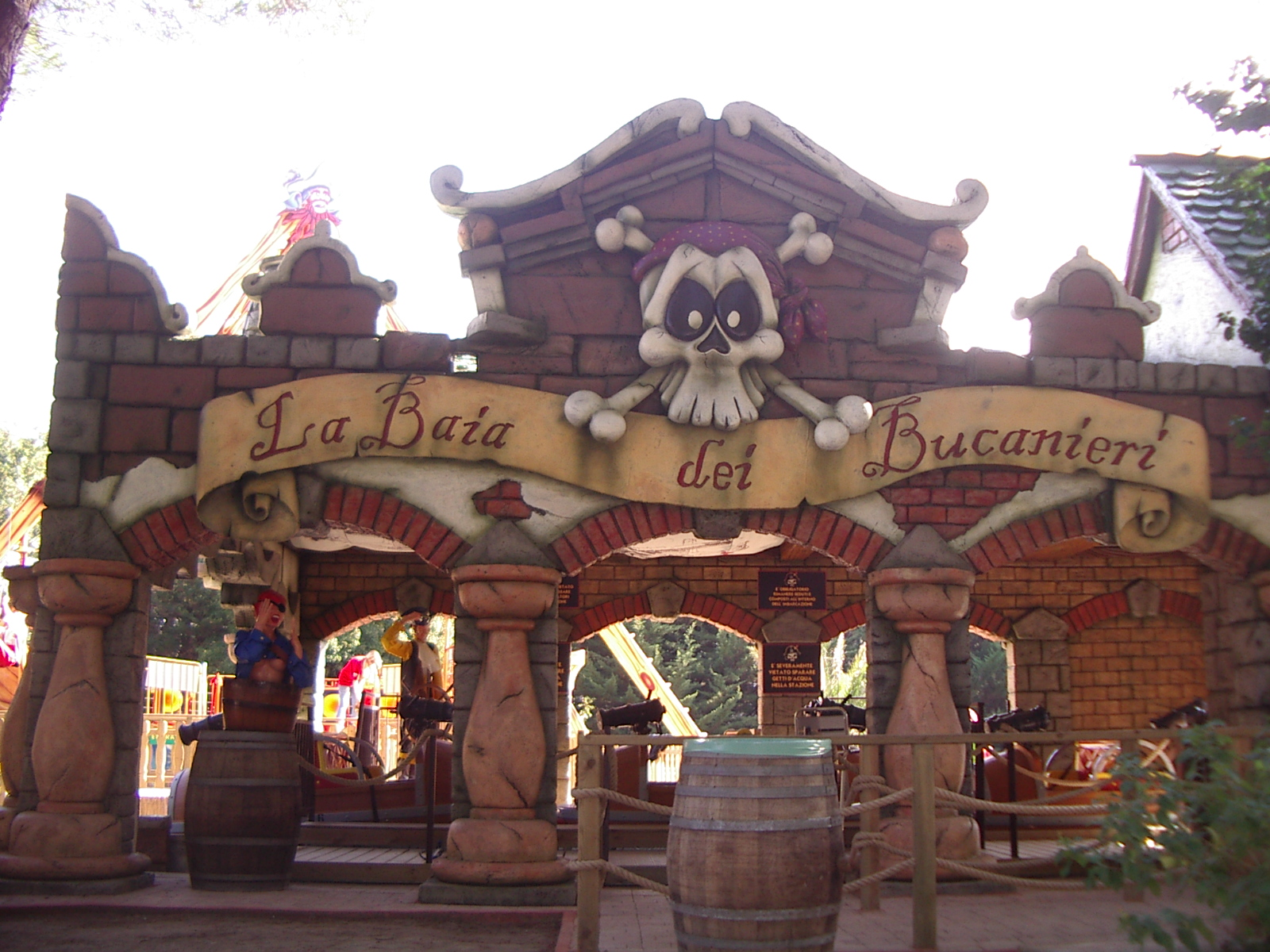
Baia dei Bucanieri à Cavallino Matto
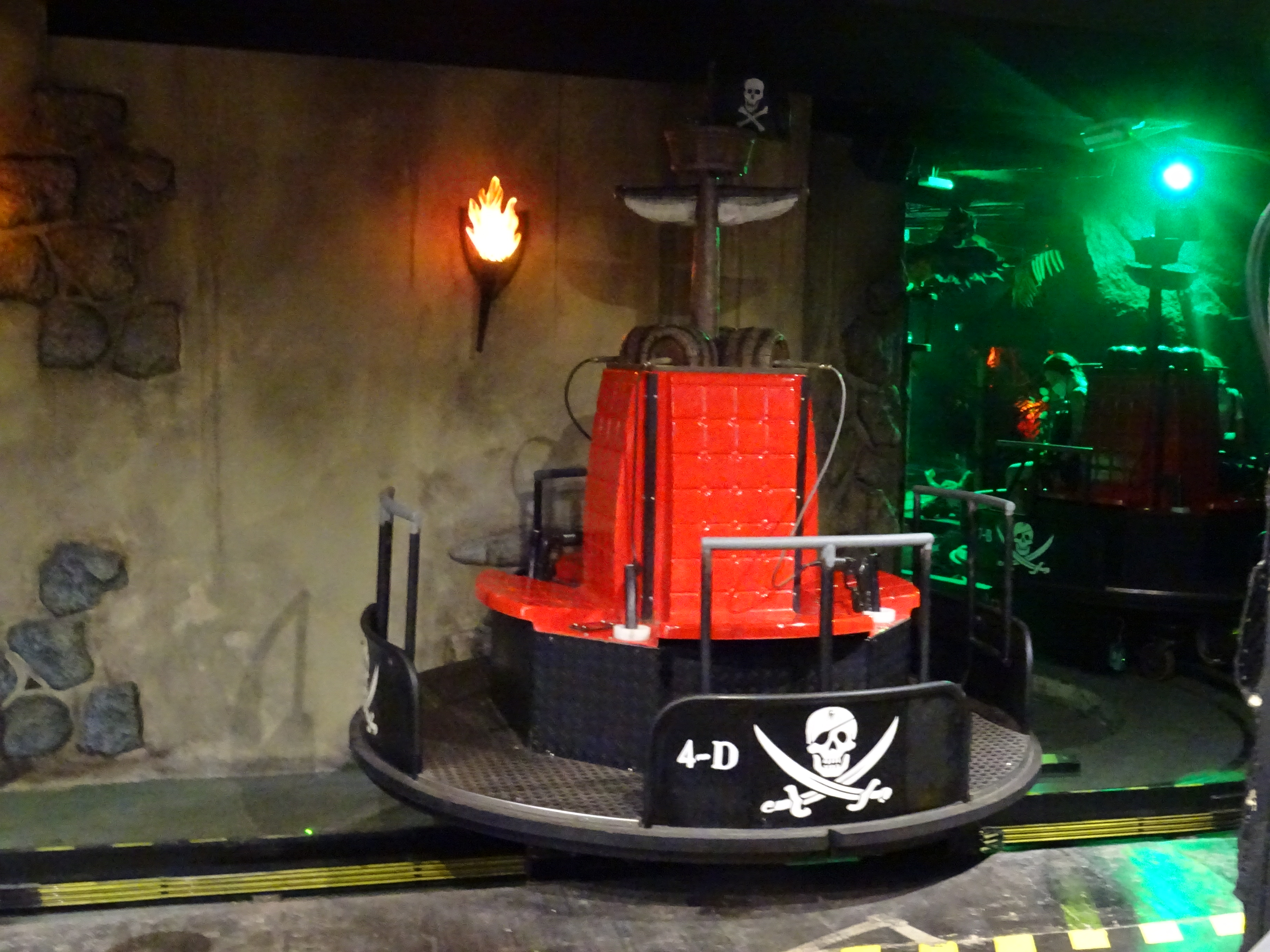
Capitán Balas à Isla Mágica
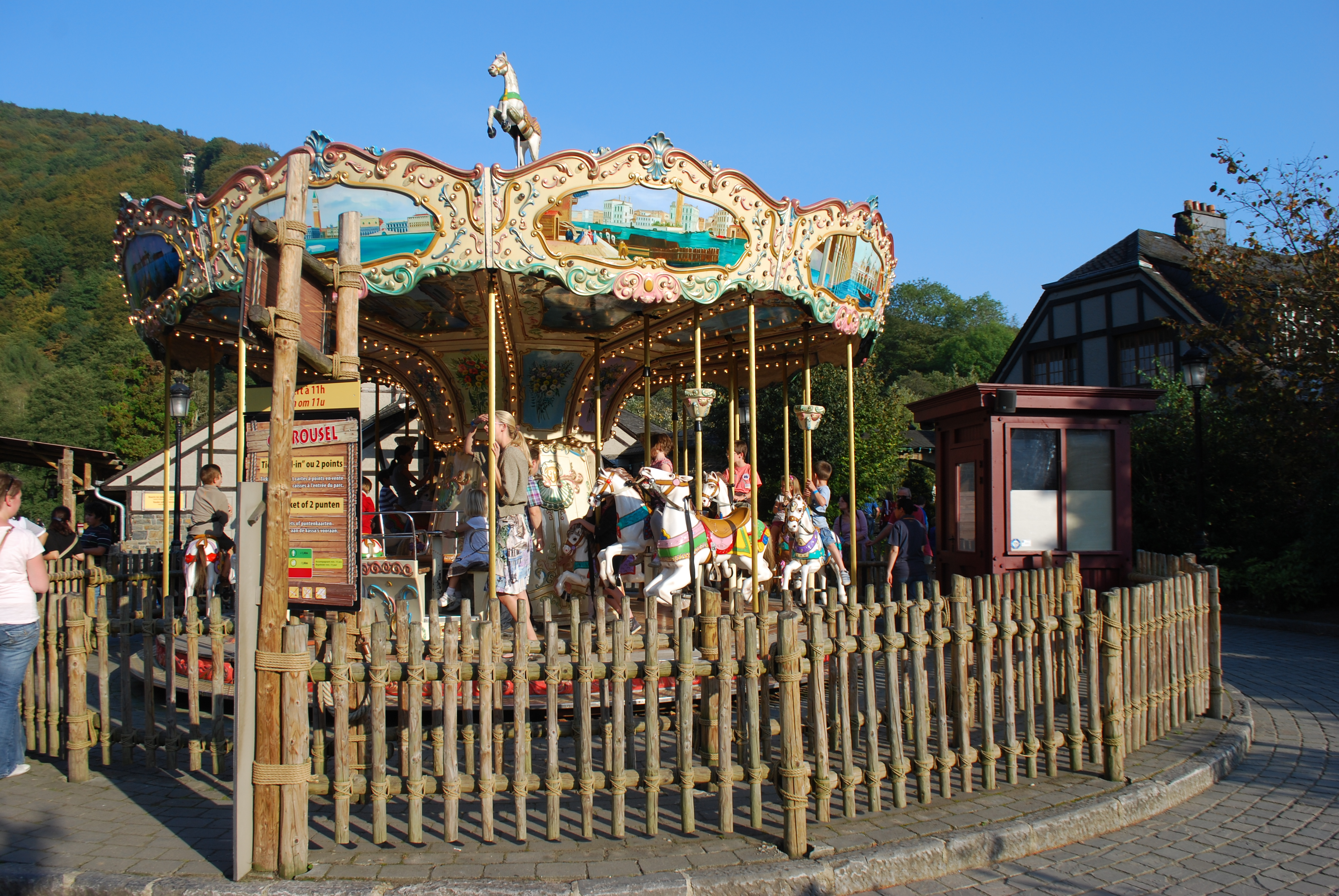
Carrousel à Plopsa Coo
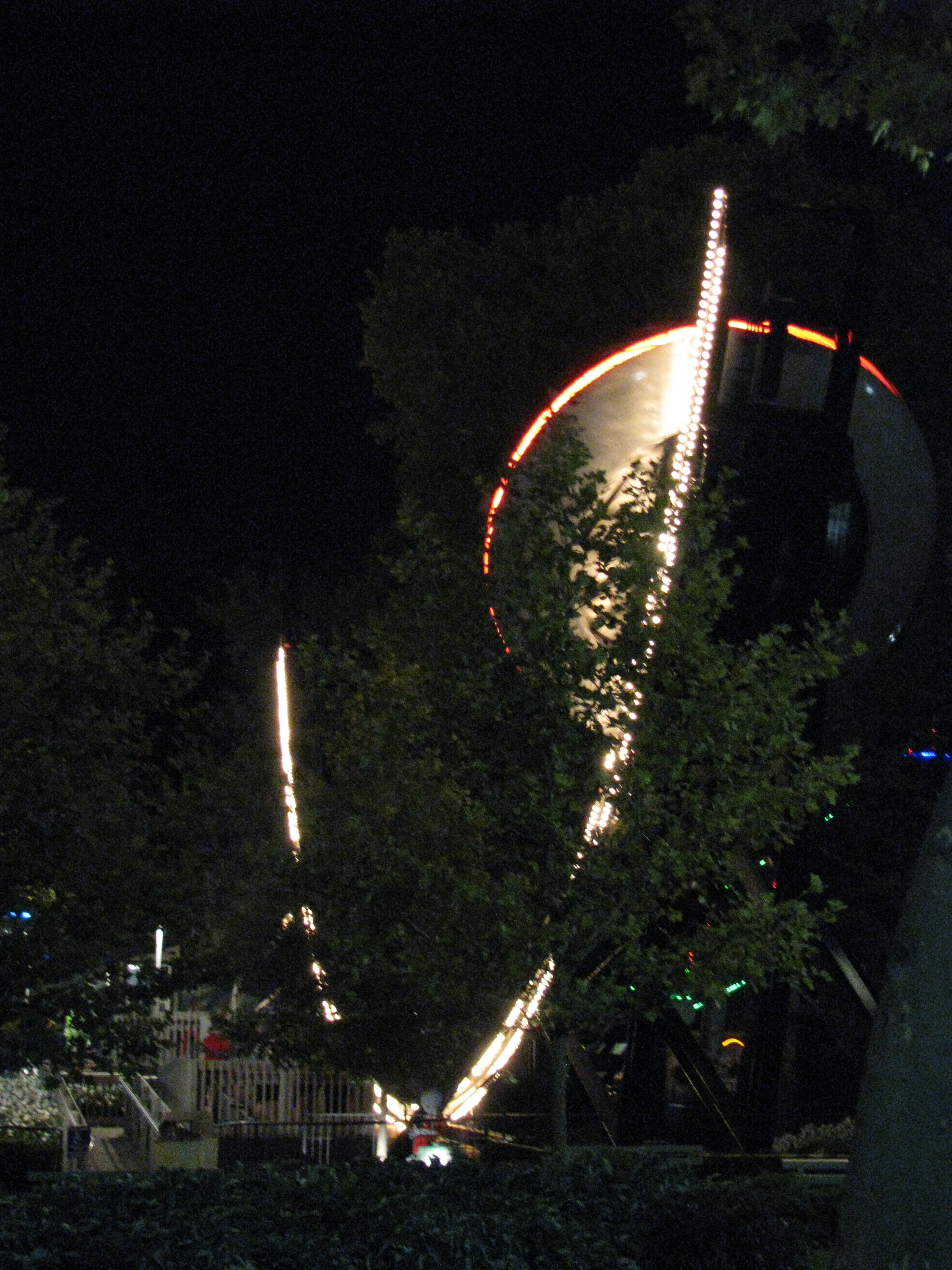
Cosmic Chaos à Kennywood
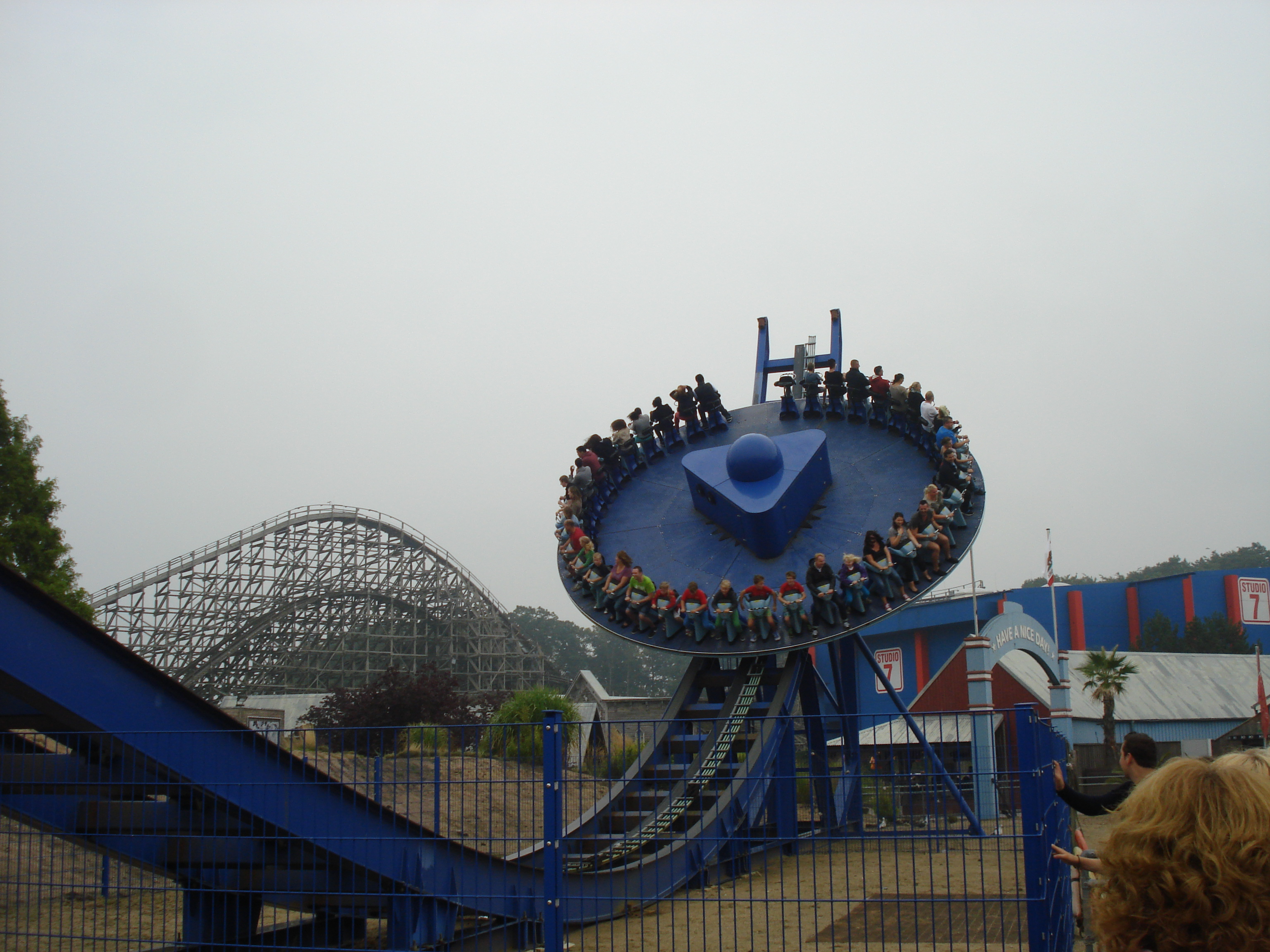
Crazy Surfer à Movie Park Germany
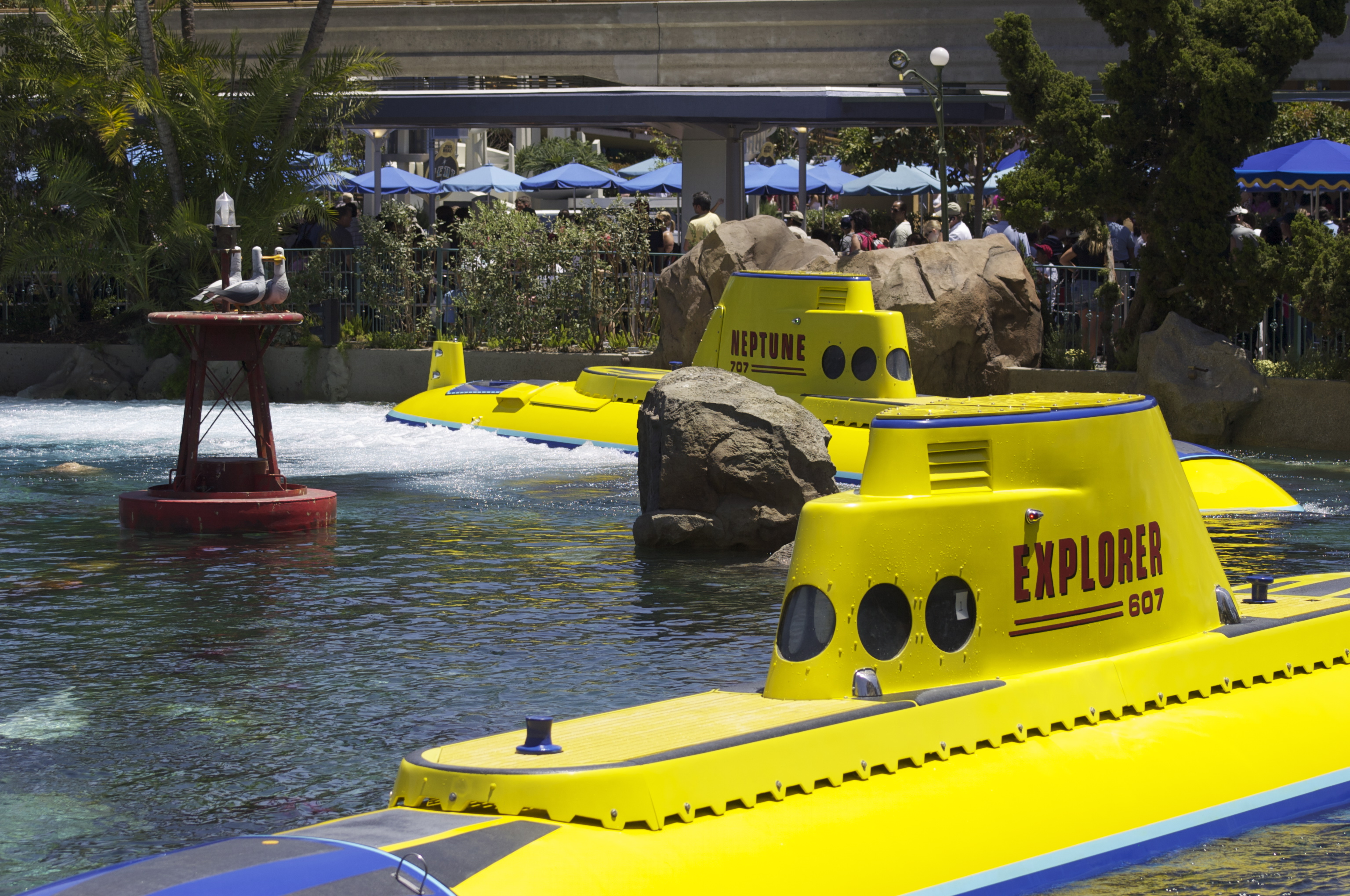
Finding Nemo Submarine Voyage à Disneyland
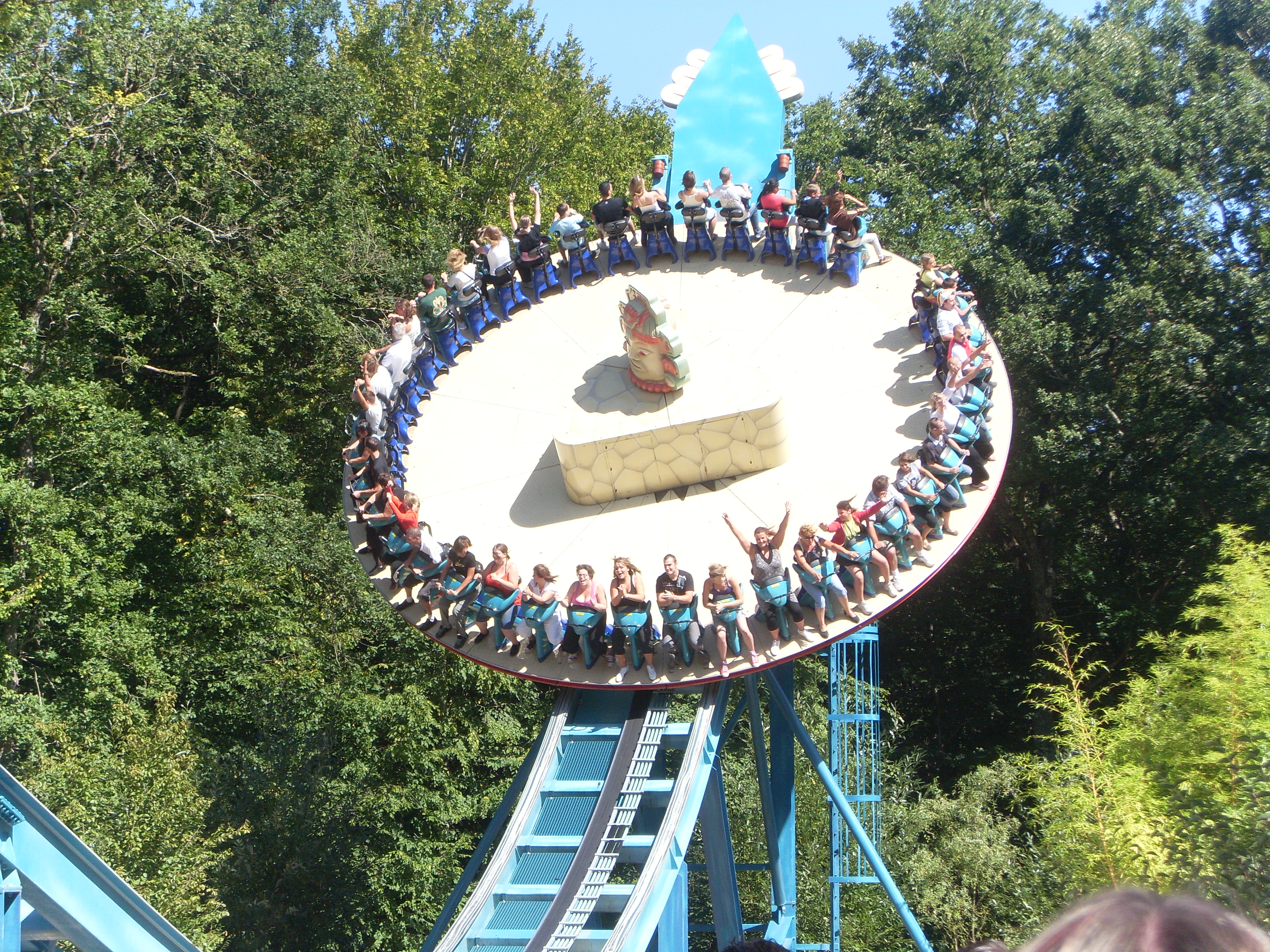
Le Disque du Soleil au Pal
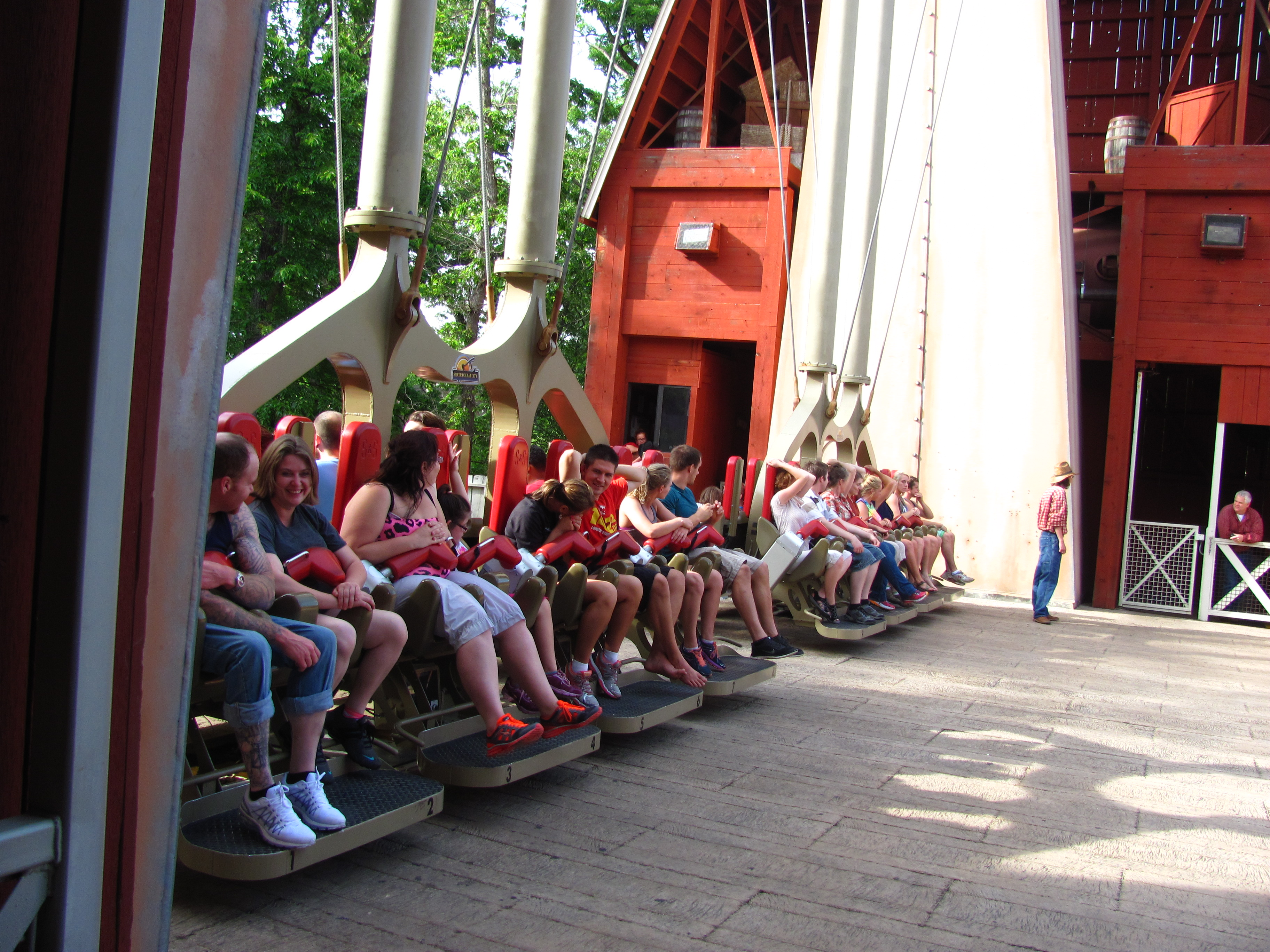
Giant Barn Swing à Silver Dollar City
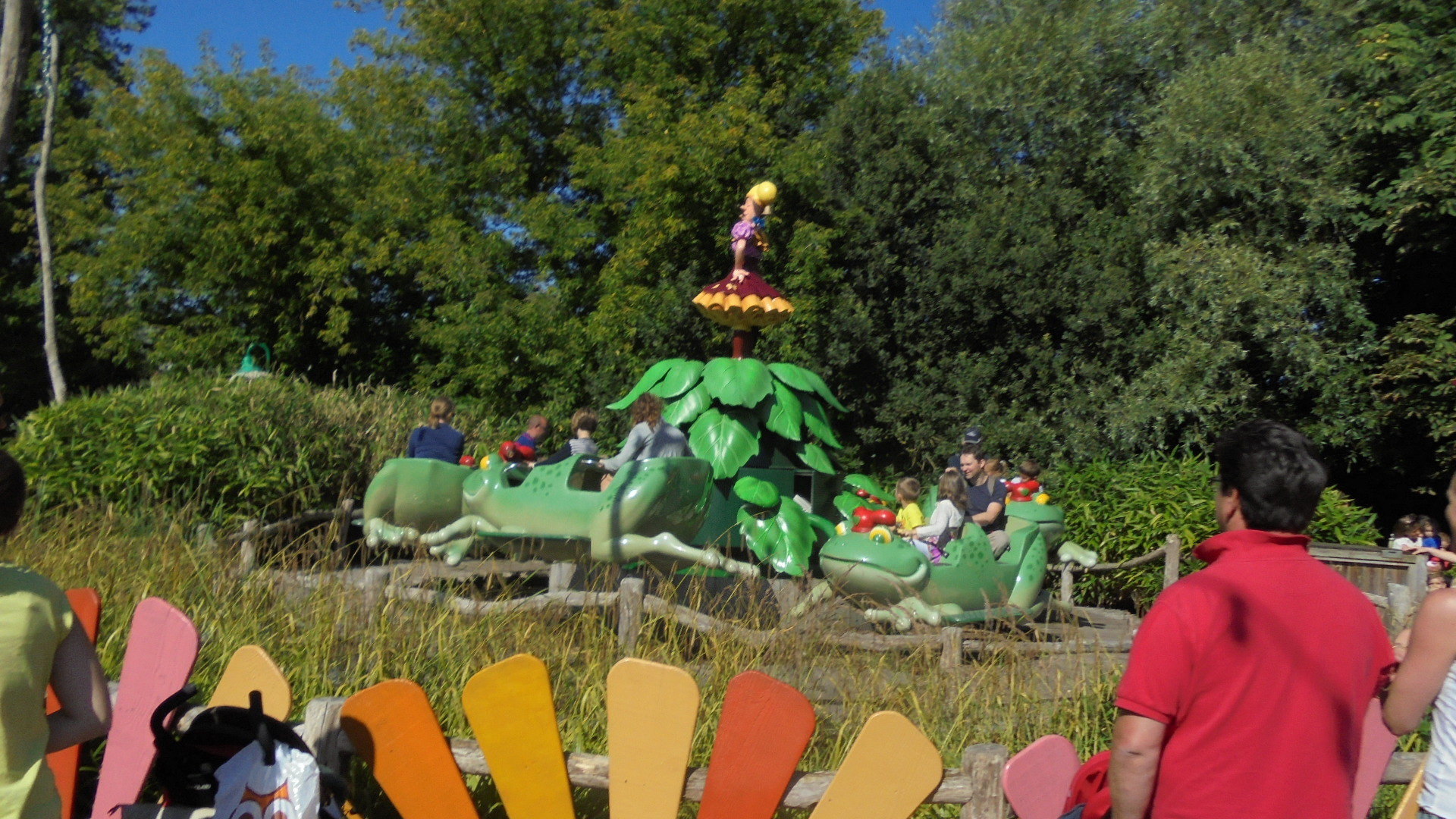
Grenouilles à Plopsaland De Panne
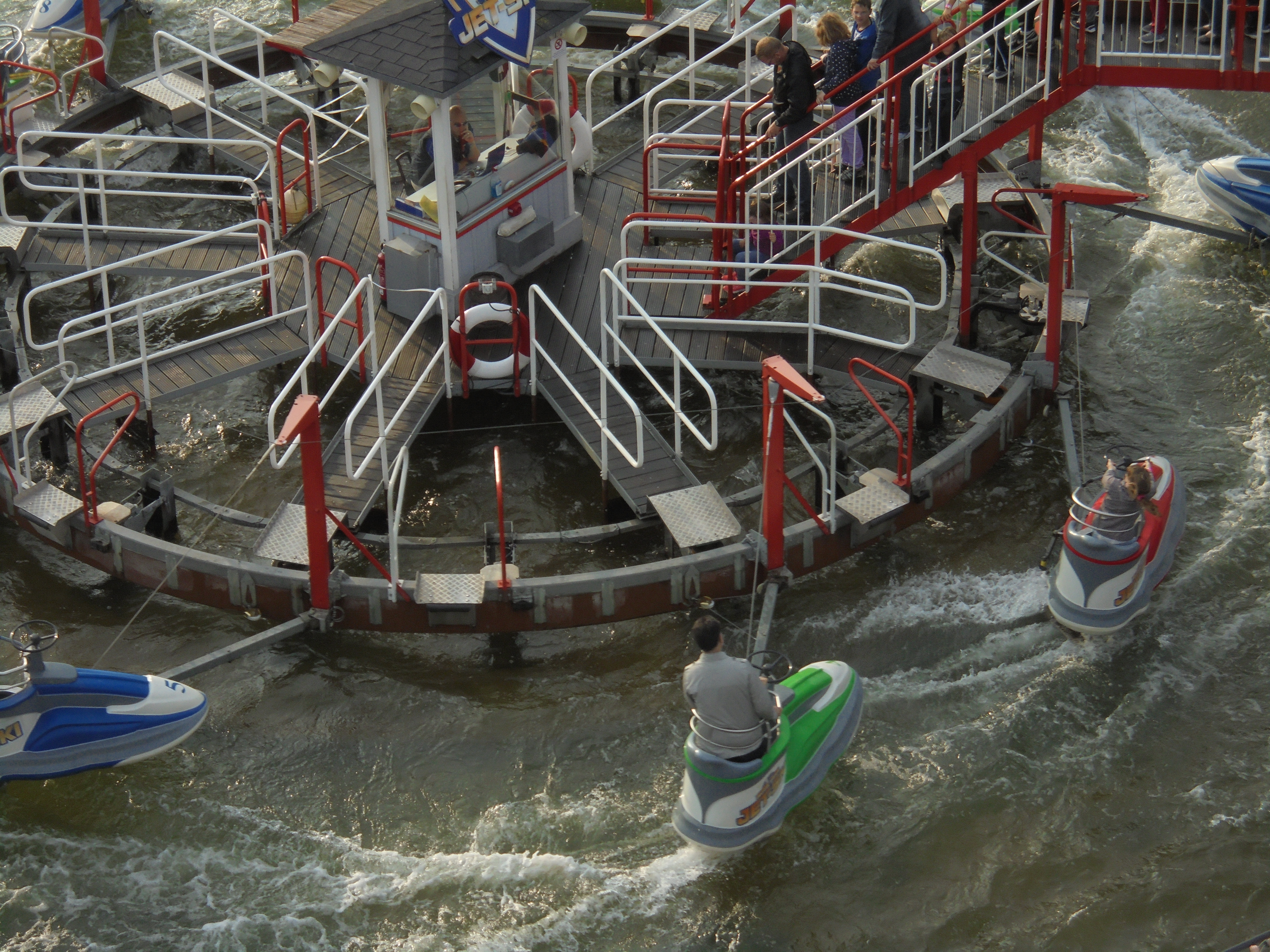
Pier Patrol - Jet Ski Ride à Movie Park Germany
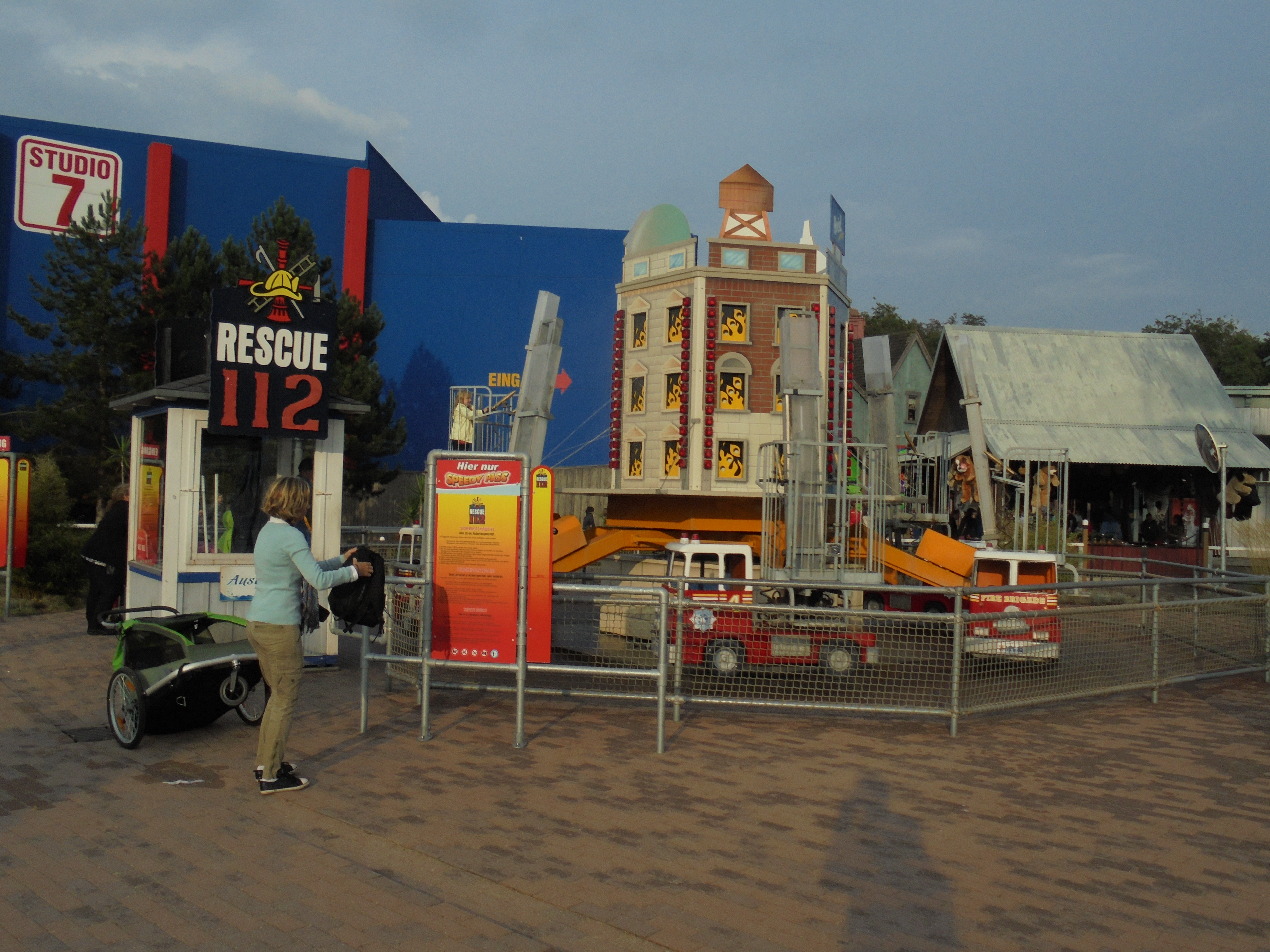
Rescue 112 à Movie Park Germany
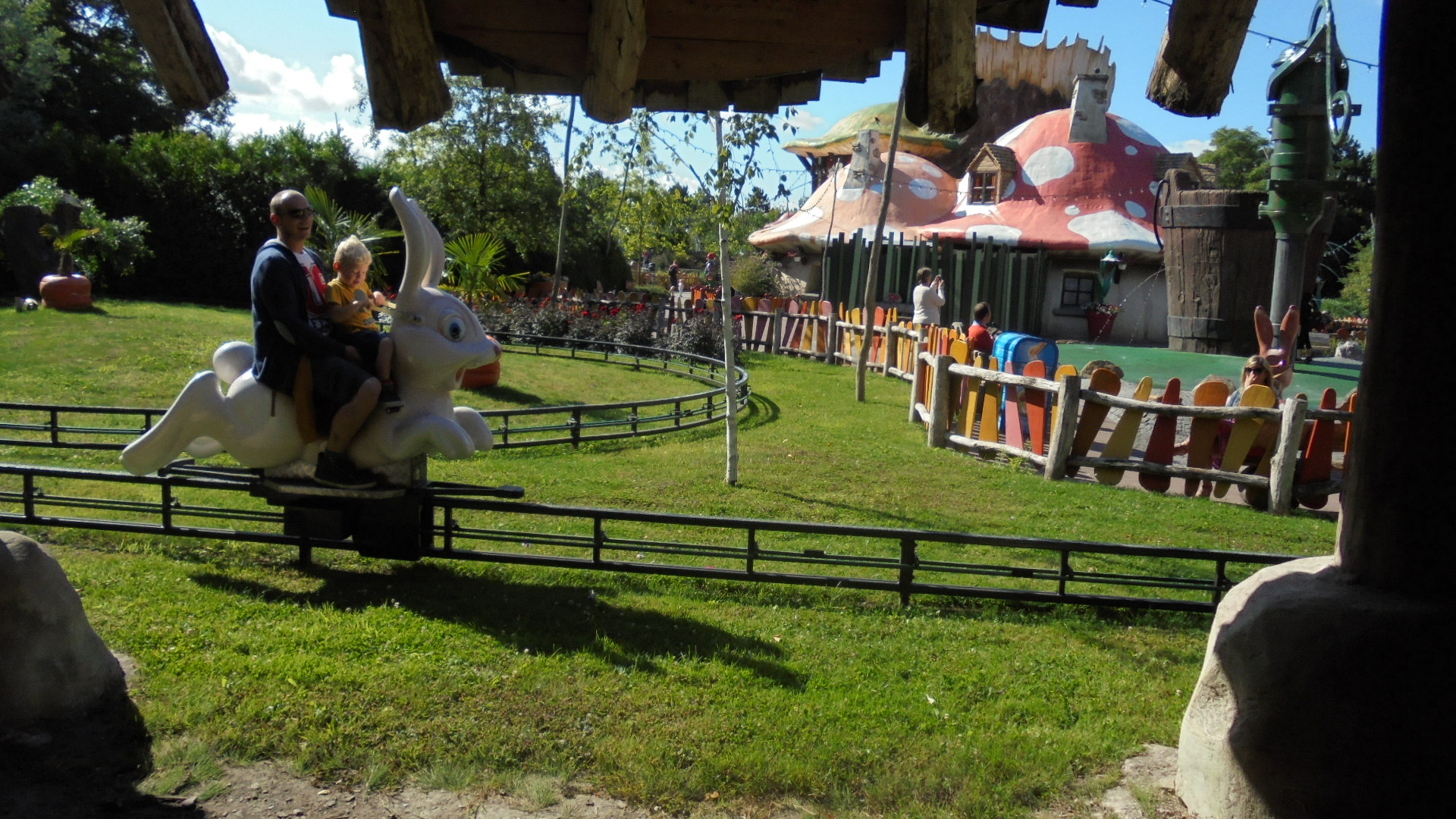
Petits lapins à Plopsaland De Panne
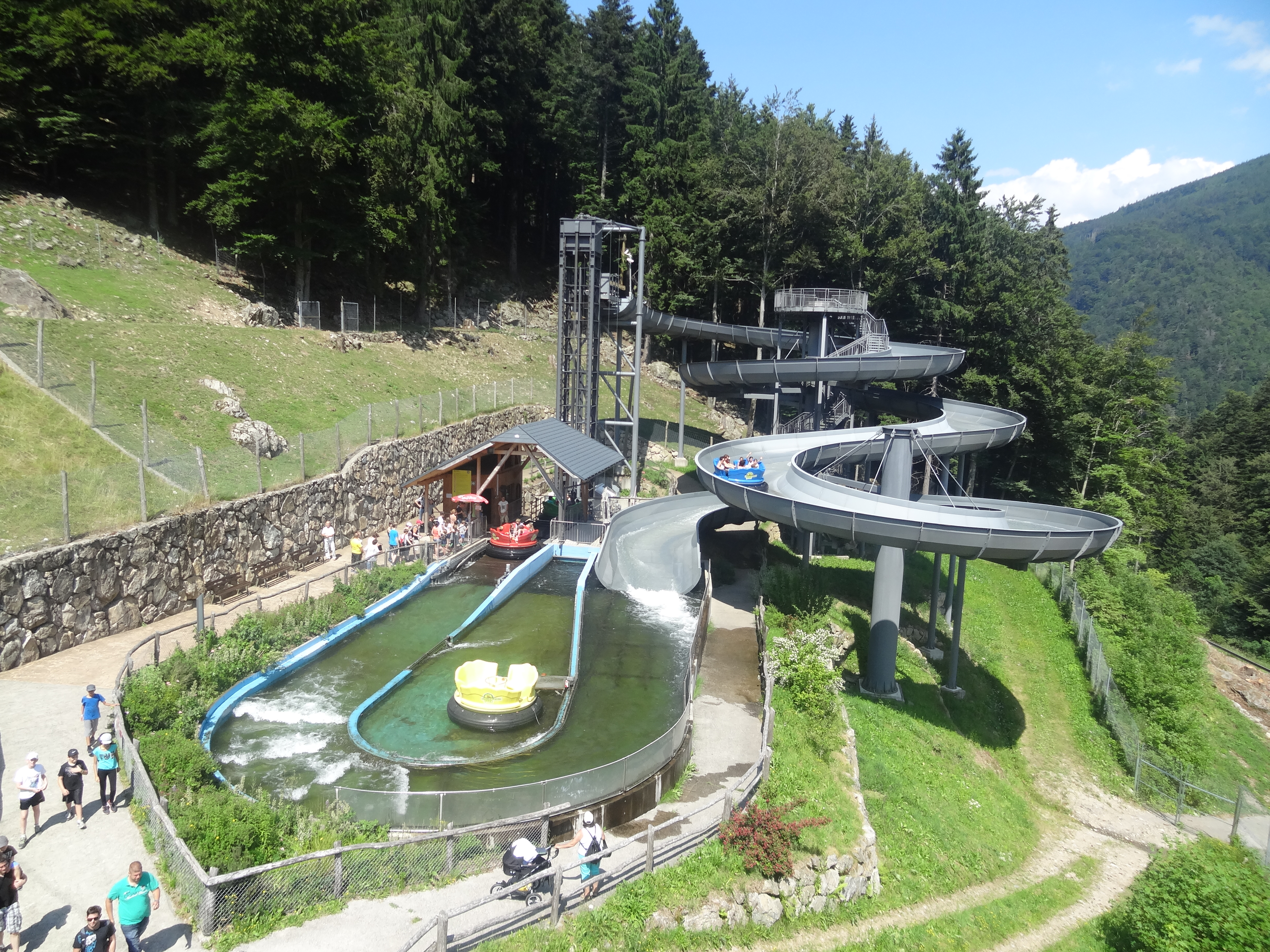
River Splash à Steinwasen Park
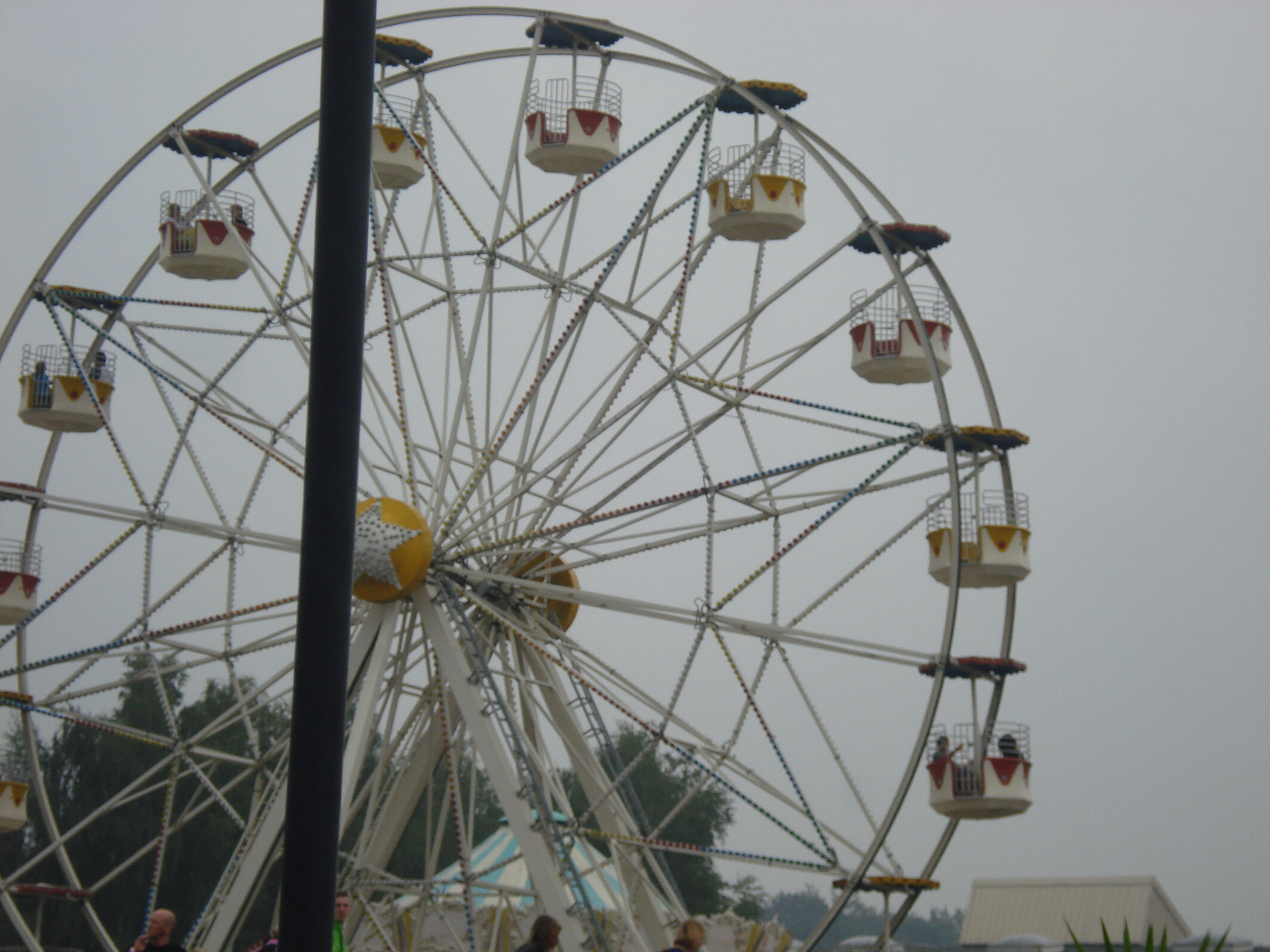
Santa Monica Wheel à Movie Park Germany
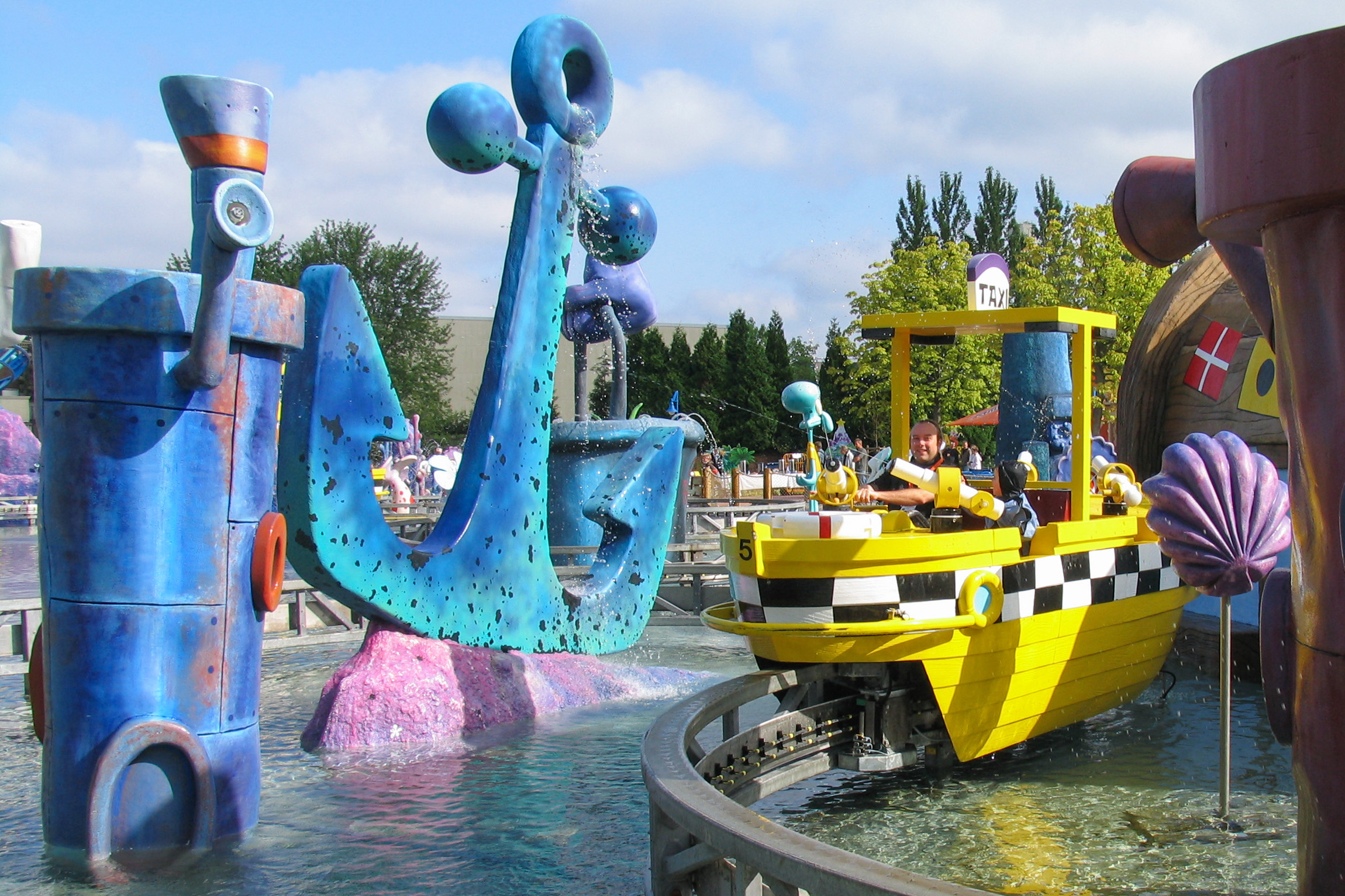
Spongebob Splash Bash à Movie Park Germany
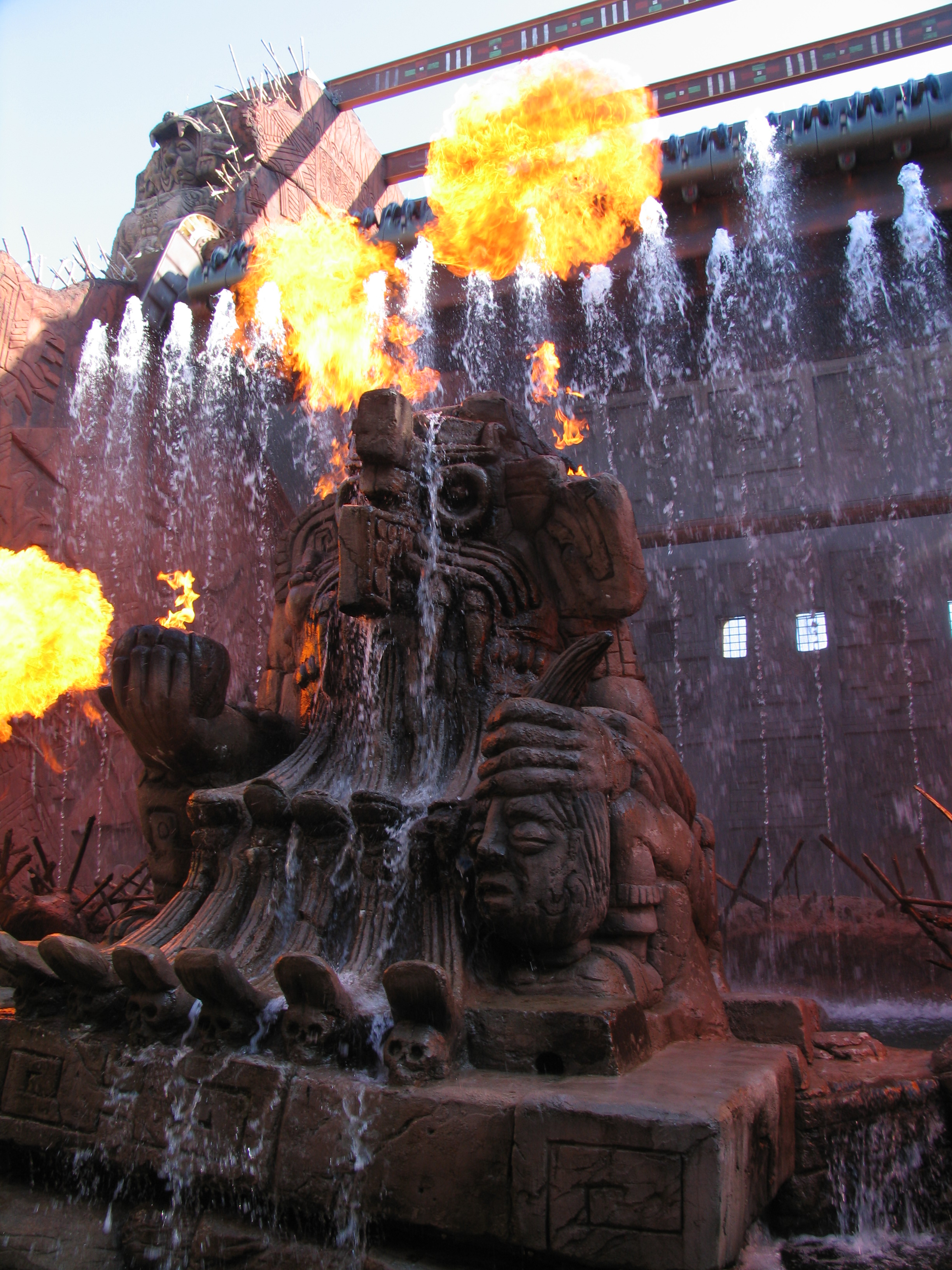
Talocan à Phantasialand
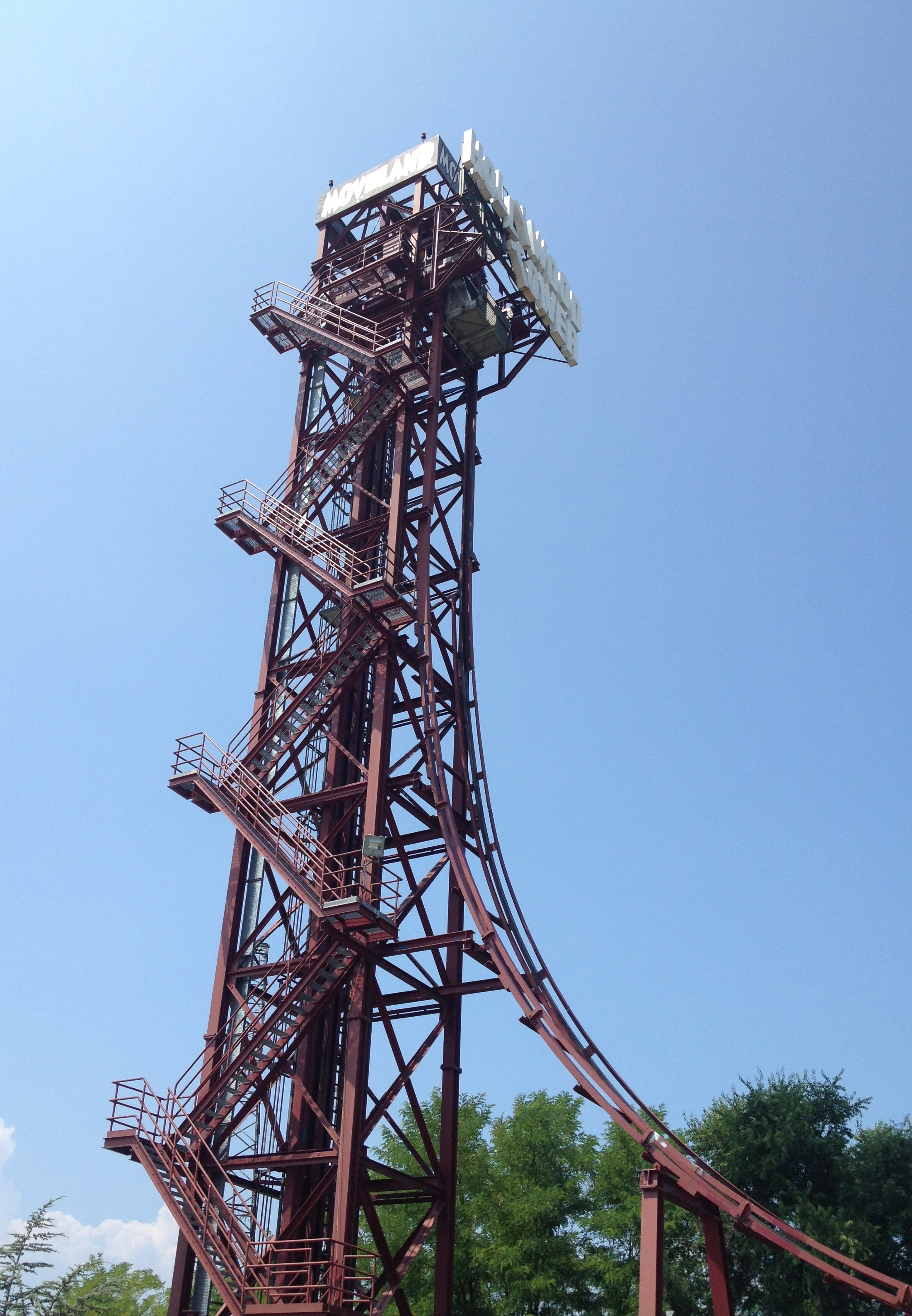
The Hollywood Action Tower à Movieland Studios
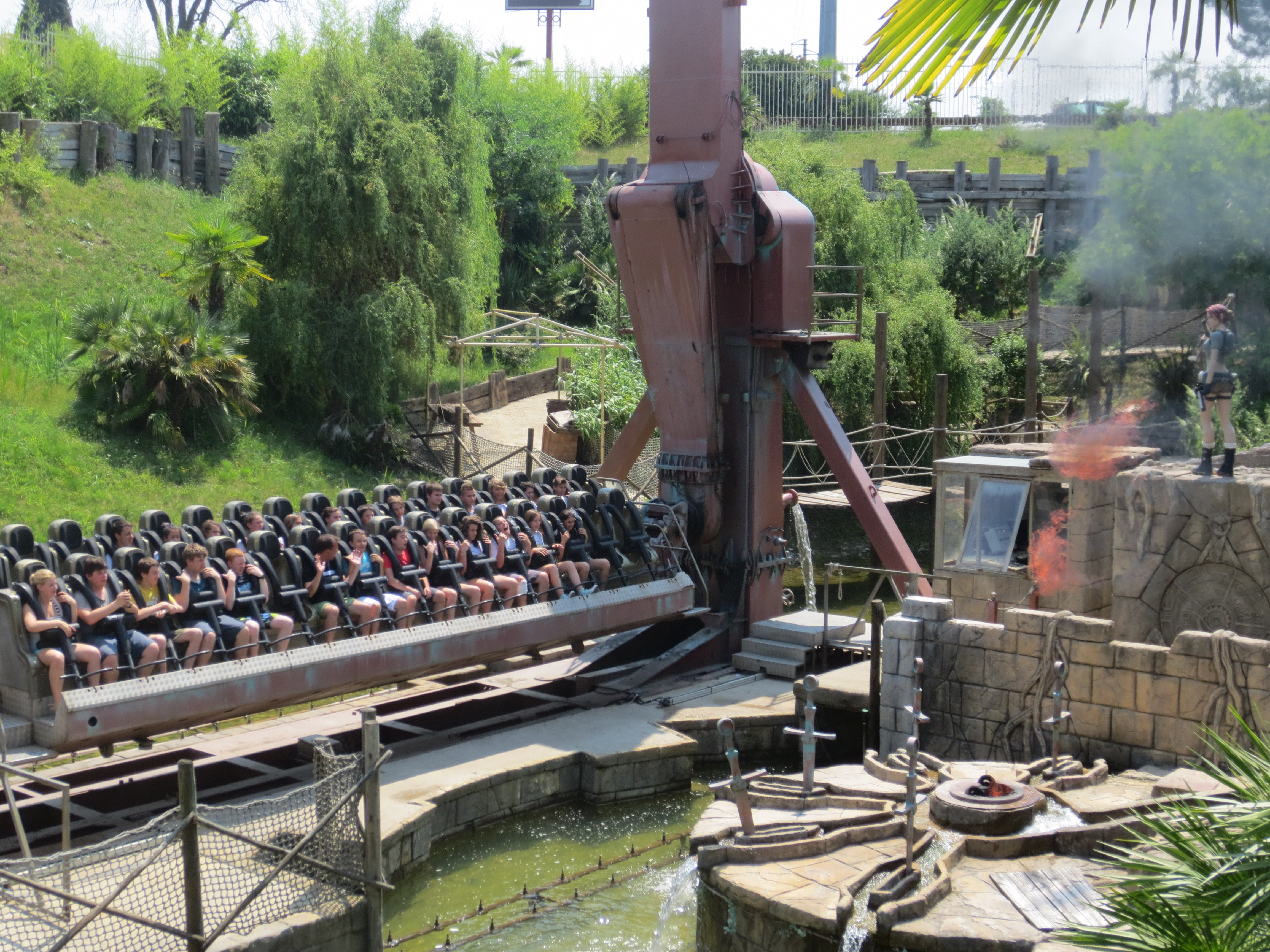
The Tomb Raider Machine à Movieland Studios
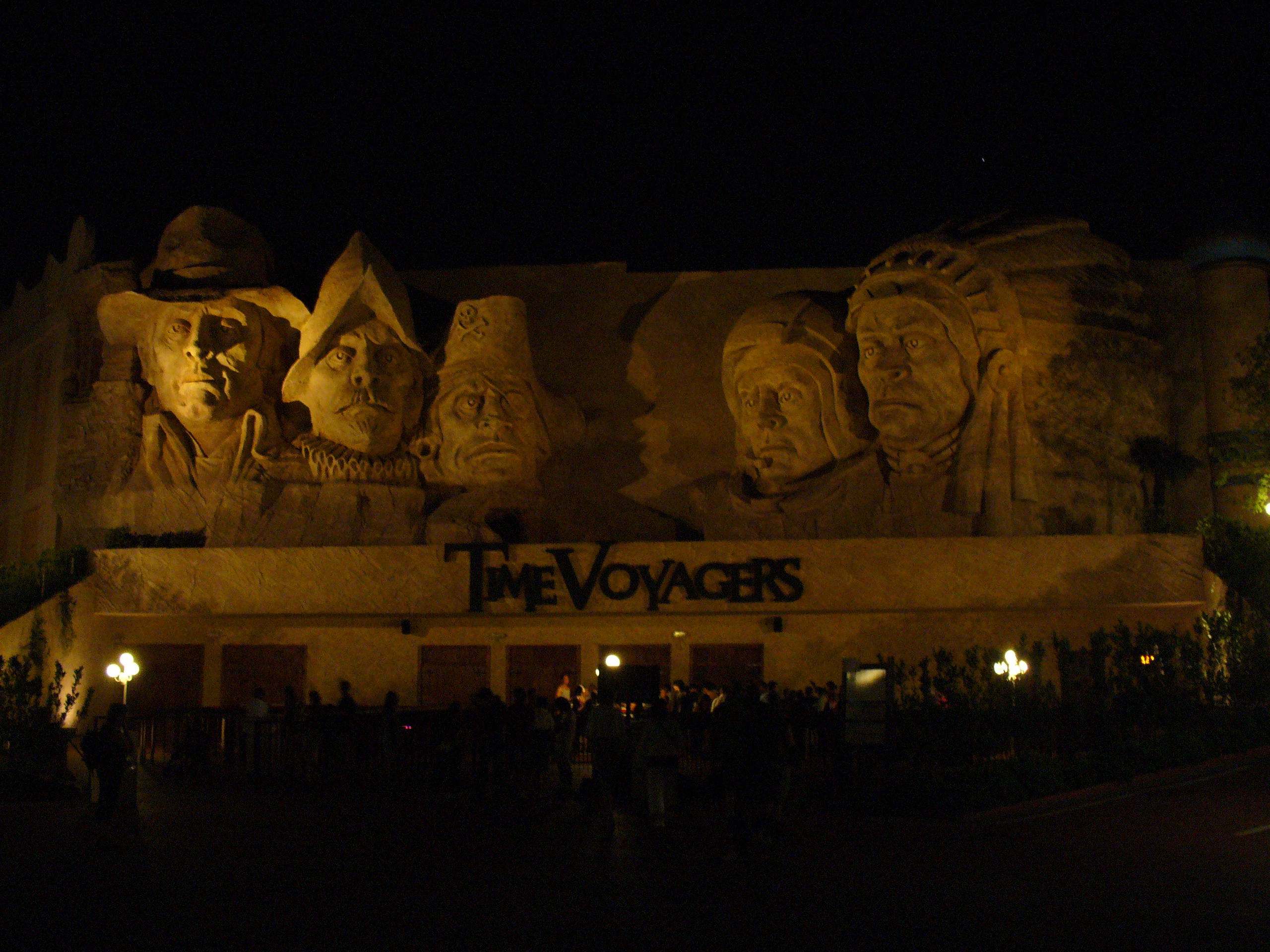
Time Voyagers à Gardaland
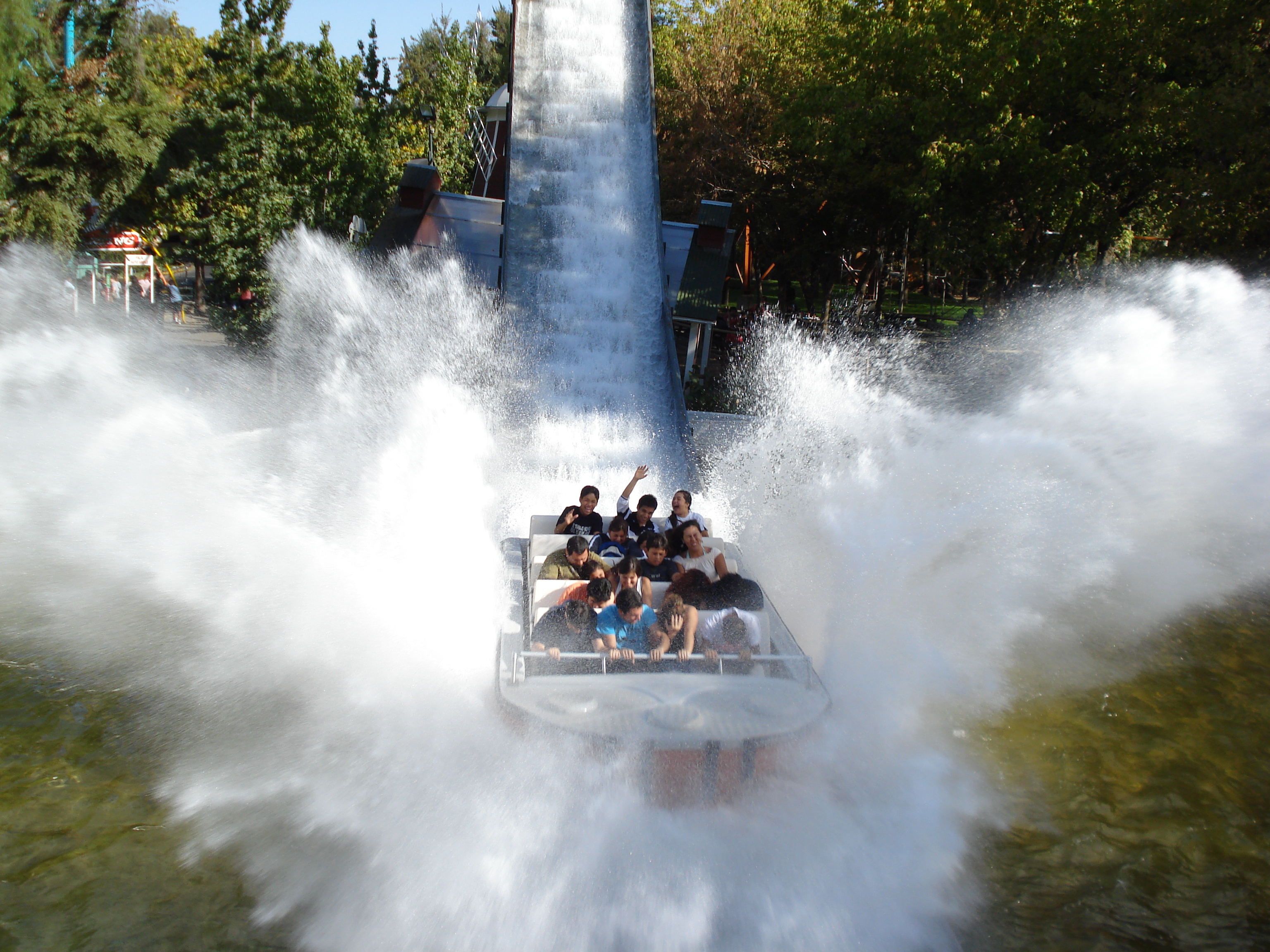
Tsunami à Fantasilandia
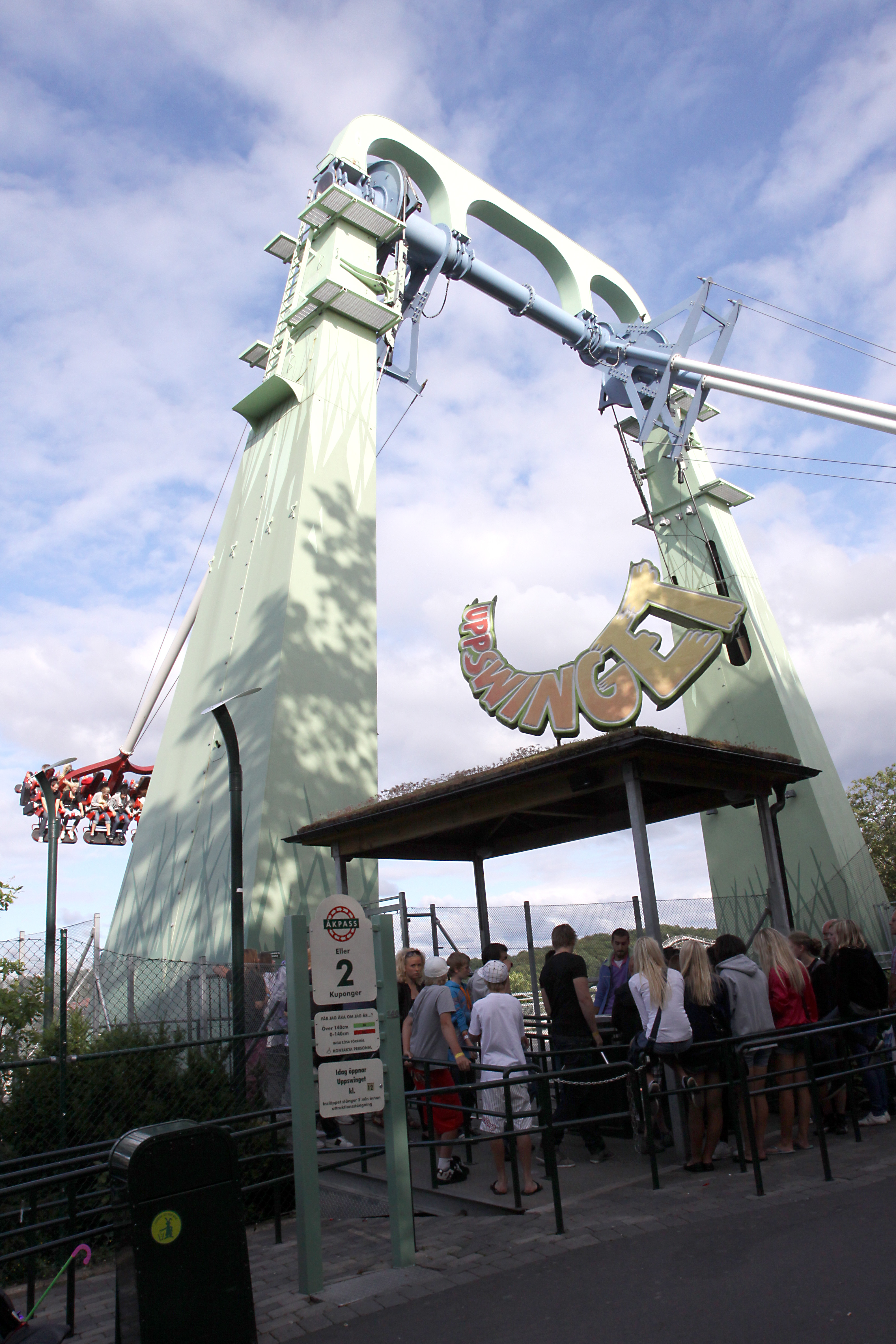
Uppswinget à Liseberg
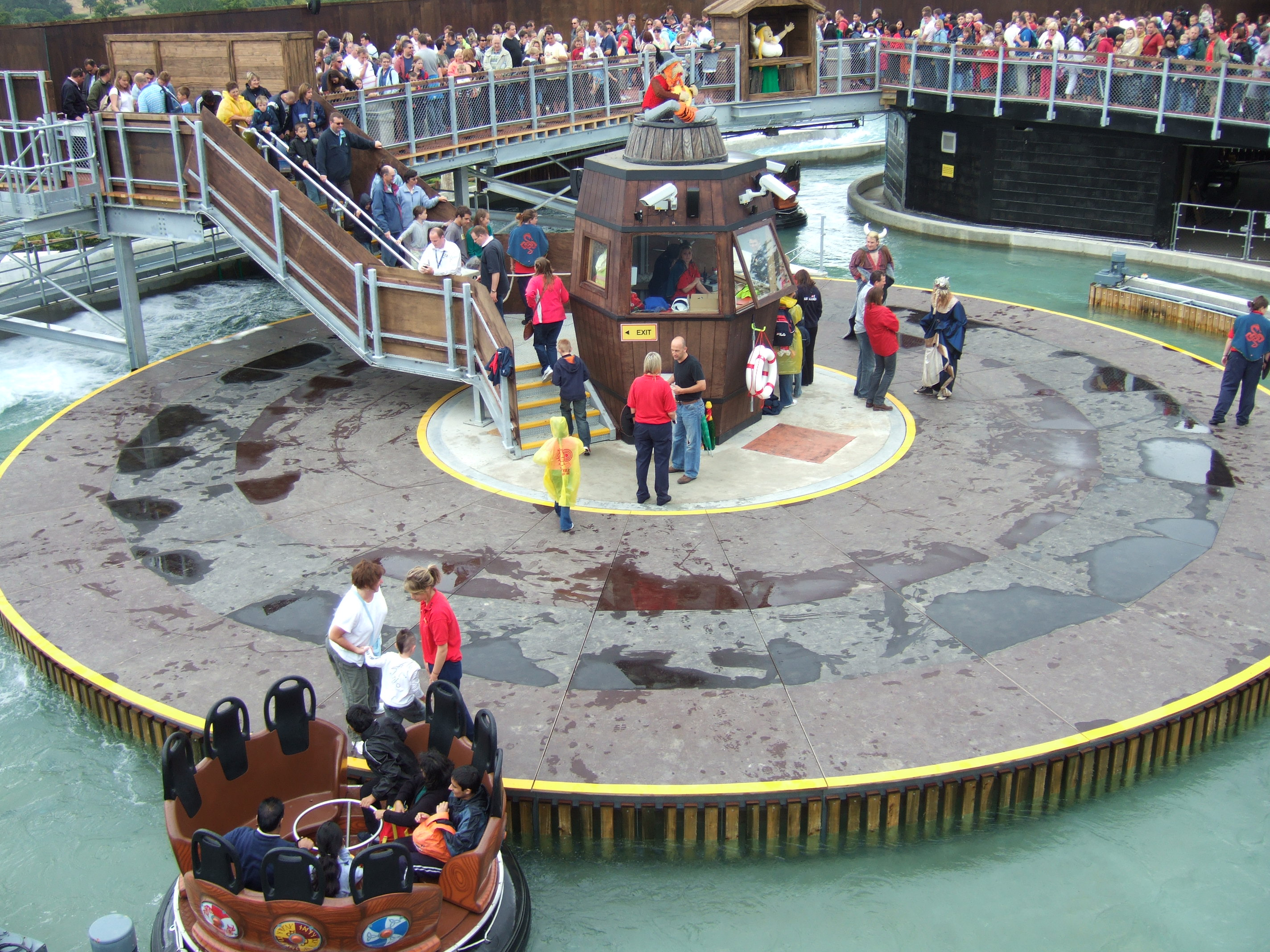
Vikings' River Splash à Legoland Windsor
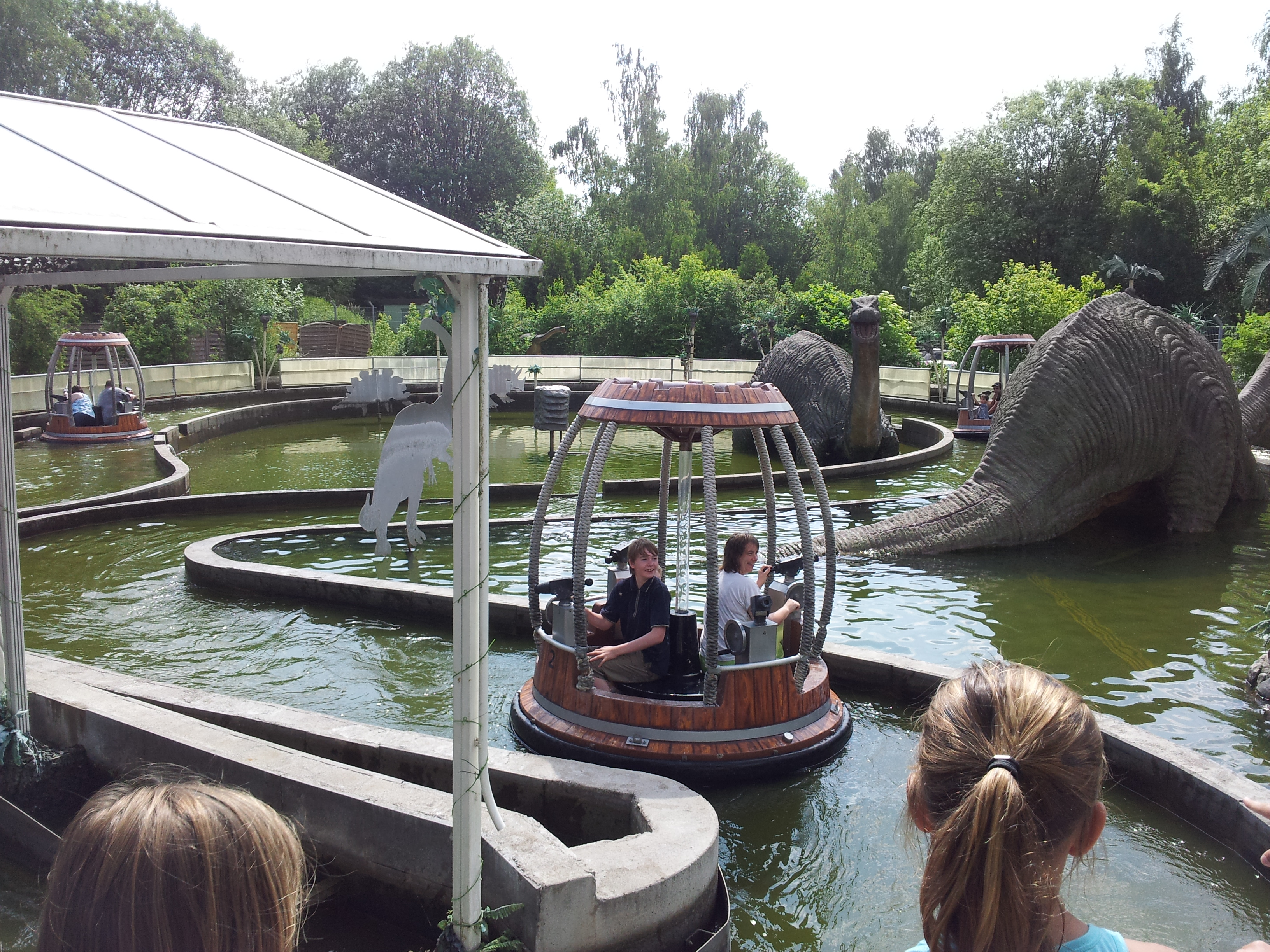
Wasserschlacht à Rasti-Land

#### Nouveau thème
| Nom                                            | Type / Modèle      | Constructeur | Parc  | Pays       | Anciennement      |
| ---------------------------------------------- | ------------------ | ------------ | ----- | ---------- | ----------------- |
| Gran Fiesta Tour Starring The Three Caballeros | Croisière scénique |              | Epcot | États-Unis | El Rio del Tiempo |

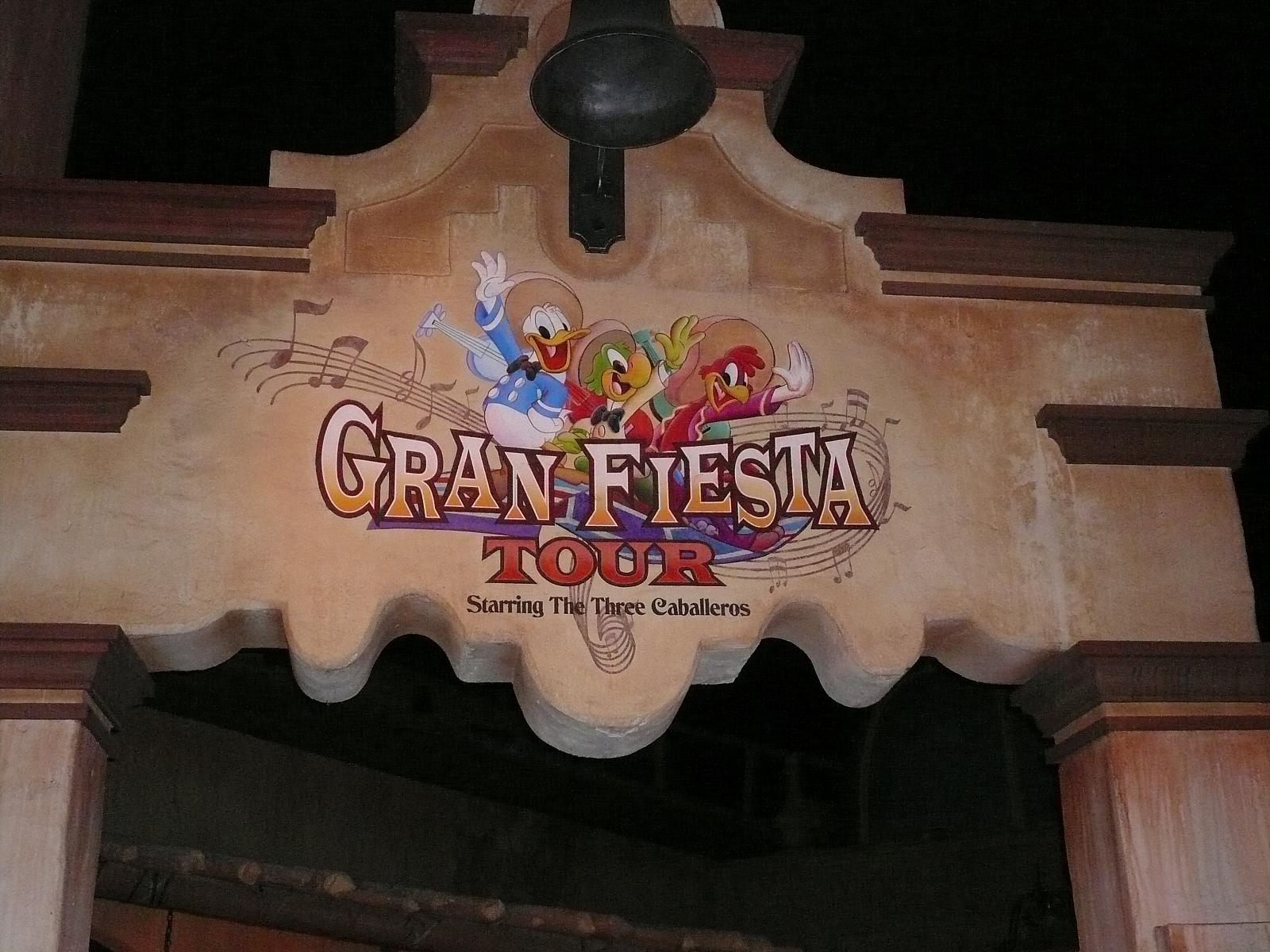
Gran Fiesta Tour Starring The Three Caballeros à Epcot

## Hôtels
- Hotel Port Royal à Heide Park ( Allemagne) ouvert au public le 22 juin 2007.

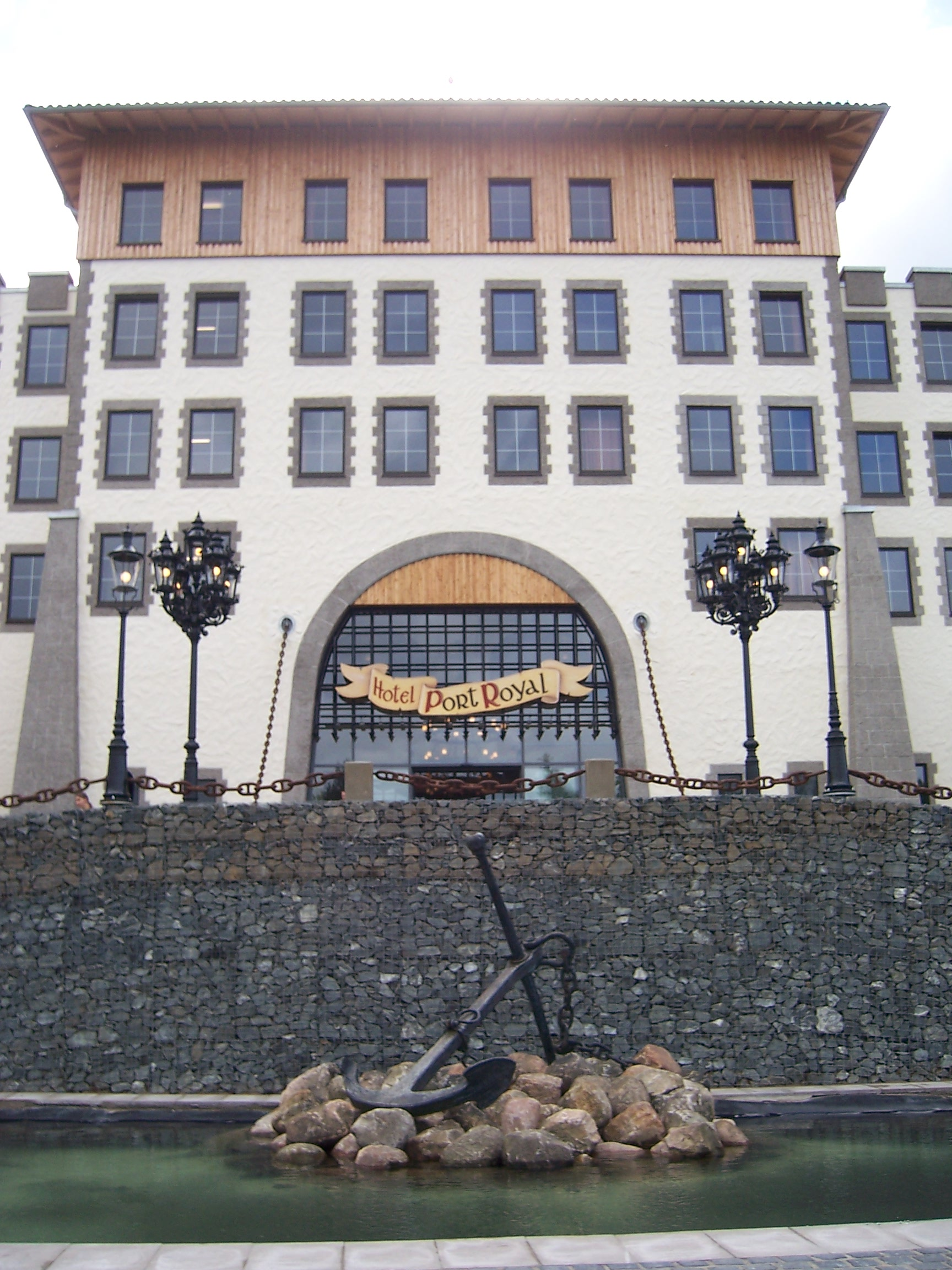
Hotel Port Royal à Heide Park